# ドクターX〜外科医・大門未知子〜
『Doctor-X 外科医・大門未知子』（ドクター-エックス げかい・だいもんみちこ）は、2012年からテレビ朝日系「木曜ドラマ」枠（木曜 21:00 - 21:54）で放送されている日本のテレビドラマシリーズ。

## 概要
特定の病院や医局に属さない、フリーランスの女性外科医の活躍を描く。主演の米倉涼子は2010年10月期放送の『ナサケの女〜国税局査察官〜』以来の木曜ドラマ枠出演となった。2012年に第1シリーズが始まり、以降連続テレビシリーズは全て秋クールに放送されている。キャッチコピーは全シリーズ共通で「私、失敗しないので。」。
米倉が演じる外科医・大門未知子の活躍のみならず、病院や医局を転々としながら対立する蛭間や海老名のコミカルなやり取り、放送当時の流行や時事ネタを取り込んだ作風から高視聴率を獲得しており、2021年までの10年間で通算シリーズ7本、スペシャル1本が製作・放送された。第7シリーズは米倉にとって、個人事務所設立後初の連続ドラマ主演となる。
第7シリーズ放送から3年後の2024年12月に、初の劇場作品『劇場版ドクターX FINAL』が公開され、この作品をもってシリーズは完結した。
また、勝村政信演じる加地を主人公に置いたスピンオフドラマ『ドクターY〜外科医・加地秀樹〜』が2016年から放送、配信されている。
シリーズ作品の時系列は以下の通り。
- ドクターX〜外科医・大門未知子〜 第1期（2012年10月 - 12月放送、全8話）
- ドクターX〜外科医・大門未知子〜 第2期（2013年10月 - 12月放送、全9話）
- ドクターX〜外科医・大門未知子〜 第3期（2014年10月 - 12月放送、全11話）
- ドクターX〜外科医・大門未知子〜 スペシャル（2016年7月3日放送）
- ドクターY〜外科医・加地秀樹〜 第1弾（2016年9月 - 11月配信、全6話）
- ドクターX〜外科医・大門未知子〜 第4期（2016年10月 - 12月放送、全11話）
- ドクターY〜外科医・加地秀樹〜 第2弾（2017年9月 - 10月配信、全6話）
- ドクターX〜外科医・大門未知子〜 第5期（2017年10月 - 12月、全10話）
- ドクターY〜外科医・加地秀樹〜 第3弾（2018年9月配信、全6話）
- ドクターY〜外科医・加地秀樹〜 第4弾（2019年10月6日放送）
- ドクターX〜外科医・大門未知子〜 第6期（2019年10月 - 12月放送、全10話）
- ドクターY〜外科医・加地秀樹〜 第5弾（2020年10月4日放送）
- ドクターY〜外科医・加地秀樹〜 第6弾（2021年10月7日放送）
- ドクターエッグス〜研修医・蟻原涼平〜（2021年10月配信、全2話）
- ドクターX〜外科医・大門未知子〜 第7期（2021年10月 - 12月放送、全10話）
- ドクターY〜外科医・加地秀樹〜 第7弾（2024年11月30日放送）
- 劇場版ドクターX FINAL（2024年12月6日公開）

## 医療機関
本稿では、ドクターX〜外科医・大門未知子〜シリーズに登場する医療機関について記述する。

### 神原名医紹介所
神原 晶が所長を務める医師紹介所。
大門 未知子や城之内 博美などが所属する。
第6期では旧銭湯が神原名医紹介所の看板を立てる。所在地は東京都目黒区青岡山7-5-8。
収録は第1期から第5期まではコスガ。第6期からは旗の台つりぼり店。

### 東帝大学病院

#### 本院
東京都にある有名国立大学病院。帝都医科大学付属病院や他の医学系大学病院を傘下に治める病院で、帝都医大と同様に全国各地に分院や研究所を持つ。歴代病院長は、ドラマに登場した人物では、蜂谷→久保→蛭間→志村→蛭間→ニコラス→蛭間→マッカートニー→蛭間→海老名→神津→海老名の順番となっている。
西京大学病院よりも手術数や症例の数は少ないが、世界初症例や他の病院で出来ない術式でオペをする。第4期ではブランド力の低迷から、蛭間重勝が富裕層に特化した戦略を打ち出した。特別室で専任のコンシェルジュが何から何まで世話をし、食事は高級レストランの料理が食べられる特Sコース人間ドックやセレブ出産のコースがある。
国立高度医療センターの東棟及び旧東棟の職員らが所属している派閥病院。
病院は国立高度医療センター理事会に加盟している。
所在地は東京都文京区本郷4丁目4-5。
2019年以降、病院には、「アイ」という診断や手術を手伝ったり手術による成功確率を提示したりする最新のAIがある。第6期では、赤字経営からの脱却を狙って、海外からニコラス・丹下を招聘して、分院閉鎖や経費削減など、コストカットが行われた。その後は、東帝大の株が事務長の鮫島によって売られ、ボストン・ハーバード医科大学のマッカートニーが病院長に就き、海外の医師たちが一時的に流入した。
コロナ流行時は、一時的にマッカートニーや蜂須賀を中心とする内科主導の体制が作られ、旧医学部校舎を外科分院として、すべての外科医局が統合された。
2022年度からはコロナが落ち着いてきたことで、外科分院の蛭間を本院の病院長へ戻し、コロナ前の体制へ戻した。
劇場版では、過去に廃止されていた「会長」という名誉職を復活させ、蛭間が就任し、後任の病院長に海老名が就いた。その後、理事会での不信任案で神津が病院長に指名されたが、爆発により大けがを覆ったため、海老名が再任された。

#### 印旛沼第1分院
千葉県にある東帝大学病院の分院。
第6期第1話で院長と病院名のみ登場。

#### 熊毛第2分院
山口県にある東帝大学病院の分院。
第6期第1話で院長と病院名のみ登場。

#### 津軽第3分院
青森県にある東帝大学病院の分院。
第6期第1話で院長と病院名のみ登場。

#### 静岡第4分院
静岡県にある東帝大学病院の分院。
当病院の患者の五島 哲夫を本院に引き受ける（第4期）。

#### 与那国第5分院
沖縄県与那国島にある東帝大学病院の分院。
第6期で分院閉鎖の候補にあがる。

#### 弥彦第6分院
新潟県弥彦村にある東帝大学病院の分院。
第6期第1話で院長と病院名のみ登場。

#### 金剛山第7分院
奈良県にある東帝大学病院の分院。
第6期第1話で院長と病院名のみ登場。

#### 下水内第8分院
長野県にある東帝大学病院の分院。
第6期第1話で院長と病院名のみ登場。

#### 輪島第10分院
石川県輪島市にある東帝大学病院の分院。
第6期で分院閉鎖の候補にあがる。

#### 稚内第11分院
北海道稚内市にある東帝大学病院の分院。
第6期第1話で院長と病院名のみ登場。

#### 揖斐川第12分院
岐阜県にある東帝大学病院の分院。
第6期で分院閉鎖の候補にあがる。

#### 知床第16分院
北海道知床にある最北端の東帝大学病院の分院。病院は2階建構造。
東帝大学病院 院長の蛭間 重勝が大量の医局員を国外の病院へヘッドハンティングされた責任を問われ、院長に就任する。

#### 奥多摩第17分院
東京都西多摩郡奥多摩町にある東帝大学病院の分院。
第6期で分院閉鎖の候補にあがる。

#### 男鹿半島第18分院
秋田県にある東帝大学病院の分院。
第6期第1話で院長と病院名のみ登場。

#### 高山第19分院
岐阜県高山市にある東帝大学病院の分院。
第6期第8話で病院名のみ登場。浜地が副院長として蛭間に勧められた病院。

#### 玄界灘第20分院
長崎県壱岐島にある東帝大学病院の分院。
第6期で分院閉鎖の候補にあがる。

#### 草津第25分院
群馬県草津町にある東帝大学病院の分院。
第6期第1話で院長と病院名のみ登場。

#### 霞ヶ浦第29分院
茨城県にある東帝大学病院の分院。
第6期第1話で院長と病院名のみ登場。

#### 養老山第31分院
岐阜県にある東帝大学病院の分院。
第6期第1話で院長と病院名のみ登場。

#### 奥秩父第32分院
埼玉県秩父地方にある東帝大学病院の分院。
第6期第1話で院長と病院名のみ登場。

#### 指宿第33分院
鹿児島県指宿市にある東帝大学病院の分院。
第6期第1話で院長と病院名のみ登場。

#### 吉備第34分院
岡山県にある東帝大学病院の分院。
第6期第1話で院長と病院名のみ登場。
丹下のリゾート地計画により閉鎖に追い込まれるが、後に計画が不正のものだと発覚し、再び営業を再開した。

#### 静岡駿河第35分院
静岡県にある東帝大学病院の分院。
加地秀樹が勤務する。とある山奥で応急処置をする未知子と再会する。（第6期第1話）

#### 八頭第36分院
鳥取県八頭郡にある東帝大学病院の分院。
第6期第1話で院長と病院名のみ登場。

#### アルプス第37分院
長野県にある東帝大学病院の分院。
第6期第1話で院長と病院名のみ登場。

#### 佐渡島第38分院
新潟県佐渡市にある東帝大学病院の分院。
第6期第1話で院長と病院名のみ登場。

#### 摩周湖第39分院
海老名が2019年4月から院長として勤務していた北海道にある東帝大の地方分院。丹下による東帝大リバースプラン2020のもと、分院閉鎖の対象となり10月に閉鎖し、本院のヒラとして雇われた海老名以外の医者は全員職を失った。しかし、その後丹下がメディカルリゾート地の建設のために分院を閉鎖していたことが発覚。最終回で蛭間が解雇になってから、営業を再開した。

#### 東尋坊第40分院
福井県坂井市にある東帝大学病院の分院。
第6期第1話で院長と病院名のみ登場。

#### 熊谷第41分院
埼玉県熊谷市にある東帝大学病院の分院。
第6期第1話で院長と病院名のみ登場。

#### 秋田能代第49分院
第7期で海老名が内科部長の蜂須賀の計らいにより異動した秋田県能代市にある東帝大学病院の分院。

### 西京大学病院

#### 本院
関西圏にある国立大学病院。近畿地方最大の医学系大学病院。
東帝大学病院のライバル病院で、東帝大学病院よりも手術数が多く、症例数もずば抜けて多い。
帝都医大の関西圏の分院を支配下に置いている。
病院は国立高度医療センター理事会に加盟している。

#### 医学部附属京橋病院
大阪府大阪市にある西京大学病院の分院。
ロボット手術など最先端の医療機器などを揃えた病院。

### 帝都医科大学付属病院

#### 本院
関東にある名門私立医科大学病院。全国各地に系列病院、分院、研究所がある大規模の大学病院である。
東帝大学医学部の事実上の植民地であり、帝都医科大学医学部卒の教授がおらず、本院の教授陣の大半を東帝大学医学部出身者が占めている。

#### 東京第3病院
東京都にある帝都医科大学の分院。
本院の出店的存在であり本院の重要教授が院長を歴任してきた分院最高峰の病院。

#### 金沢第18病院
石川県金沢市にある帝都医科大学の分院。
金沢市内にはこの他にも名門病院（国立高度医療センター金沢分院・内科最高峰クロス医療センター）などの病院が数多く設置されている。
第2期の1話で鷹野主任教授が異動を命じられた病院である。

#### 高松第24病院
香川県高松市にある帝都医科大学の分院。

#### 千葉医科学研究所
千葉県千葉市にある帝都医科大学の研究所。

### 国立高度医療センター

#### 本院
東京都にある国立病院。日本最高峰医療機関。
外科医師は東帝大学病院か西京大学病院のどちらかの派閥に属する（東帝大学病院派閥の医師のほとんどは東帝大学病院が傘下に治めている病院に勤務している）。

#### 金沢分院
石川県金沢市にある国立高度医療センターの分院。

### その他
クロス医療センター
黒須 貫太郎が病院長を務める（スペシャル）。
国が認可した最新医療特区の総合病院であり医療法人財団に属する。
内科的治療で新薬開発を目的とした病院。国立高度医療センター金沢分院の天敵病院。
外景は金沢大学角間キャンパス。ロビーはかずさアカデミアホール。
旭川ふれあい病院
北海道旭川市にある、全国病院ランキングでトップ10以内に入る実力派の病院で、帝都医科大学付属病院の系列に当たる。
安田記念病院
都内にある総合病院。
国立日露最先端医療センター
ロシア連邦・ウラジオストクにある国立の医療センター。
特定国立研究開発法人 日本医療産業機構
各省庁が持つ権限を一極集中させるために発足された医療組織である（経済産業省・医療貿易、文部科学省・大学病院、外務省・外国医療施設、厚生労働省・国立病院）。
慶林大学病院
東京都にある名門私立医科大学病院。全国病院ランキングで長年一位を死守している。
東帝大学病院を見下し婦人会員を東帝大学病院に押し付ける。
外景は大手町ファーストスクエア。
ボストン・ハーバード医科大学医学部・病院・研究所
アメリカ合衆国・マサチューセッツ州ボストン市内にある名門中の名門医科大学。
研究や臨床数が多く、多くの論文を出す大学で東帝大病院内科の赤井 富夫が論文の盗用をするが、蛭間はジョン・スターキー教授と結託して、東帝大学医学部の卒業生でもある海老名 敬を共同執筆者として盗用疑惑をなくす。
王超国際クリニック
中華人民共和国上海市にある王超グループ会長の王 超が設立者。
東帝大学病院の医局員を高額な報酬で買収し、クリニックの医員として働かせる。
内部はNTT武蔵野研究開発センタ。
日本医師倶楽部
日本全国の医師会を監督する医師所属機関。
役員会は全都道府県の大学病院長が加盟しており、東帝大学病院も加盟している。
外景はYCC ヨコハマ創造都市センター。
アメリカン・メディカル・クラブ
アメリカの医師会を監督する医師所属機関。第5期で名前のみ登場。
大学病院団体連盟
日本の大学病院が加盟する団体。第5期で名前のみ登場。
神原名医紹介所に取引停止警告を通告する。
成林大学病院
都内にある私立大学病院。第5期で名前のみ登場。
菊池病院長と桜木厚労大臣との悪徳な補助金不正支給で元厚労大臣秘書官に記者会見される。
菊池病院長は日本医師倶楽部会長の内神田とは腹心の友であり、この事件の秘書官の入院を東帝大病院に怒りを告げる。
目黒中央病院
都内にある総合病院。
大門 未知子が倒れてから、検査をした病院である（第5期）。
外景は東千葉メディカルセンター。
キューバ・クバナカン大学病院（英名：Hospital Universitario Cuba Cubanacan）
キューバにある大学病院。
神原名医紹介所がキューバに移転してから契約した病院である。
成鏡大学病院
名門私立医大の附属病院（第5期）。
明英医科大学
大門 未知子が卒業した大学。
日本看護師連合会
三原雅恵が第3期で会長をつとめる。
日本医師協会
第3期で名前のみ登場。
名古屋緊急医療センター
愛知県名古屋市にある帝都医科大学系列の救命救急センター。
城之内博美が異動を命じられる（第1期最終話）。

## キャスト
主人公 / 神原名医紹介所 / 東帝大学病院 / 歴代病院長、幹部 / 総合外科 / 総合内科 / 整形外科 / 帝都医科大学付属病院 / 本院 / 第二外科 / 帝都医科大学付属病院第三病院（分院） / 国立高度医療センター / 歴代総長 / 戦略統合外科(東) / 戦略統合外科(西) / クロス医療センター / 王超国際クリニック / 日本看護師連合会 / 日本医師倶楽部 / 政治家 / ゲスト

### 主人公
大門未知子〈36歳(第1期)、37歳(第2期)、38歳(第3期)、40歳(スペシャル、第4期)、41歳(第5期)、42歳(第6期)、44歳(第7期)、48歳（劇場版）〉
演 - 米倉涼子
昭和51年1月7日生まれ。広島県呉市出身。住所は東京都目黒区旗の川6-4-4。医師免許取得は2001年4月。医籍番号 第0982586号。
| 学歴       | 学歴                                                      |
| ---------- | --------------------------------------------------------- |
| 1995年03月 | 明英医科大学医学部医学科 入学                             |
| 2001年03月 | 明英医科大学医学部医学科 卒業                             |
| 職歴       |                                                           |
| 2001年04月 | 東帝大学病院 消化器外科医局 入局                          |
| 2002年07月 | 東帝大学病院 消化器外科医局 退局                          |
| 2002年09月 | キューバ クバナカン医科大学へ留学                         |
| 2006年07月 | キューバ クバナカン医科大学を卒業                         |
| 2006年08月 | キューバ クバナカン医科大学病院 消化器外科医局 入局       |
| 2009年11月 | キューバ クバナカン医科大学病院 消化器外科医局 退局       |
| 2009年12月 | 僻地医療に参加（ミャンマー、カンボジアなど）              |
| 2010年10月 | 軍医として医療に従事（アフガニスタン、タジキスタンなど）  |
| 2011年07月 | 船医として医療に従事                                      |
| 2011年12月 | 獣医として医療に従事（キューバなど）                      |
| 2012年04月 | フリーランス外科医として神原医師紹介所に登録              |
| 2012年10月 | 帝都医科大学付属第三病院 第二外科にフリー外科医として入局 |
| 2012年12月 | 帝都医科大学付属第三病院 第二外科 退局                    |
| 2013年01月 | 船医として医療に従事（世界一周）                          |
| 2013年10月 | 帝都医科大学附属病院 第二外科にフリー外科医として入局     |
| 2013年12月 | 帝都医科大学附属病院 第二外科 退局                        |
| 2014年02月 | 救命救急医 （但し、リゾート地に限る）                     |
| 2014年10月 | 国立高度医療センター 総合外科にフリー外科医として入局     |
| 2014年12月 | 国立高度医療センター 総合外科 退局                        |
| 2016年01月 | クロス医療センター 総合外科にフリー外科医として入局       |
| 2016年02月 | クロス医療センター 総合外科 退局                          |
| 2016年10月 | 東帝大学病院 総合外科にフリー外科医として入局             |
| 2016年12月 | 東帝大学病院 総合外科 退局                                |
| 2017年10月 | 東帝大学病院 総合外科にフリー外科医として入局             |
| 2017年12月 | 東帝大学病院 総合外科 退局                                |
| 2019年10月 | 東帝大学病院 総合外科にフリー外科医として入局             |
| 2019年12月 | 東帝大学病院 総合外科 退局                                |
| 2020年01月 | コロンビア中央病院 総合外科にフリー外科医として入局       |
| 2021年 3月 | コロンビア中央病院 総合外科 退局                          |
| 2021年08月 | 東帝大学病院 外科分院にフリー外科医として入局             |
| 2021年12月 | 東帝大学病院 外科分院 退局                                |
| 2024年10月 | 東帝大学病院 総合外科にフリー外科医として入局             |
| 2024年10月 | 東帝大学病院 総合外科 退局                                |
手術後にコップ一杯のガムシロップを飲むのが習慣。
日本・キューバ国内での獣医師免許も持つ、ダブルライセンスの医師である。そのため英語、スペイン語が堪能。獣医としての腕もかなりのもので、安楽死しか選択肢が無いとされていた競走馬の骨折を完治させた。
帝都医大の麻酔の名手・城之内博美とは共感する部分もあるが「組織の人間と一匹狼は違う」反目され、同じ手術場に立たなかった際には麻酔科医としての役目もこなした。
大学病院内のヒエラルキーを無視する率直な言動に第3分院の院長の久保が激怒したことで解雇処分となるが、新しく第三病院 院長になった毒島により再雇用される。
労働条件は勤務時間8:00 - 17:00・年俸約1,200万円・時間外労働は時給3万円。さらに医師免許の必要ない業務は「致しません」という条件の破格のもの。
医師としての能力は極めて高く、患者の周辺状況などから事前に容体の変化などを想定する洞察力も併せ持つ。「私、失敗しないので」と医療ミスは絶対に起こさないとたびたび宣言している。暗黙の了解とされる教授の下働きや付き合いを「致しません」の一言ですべて拒否し、他者とは決してつるまぬ一匹狼ぶりと歯に衣着せぬ発言で、大学病院内での組織の一員としては嫌われやすい方針を貫いている。医師免許を持っていなくとも出来る作業は、雑用はおろか握手まで断る。
手術外では傲慢でいい加減な面が目立つが医師としての責任感は人一倍強く、「失敗しない」と度々口にするのも「患者は一度失敗されたらその時点で終わり」という信念から、自らの退路を断つための行為である。
父・大門寛も天才的な外科医で、大学を退職してからは僻地で診療所を開業していたが、そこはすでに潰れ、寛もすでに亡くなっている。診療所閉鎖は毒島とのトラブルが遠因にあると晶が未知子に話していた。
履歴書に趣味、特技共に手術と書くほど「三度の飯よりオペが好き」な外科医。終業後はクラブで踊ったり、神原らと麻雀に興じている。　
麻雀は下手であるが、5回程勝ち取った事がある。他に銭湯通い・卓球・公営ギャンブルなどの趣味があるが、基本的に手術以外のスキルは皆無であり、ギャンブルの才能もない。オペ以外の事に興味が無いためかなりの世間知らずでもあり、芸能人や政治家等の著名人は全く知らず、第5期では赤ちゃんパブを知らずしばらく神原と城之内から赤ちゃん言葉でからかわれた。
晶を師匠と呼び、初めての術式での手術の際は指導を仰ぐこともある。父・寛が経営する大門診療所が潰れた際に東帝大の医局を辞め、キューバの医大に編入して晶に弟子入りした。一度同じ手術場に立ったこともある。第3期最終話で晶が重度の病に冒された際には大門が執刀した。晶の手術の直後には晶が銭湯のロッカーに隠し持っていた手術代を使って宇宙旅行へ行っている。
「病人が嫌い」で「手術して患者を早く治したい」という考えから医師になったと加地に話している通り、治療の際にはどんな患者であっても、その回復を常に第一に考える。
第3期では加地が過去に担当した患者を一切覚えておらず、「何千人の患者を見てきていちいち覚えていられない」と発言した事に腹を立て、「私は全員覚えてる、そういう医者は大嫌い」と発言しているが、第1期にて自身が執刀医を勤めた鳥井の事は覚えていなかった。
また、共に働いた医師の事は簡単に忘れてしまい、蛭間、原、森本、鳥井、興梠は完全に忘れられていた。
作品中では「外科医」「専門医のライセンスと叩き上げのスキル」としか言われておらず、専門は不明。しかし足の骨肉腫から、肝臓・腎臓・小腸・肺の生体間移植・脳腫瘍の切除・末期がんの切除などをこなしており、万能であることがうかがえる。
その神がかり的な実力を何度か院内政治の道具として利用されそうになるが、そのような場合、オペは可能であっても「出世の手伝い、致しません」と言って拒む。特に純粋な治療目的以外のオペを毛嫌いし、患者を選挙の道具にした馬淵に対しては「手術舐めんな!」と怒鳴った。
初期はカンファレンスへの出席や「御意」などの返事も嫌がっていたが、最近はカンファレンスへも出席し、状況によっては「御意」と返事することも増えた。また、バイト扱いされると「フリーランス」と言い直していたが、自らの立場を「バイト」と発言することもある。また、加地らから名字の大門にかけて「デーモン」と呼ばれる事に対しても不快感を抱き、加地からしつこく「デーモン」と呼ばれた際には、声を荒らげて「大門未知子です」と言い直していたが、第1期の後期あたりには「デーモン」と呼ばれても嫌悪を示すこともなくなっていた。
第2期までは、基本的に自分より年齢が上の人物に対しては、敬語、丁寧語で接していたが、第3期からは部下、上司、年齢関係なく誰に対しても常にタメ口になる。
主人公のモデルとなった人物は、柔道家の松本薫。最初、どんなヒロインにするか迷っていた脚本家の中園が、ちょうどその頃開催中だったロンドンオリンピックで、柔道では日本人唯一の金メダリストとなった松本がテレビ番組とのインタビューで、「私、ミスはしないので」ときっぱり答えていたのを見て、“スーパー外科医”のイメージが立ち上がってきたという。
基本的には、自分以外の外科医を「下手」と言って憚らないが、加地に対しては実力を認めており、「貴方の技術を見れたことが、オペの助手を引き受けた報酬」という旨の発言をしたり、自身が怪我をした時に、加地を「1番信頼出来る外科医」だと代打に指名するなどしている。
また、 海老名に対しても「スキルはある」と認めている。
第4期
ニューヨークで出会った掃除婦のオバチャンが東帝大病院の副院長、久保東子だった事が判明。
第9話で命より病院の名声が大事と言った蛭間に対して「バカじゃないの?」と言って院長室から追い出された。急変した映美から連絡を受けて慶林大病院で出張オペを行う。
第10話では僧帽弁狭窄症のセレブ妊婦十希子に心臓のオペをしつこく勧め謹慎処分が下される。しかし、胎児よりも十希子の体が優先、という久保副院長に雇い直される。しかし、胎児の胸部に腫瘍を発見し肺の発達が妨げられている事が発覚し、「母体胎児同時手術」を提案する。
第11話で相棒の、城之内が膵臓がんである事が判明。自分に執刀させて欲しいと願うが「大門さんでもこのオペは無理」と断られた。それでも諦めずVIP患者の手術後、城之内のためにIREナイフを盗んで極秘オペを行う。がんは全ては取りきれずインオペになったが、がんを縮小させることに成功。すぐにオペしようとしたが、蛭間に「VIP患者が優先」と断られる。しかし、副院長が「外国人のオペはして日本人のオペが出来ない病院はおかしい！」と一喝。無事にオペを成功させた。
第5期
第9話で完全に自分の排除に動いた内神田の策略で東帝大への出入りが禁止となり、また雇用契約を打ち切られたことである患者の執刀が出来なくなるが、それでも晶が内神田に懇願したことで何とか手術だけは出来るようになり、無事に成功させる。手術後は患者の経過を確認し、別れた後は城之内と共に服を買いに行くが、買う服を選んでいる途中に突然倒れてしまう。
最終話において検査の結果、ステージIIIの「後腹膜肉腫」を患っていることが判明し、最初は自身が病気であることから内神田の手術を加地から頼まれても断り続けたが、それでも目の前の患者を救いたい一心から痛み止めを打って執刀に望むことを提案し、結局は内神田の執刀を引き受ける。また、ボストンで手術を受けるように晶から懇願されても拒否し、一度は道中で痛みに苦しんだが、何とか耐えて遅れながらも内神田の執刀を務め、痛み止めが切れて痛みに苦しみながらもかつて晶から教わったある言葉を口にしながら何とか手術を成功させた。手術後は遂に倒れてしまうが、意識を失う間際に執刀医として西山を指名し、自身の手術の際には前もって考案してノートに残していた「ハイブリッド型人工血管を用いた術式」を晶を通じて西山たちに知らせ、最終的にはそれを聞いた西山や加地、原や森本の執刀を受けて無事に完治する。神原名医紹介所閉鎖後は晶と共に日本を離れてキューバに移住し、フリーランスの医者としてキューバの病院で働き始める。
第6期
第1話が始まる時点で、既に晶と共に日本に帰国していたが、山中湖付近の山道を歩いている途中で晶と逸れてしまい、所持金がほとんど無い状況に陥っていたため山道を彷徨い歩く中で一軒家を発見し、そこに住んでいたニコラス・丹下に食事を分けてもらい、数日後ニコラスに誘われる形で城之内と共に東帝大学病院で働き始める。当初はニコラスに対して「ニコタン」と渾名で呼んだり、大抵は「致しません」と拒否している握手を求められて素直に応じるなど好意的に接していたが、病院の食堂のスタッフである岩田一子が体調を崩して倒れてAIに「肺塞栓症」と診断された際にニコラスが詳細な検査を行わずに手術を強行させたり、「AIの指示に従うのであれば、手術をしてもよい」と告げるなど一方的かつ強引な態度を表したのをきっかけに反抗的な姿勢を示すようになり、一子の手術を終えた翌日に廊下で会ったニコラスから「昨日のことは水に流して、「友人」として力を尽くして欲しい」と握手を求められても「致しません。無駄なので」と拒否した。
第9話では、患者である九藤がかつて自分が発症したステージIIIの後腹膜肉腫である事を知ると不安に思い、それでも自分も同じ病気だったと九藤に明かして執刀に臨み、自分で考案したハイブリッド型人工血管を用いた術式で九藤の手術を成功させた。また、丹下が修正大血管転位症である事も把握しており、自分の執刀を受けるよう説得するため何度も面会に訪れていたことが明らかとなった。
最終回では、クビになることを覚悟の上で丹下を説得し、彼から同意を得た後は海老名を始めとする東帝大の医師や看護師たちの協力もあって無事に丹下のオペを成功させた。術後は蛭間から解雇通告をされたことで東帝大を去り、とある離島にて一子の同僚である野村幸子を診察した際に診療料として大量の金塊と石油採掘権利書を貰う。
第7期
2020年1月にニューヨークに移住し、フリーランスの医者として働いていた。そして翌年の5月にニュージーランドで副首相のオペをした。そして3ヶ月後の8月に、ニュージーランドでのオペで第一助手を務めた一木蛍によって、一橋由華が主催する「次世代のSDGsパーティー」に招かれる。主治医の一木の勧めで、胆石症のオペを依頼されたが、そこで一橋が急性胆のう炎で倒れ、東帝大に搬送した。蜂須賀の許可のもと緊急オペを行い、その後、ラッサ熱に感染した一木の心臓のオペも無事成功させるが、自身も感染してしまう。しかし3ヶ月の長い治療を経てリハビリもして、外科医として完璧な状態に復帰した。
晶や博美とは良好な関係を続けているが、晶が自分たちに何も知らせず原を名医紹介所のメンバーに加えたり王弥六の主治医に指名したりしたことで、彼に不信感を抱き始める。
ドクターY〜外科医・加地秀樹〜
こちらを参照。

### 神原名医紹介所
所属する医師たちは神原の麻雀仲間でもある。
神原晶〈65歳(第1期)、66歳(第2期)、67歳(第3期)、69歳、70歳(第5期)、71歳(第6期)、73歳(第7期)、77歳（劇場版）〉
演 - 岸部一徳
神原名医紹介所・所長・マネージャー
巷でドクターXと噂されている医師の一人だった。元々は東帝大医局員。大門の父親や毒島・久保・内神田など医学界の重鎮やドンなどが同期で、出世や金が絡む場面を多々見てきた。 第1期から第5期までは白百合美容室があった雑居ビルに事務所を構えていたが，不都合が重なり銭湯跡地に事務所を構えている。愛猫の名は「ベンケーシー」。久保病院長が脳梗塞を発症する兆候を見抜いていた。関東近辺の国立病院、大学病院、総合病院の裏情報や組織体制を細く知る情報通である。アランウォーカーのファンである。オペラ歌手アルベルト・サバロッティの大ファンで彼が甲状腺ガンで声が出なくなった際は号泣し、治療費を肩代わりした。
度々来院し、未知子の手術料金や患者からの謝礼を徴収していく。その際、請求書と共に高級メロンを渡すのが恒例になっている。第1期は十万円単位、第2期は百万円単位、スペシャルでは億単位、第3期・第4期・第5期・第6期・第7期では千万円単位で値上がりしている。手術代を手に入れると大抵スキップをしながら帰る。蛭間から「メロンおじさん」と呼ばれている。
毒島（元帝都医科大学付属第三病院院長）、久保（元東帝大学病院院長）、内神田（元日本医師倶楽部会長）、大門寛（大門未知子の実の父親）とは、東帝大学時代の同期。未知子が背負った、未知子の父の診療所の閉鎖での膨大な借金を肩代わりした。未知子が紹介所に所属しているのは、その借金を返すためでもある。
「クロス医療センター」の病院長、黒須貫太郎とはキューバで共に修行した仲であり、お互いに「アキちゃん」「クロちゃん」と呼び合う仲だが、代理で請け負った黒須の手術の患者がマフィアの類で、手術成功 直後に黒須がリークした情報を聞きつけた現地警察に逮捕され、晶は医師免許を剥奪された。更に、晶が受け取る手筈だった手術代も黒須に全額持ち逃げされた為、晶は内心で黒須を「人間のクズ」と嫌悪している。
第3期
第10話で十勝衆議院議員の再手術が成功したために天堂に請求書を渡し終えた後は肺がんによる急な胸の差し込みで倒れてしまう。第3期最終話で肺がんが既に肺動脈にまで浸潤するほどに重篤化していた上に脳転移と狭心症にも蝕まれていたために重症であることが判明し、「未知子に失敗はさせられない」として彼女の手術を拒むが、結局は意識不明のうちに手術を受けて見事に完治した。
第4期
未知子と城之内を東帝大学病院に派遣。一木社長の手術の報酬を久保副院長に請求するがメロンのみ奪われる。久保からはクビを言い渡されるが、蛭間にごり押しして再び雇わせる。また、南の正体を知っているかのようなそぶりをたまに見せた。
第5期
元同僚の内神田と再会し、未知子を利用しないように頼み込む。また、第9話では内神田の策略により東帝大学病院への雇用を打ち切られ、更に今までの高額請求に関して神原名医紹介所が訴訟されることになり，現状を受け入れて「未知子と共にまた世界中を渡れば良い」と決意を固めるが、ある患者の執刀を未知子にさせる為に最後に東帝大で手術させてほしいと内神田に懇願する。最終回では未知子がステージIIIの後腹膜肉腫であることを知り、彼女に少しでも生きて欲しいという一心からボストンで手術を受けるように懇願するが拒否され、それでも未知子が事前に考案していた後腹膜肉腫の術式をまとめたノートを見つけ、それを持って東帝大に赴き，未知子の執刀に悩む西山たちにその術式を教えた。その後、神原名医紹介所を閉鎖し、城之内とも別れを告げて未知子と共にかつて修行していたキューバに移住して再び名医紹介所を始める。蛭間と内神田の収賄の件を警察に通報したのは神原だという噂がある。
第6期
第1話で未知子と共に帰国し、銭湯跡地に神原名医紹介所を開く。また、一度は別れを告げた城之内を再び雇う。新しく病院長になったニコラス・丹下に請求書を渡すも未知子がAIの意向を無視したことで逆に請求され、一銭も貰えぬまま引き下がるが、未知子がある患者からお礼に貰ったお弁当箱の中身が現金であることを知り、喜びを露わにしつつ全額をネコババした。6話では蛭間に請求書を渡した後に丹下と遭遇し、患者である六角橋の病状をリークしたのか問い，更には「人の命をビジネスに利用することは許されません」と伝え、丹下に対して怒りをあらわにした。
第7期
第5話で「ナースX」として知られる那須田灯の存在を知った際は、フリーランスの外科医・麻酔科医・看護師が揃えば盤石と思い彼女のスカウトに躍起になるも結局叶わずに終わった。第6話では未知子や博美には内緒で原を自身の紹介所に所属させただけでなく、彼をVIP患者の担当医に指名するなどの行動を取り始めてから未知子に不信感を抱かれるようになり、原の件で彼女から文句を言われた際には「腕だけじゃ今後やっていけないよ」と忠告のような発言をした。また、電話越しでとある人物に「大門未知子はもう不要になるかと」と彼女との今後の付き合いに波紋を与える素振りも見せ始める。第7話では動画配信者エクスチューバーとして有名になった森本をスカウトするも、既にエクスチューバーを辞めた後だった為断念した。第8話では未知子の前には姿を現さなかったが、蛭間と海老名の前には請求書とメロンを渡しに現れた。最終話で今期の行動が全て未知子の「手術したい」という欲を叶えるためのもので、将来的に外国に土地を買って「大門未知子病院」を建てるためだったと判明する。
ドクターY〜外科医・加地秀樹〜
こちらを参照。
城之内博美〈33歳(第1期)、34歳(第2期)、35歳(第3期)、37歳、38歳(第5期)、39歳(第6期)、41歳(第7期)、45歳（劇場版）〉
演 - 内田有紀
昭和54年7月18日生まれ。平成10年、神奈川県立梅里高等学校卒。東京都大田区弁天町在住（4期11話の時点の住所）。神奈川県出身。医師免許取得年月日は2003年4月。2003年々4月に私立横浜北医科大学病院内科医局に入局。O型。
帝都医科大学付属第三病院 麻酔科医局長・助教（第1期）
→ 神原名医紹介所 フリーランス麻酔科医（第1期最終話以降）
フリー転身後は、未知子と共に帝都医大本院や国立高度医療センター、クロス医療センター、東帝大やその他の病院で働いている。
凄腕の麻酔科医。帝都医科大学付属第三病院小児外科准教授の元夫・岸田卓也と別れ、シングルマザーで一人娘の舞を育てている。第1期では帝都医科大学付属第三病院麻酔科に勤務していた。「患者第一」の未知子に共感していたが「手術はスタッフの協力で成し遂げる物」と信念があり、未知子の自分勝手を嫌っていた。
しかし最終話で第二外科は解体。帝都医大系列の名古屋緊急医療センターに異動の辞令が出たため、娘の生活等を優先するべく医局を辞めるつもりでいた所を未知子の勧めで神原名医紹介所に所属することになる。帝都医大病院の勤務医時代から院内のヒエラルキーを無視した辛辣な発言をしており、他の勤務医と違い未知子と近い部分があった。手術の際は未知子が指名するほどの実力の持ち主で、急遽麻酔範囲を広げることになった際にも他の麻酔医が「できない」と言ったのに対して難なくやってのけた。第3期以降は事実上未知子の相棒として扱われており、彼女の手術にあたっては城之内が麻酔を担当している。かなりの美人かつ猫舌である。
スペシャル
イギリスに留学した娘の学費を稼ぐために自ら神原に志願し、大門と共に「クロス医療センター」に勤務する。
第4期
第10話にて、中国の王超からのヘッドハンティングを受けるが、この頃から腰に痛みを感じるようになり、王超の妻・十希子の「母体・胎児同時手術」の際中に腰の痛みが悪化し、胎児の心拍数のチェックに集中できなくなる。手術は辛うじて成功したが、城之内の「失敗」に不満を感じた未知子から「もう私の手術には（麻酔科医として）つかないで」と言われ、城之内も「もう大門さんとは一緒に働けない」と反発し、晶に「お世話になりました」と告げ紹介所を出ていく。そして、クリスマス休暇を利用したイギリスからの帰国を控えた舞との電話を終えた直後、追いかけてきた未知子の目の前で倒れ込み、気を失う。この時、未知子は自分で救急車を呼べないほど気が動転していた。
ステージIVaの「局所進行膵癌」を患っており、完全切除が不可能な段階に至っていた事から未知子や神原に悟られないよう気丈に振る舞っていた。自分が癌を患った事については「自分にどれだけ時間が残されているかが分かるから、癌で良かった」と話す一方、病気の事を知った未知子には「舞には話さないで」と口止めしていた。東帝大学病院に搬送された翌日には王超との交渉を進めるために未知子に内緒で退院し、同じく王超からヘッドハンティングされている北野と交流を持つようになり、病気の事を医師達に隠したま麻酔科医として手術に参加。その手術で北野が使用したIREナイフをこっそり持ち出した未知子が「私に手術をさせてほしい」と申し出た際、一度は「私、失敗しないので」と言おうとするのを遮ったが、「本当は，自分のオペがどれだけ危険なのかを一番知っているから怖い」と本音を打ち明け、「『あの言葉』を言って」と涙ながらに頼んだ。その後未知子による手術を受けるが、全ての癌を取り除けないまま中断を余儀なくされ、更に癌の事を知った王超から北野を通じて契約の白紙を言い渡される。舞がイギリスから帰国した日に未知子によるCT検査を受け、前回の手術で可能な限り癌細胞を死滅させて癌のステージ低下に賭けた結果、手術で根治可能な段階までステージが下がったことが分かる。そして、未知子・加地・原・北野による手術で癌の完治に成功する。
第5期
未知子と共に東帝大に雇われる。5話では、中高と将棋部の部長だったことが判明。6話では歩合制であることが判明し、そのことで未知子と喧嘩になるが、これを機に彼女との信頼関係を深めた。また、猪又によってVIP患者の手術が失敗した責任を押し付けられる形で東帝大を追い出されるが、海老名の執り成しで復帰する。7話では海老名の出張に同行するように言われ、最初は断っていたものの、高額な報酬を提示された為出張に同行して不在となる。最終回では最後まで麻酔科医として内神田の執刀をする未知子のサポートし、更には未知子の手術にも麻酔科医として参加。蛭間に未知子の手術を止められかけたときは蛭間に対して「あんたこそ、それでも医者か！ クソジジイ」と怒鳴るなど、未知子と似たような発言が見られた。その後、未知子と晶がキューバに移住して神原名医紹介所を閉鎖する事になり、二人と別れを告げた。後に神原名医紹介所の跡地を訪れる。
第6期
1話では、未知子と共に帰国した晶が名医紹介所を始めることになったため、再び紹介所に所属し、未知子と同じく東帝大に雇われる。また、手術でAIロボットの「アイ」に麻酔科医のセリフを言われたことに嫌そうな顔をする。6話では、企業の社長である六角橋が依頼したむつみの手術で未知子が術式を勝手に変更したことで未知子を咎めて対立し、一時は六角橋の手術の執刀医に未知子ではなく海老名を指名するなど険悪な状態に陥ったものの、最終的には失敗しかけた海老名の代わりに入った未知子と共に六角橋の手術を成功させたことで和解した。最終回では、未知子と共に丹下のオペをした為解雇処分となる。
第7期
未知子と共に東帝大に雇われる。5話では患者である五木の再手術において本人の要望を無視しようとした興梠の身勝手さに嫌気が差し、同じく嫌気が差していた看護師の那須田と共に、興梠に対して「お前みたいな医者は要らない」と告げた。8話では高校時代の友人であるさつきと再会し、彼女の病名と現状を知った上でケミカルサージェリーを望んでいるさつきの意見を尊重し、執刀を申し出る未知子を制止してケミカルサージェリーでの治療を推す。未知子に「あなたにこの病気は治せない」と断言するが後に考えを改め、さつきに未知子の手術を受けるよう説得した直後にさつきは急性心筋梗塞になる。蘇生処置を施すも救命出来ず、さつきを看取る。その後，彼女を救えなかったことを悔やむも、未知子の励ましと、さつきの息子である祐希の言葉で元気を取り戻す。
ドクターY〜外科医・加地秀樹〜
こちらを参照。
城之内舞
演 - 藤井杏奈（第1期第3話・第5話 / 第2期第3話・第5話・第8話 / 第3期第2話・第9話 / 第4期最終話）
博美と岸田卓也の娘。イギリスにバレエ留学する（スペシャル・4期）。プリマになるのが夢。
ドクターY〜外科医・加地秀樹〜
こちらを参照。
ベンケーシー
演 - こあぶ（第1期 - 第5期）、不明（第6期）、ケーシー（第7期、劇場版）
神原名医紹介所の飼い猫。未知子が宇宙から帰ったあと、病気を未知子に治して貰った。第7期ではギャノンという息子が生まれている。
ギャノン
演 - こけし（第7期）、えいじ（劇場版）
ベンケーシーの息子。
目白健吾
演 - 井之上隆志（第1期）
所属外科医。帝都医大出身。要領の悪さから医局を去ることになった過去がある。二度と大学病院みたいな象牙の塔に戻りたくないと話していた。
新発田悠
演 - 松田賢二（第1期）
所属外科医。
東村純一郎
演 - 信太昌之（第2期）
所属外科医。
川北比呂志
演 - 鬼頭真也（第2期）
所属産婦人科医。
萬田光路
演 - 隈部洋平（第3期）
所属外科医。
筒井雅和
演 - 越村友一（第3期）
所属小児科医。
雀野義人
演 - 西沢仁太（第1期 / 第4期 / 第6期 / 第7期 / 劇場版）
麻酔科医。第1期では第三分院に正式に勤務していた（ただし、役名はなかった）。東帝大出身。博美がいないときに代わりに未知子が執刀するオペに入る。
第4期最終話で、博美の麻酔管理をした。
第6期第8話で、中山麻里亜が東帝大に一時来た時は彼女のことを知っているため、一緒にオペしたかったと後悔していた。
第7期第2話で未知子から「ジャンノ」と間違えられていた。
竹中康平
演 - 大村朋宏（第5期）
所属外科医。

### 東帝大学病院
第4期から第7期の舞台で第1・第2シリーズで舞台となった帝都医大の総本山である。東の東帝、西の西京といわれ双璧をなす日本の大学病院の2トップの一つ。

#### 歴代病院長、幹部
蜂谷宗造〈69歳(第3期)〉
演 - 古谷一行（特別出演・第2期最終話 / 第3期第1話）
東帝大学医学部長兼附属病院長・教授（第2期最終話・第3期第1話）
医学部長を兼務しているため普段は大学の本部にいる。さまざまな業界において巨大な人脈を形成している。
帝都医科大学付属病院を掌握する。いわゆる学閥ネットワークを駆使し、制度上では上下関係が無い他大学の医学部および医療系大学の人事権に対し、強力な介入力・影響力を持つ。
東帝大学病院カンファレンス室に掲げられている歴代病院長肖像画に載っていない。
第2期
多臓器体外摘出腫瘍切除の要望を未知子から理事長である毒島経由で承諾し、蛭間外科統括部長に承諾させるが、結局は手術成功記者会見の際に執刀医は海老名教授だと虚偽の事実を公表した蛭間を解雇する。
第3期
国立高度医療センターの理事を務め、1年前に解雇した蛭間がライバル関係にある西京大学病院の病院長に就任したことに驚く。東棟の外科部長である海老名に「西京大学」派閥にオペの症例を渡さないよう大学の医学部長室で檄を飛ばす。東西の権力争いの結果、最終回では蛭間に国立高度医療センターの総長の椅子を取られてしまう。
久保茂〈68歳(第1期)〉
演 - 竜雷太（第1期第1話 / 第4期第1話）
帝都医科大学付属第三病院 病院長・教授（第1期第1話）
→ 東帝大学病院 病院長・教授（第4期第1話）
専門分野は胆嚢（開腹にかぎる）。
久保術式という術式を確立している。
妹は前述の東帝大学医学部元婦人科部長で副院長に就任した久保東子。
第1期
帝都医科大学付属第三病院時代はゴム工場の社長の一ノ瀬次郎から指名を受けて主治医になるが、手術中に脳梗塞で倒れ、病院長の座を退く。第三病院の病院長在任期間が長い上に本院に復帰したい願望があった事から鳥井教授に跡を継いでほしいという願いがあったものの、結局は本院の主任教授・勅使河原の裏工作により本院の毒島統括部長が天下った。
第4期
前任の蜂谷院長が定年退官のために横滑りで病院長に就任するが、経営不振から三厨理事長ら理事の退陣を言い渡され、首脳陣と共に院長の座を退く。その後、副院長の蛭間重勝が画策して残った事に怒りをたたせるも、三厨、西園寺、黄川田らに静止されたことで煮え湯を飲まされながら部屋から追い出される。
蛭間重勝〈62歳(第2期)、63歳(第3期)、65歳、66歳(第5期)、67歳(第6期)、69歳(第7期)、73歳（劇場版）〉
演 - 西田敏行（第2期 / 第3期第1話・最終話 / スペシャル / 第4期 / 第5期 / 第6期 / 第7期/劇場版）
東帝大学病院 第二外科・研修医（1976年）
→ 東帝大学病院 第二外科・助手（1981年）
→ 東帝大学病院 第二外科・助教授（1991年）
→ 東帝大学病院 第二外科部長・教授（2000年）
→ 東帝大学病院 外科主任教授（2006年）
→ 帝都医科大学付属病院 第二外科部長・教授（2008年）
→ 帝都医科大学付属病院 外科統括部長・教授（2013年4月〜第2期）
→ 解雇（第2期最終話）
→ 西京大学病院 病院長・教授（第3期）
→ 国立高度医療センター 総長（第3期最終話・SP）
→ 東帝大学病院 副院長・教授（第4期第1話）
→ 東帝大学病院 病院長・教授（第4期）
→ 東帝大学病院 知床第16分院 病院長・教授 （第5期第1話）
→ 東帝大学病院 病院長・教授（第5期・第6期）
→ 解雇（第6期最終話）
→ 東帝大学病院 外科分院 分院長・教授（2020年4月〜第7期第4話）
→ 東帝大学病院 病院長代理兼外科分院長・教授（第7期第5話〜最終話）
→ 東帝大学病院 病院長・教授 (ドクターY～外科医・加地秀樹7）
→ 東帝大学病院 会長・教授（劇場版）
→ 東帝大学病院 名誉会長・教授 （劇場版）
→ 東帝大学病院 会長・教授（劇場版以降）
住所は東京都世田谷区成城11-4-5で富山県出身。
専門分野は大腸。
1951年11月11日生まれ、趣味はピアノ、特技は釣り。医師免許取得は1976年4月。富山県出身。
未知子と三度近く敵対している。表向きは陽気で気さくに振舞っているが、内心は欲と野望の塊で、出世や権力闘争が絡むと冷静かつ腹黒い計算高い性格に豹変する。出世のスピードも早く、女に手を出すのも早い。特に自身と敵対している人物の手術、及び後遺症が残る可能性がある手術は、部長や医局員たちに圧力を掛けたりしてでも拒絶・阻止しようとするため、未知子からは強く非難されている。馬淵曰く、東帝大時代は「自分に切れない癌はない」を決めゼリフに数々の難易度の高いオペを成功させてきた。以前は東帝大で助手・助教授・教授を歴任後、その後、帝都医大へ転籍し第二外科部長を経て外科統括部長に就任した経歴を持つ。家族は妻の華子と娘である裕華子の二人がいるが、その裏ではかなり女遊びが激しく、病院の内外に愛人がいるという噂がある。また、重勝の名は「重い病に勝つ」という意味で付けている。数多くの闇を抱えており、未知子が手術に成功する度に神原から口止め料を含めた高額な請求書とメロンを渡されることが定番となっている。毎回の請求書に驚愕する一方で、神原から渡されるメロンは好んでおり、患者1人でメロン一個と考えている。また、以前にも院長の経験があるために歴代院長肖像画が掲示されている。一度解雇処分になって飛ばされたり、逮捕されたりしても裏工作で元いたポストに返り咲く不死鳥のような男。オペでは切るのは教授というポストに恥じない技量だが、結ぶのはあまり上手ではなく、日頃から靴紐などを女結びで縫合している。
貧困家庭の十一人兄弟の末っ子として生まれ、「蛭間十一郎」という本名のまま成長し、苦学の末に奨学金で東帝大へ入学。その後は患者を病から救って助けてあげたいという強い志で東帝大学医学部を卒業し医師国家試験を受け、合格して医者となった。しかし本人曰く、医局に入ってみて組織というものを実感すると、本来あるべき医者の姿をいつの間にか見失って出世にしか目を眩ませなくなり、人を沢山騙し大勢の人間を敵に回して時には数々の法律違反を行っていた模様。出世のためなら患者の命も利用してきた、かなりの曲がりもの。
登場人物で唯一、東帝大学病院、西京大学病院、国立高度医療センターの病院長及び総長全てを歴任した。
第2期
毒島教授（蛭間の前任の外科部長）、久保教授（元帝都医大第三病院院長）、勅使河原教授（元帝都医大外科主任教授）などの重鎮教授陣が多く退職していったため、生き生きとした様子を見せる。勅使河原の後任の鷹野とは馬が合わない。
第2話では、帝都医大に着任した頃から主治医として見てきた二宮という患者が再び入院してきた。二宮とは縁戚関係でもある。その二宮という患者は2013年の1月に蛭間がオペをした患者。二宮は昔蛭間に切ってもらった大腸癌が再発したのではと疑い、入院してきた。再発が判明してしまうと、自分の首が飛ぶ可能性があるため、部下の海老名たちにカバーさせ、新しい癌だと二宮に嘘の情報を教えて彼の手術を担当するが、腹膜播種が見つかって自分の手に負えないことが分かると海老名たちと共にオペ室から出ていってしまう。結局そのオペは未知子と近藤によって成功し、腹膜全摘で二宮は完治したが、事実上蛭間が執刀したことになっているため、謝礼も蛭間が貰った。
第4話では、5年前の本院の第二外科の部長選で見事に当選したきっかけの人物である四条留美子が入院してくる。5年前にどんな汚い手を使って選挙に当選し、今の地位を築いたのかを書いた黒色の手帳をバラされたくないならオペをするように迫られた。この結果、海老名が手に入れたが海老名に圧をかけて海老名はしぶしぶと手帳を破いて食べ、二人は抱き合った。
馬淵の手術に際して、未知子が提案した見たことも聞いたこともない術式を前に手術の助手を放棄した海老名らの監督責任を馬淵が査問委員会にかけないことを条件として、未知子を正式に雇うことになる。その後、近藤が成功させた生体腎小腸交換移植手術の功績によって、娘との縁談を持ちかけて常勤講師から近藤を教授に特進させ、また第1話では普段から好まなかった外科主任教授の鷹野を金沢分院に飛ばす。その後は主任教授選において海老名と近藤を天秤にかけた。近藤が特患のオペを放棄したときは海老名を推すつもりだったが、鷹野と馬淵が海老名では余裕であるような発言をしていたため、海老名だと相手にならないと決断して、最終的には海老名を切り捨てて近藤を推す。
最終話では、未知子が娘のオペを途中で近藤にやらせたことを知り、村田久留美のオペを禁止したときに、未知子に頭を下げてお願いされたが、「高額な謝礼と引き換えに危険なオペに臆することなく果敢に挑戦するドクターx だか何だか分からんが、そんな分際で組織に抗おうなんて思うな」と叱責する口調で返事をしてオペを禁止した。また、2011年に第二外科部長の権限を行使して筋繊維芽細胞腫の村田九留美を高松の分院へ転院させていたことが、当時の担当医である鷹野の話により判明するが、結局は東帝大の院長の蜂谷にオペをさせるよう圧力をかけられたため、オペを許可したが、未知子に頭を下げたことが気に食わなかったため、わざと主任教授選の日と被らせて未知子に失敗させ、オペを押し付けた東帝大のことをマスコミにリークすることで自らが東帝大の院長に就任できるよう画策するが、近藤や鷹野が棄権したため、その作戦は失敗に終わった。挙げ句の果てに多臓器体外摘出腫瘍切除術手術成功の記者会見において、未知子が執刀したことを隠した上で代わりに海老名が執刀したと虚偽の発表をしたために蜂谷病院長と毒島理事長から自業自得の懲戒解雇を言い渡される。
第3期
西京大学病院の病院長且つ国立高度医療センター理事への鞍替えに成功した一方で、東帝大学病院長の蜂谷と再会して呼び捨て呼ばわりされたことで反撃を開始し、第1話では毒島のオペを西でやらせてもらえるように黒部に毒饅頭を渡すなどして根回しをした。また、この頃から未知子の腕の良さを認めており、談合坂と共に未知子をステーキハウスへ招待して一緒に会食したときには未知子のことを「千手観音のようなもの」と評した。その後は談合坂外科部長に対して「東帝大学」派閥を潰せと檄を飛ばす。
その後、最終回において高度進行同時性多発大腸がんを発症していることが判明し、その際に顔見知りである富士川から天堂に対して解雇の撤回を願い出るように頼まれ、天堂の元に赴いた際には「富士川の進退の保証」と「自身の癌治療を国立高度医療センターで受ける」という二者択一の選択を天堂に迫られたことで躊躇なく富士川を裏切って後者を選び、未知子の執刀を受けて無事に完治するが、それ以降は助けてもらった恩からそれまで悪化していた未知子に対する発言が比較的優しくなる。また、前任総長の天堂義人が特定国立研究開発法人日本医療産業機構の移籍と同時に国立高度医療センター理事会に根回しをしたことで自身が新総長に就任し、DVD最終回版では手術終わりの入院中に理事会から次期総長の内示が出て浪速の饅頭を届けに行き、有頂天になる。
スペシャル
西京大学病院長から国立高度医療センター総長へ横滑りして旧西京大派のトップに君臨し、東帝大派にも多大なる影響力を持つようになる。海老名、加地、原を同センター金沢分院に出向させるが、同センター金沢分院に入院していて本来加地たちがオペするはずだったフィギュアスケート選手の氷室光二郎がクロス医療センターに転院して未知子の執刀を受けることに決まったことに腹を立て、未知子の顔も見たくないと言って海老名に新聞紙を食べさせた。
第4期
国立高度医療センター総長を捨て、東帝大学病院の副院長をしていたが、東帝大学病院のブランド力の低下についての責任を久保と一緒に辞任すると騙し、アメリカニューヨークから東帝大出身の北野亨を逆輸入することで東帝大学に留まると同時に長年の夢だった新病院長として就任する。また、10年前に当時の東帝大病院婦人科部長だった久保東子との主任教授選での熾烈な権力争い覇権争いの結果、彼女を破ったことが判明した。
最終回では外科や内科医局員を王超国際クリニックに大量に引き抜かれたことによりその責任を取らされ、三厨理事長から直接十六分院への異動が伝達されるが、その際に今までついてきた西園寺や黄川田からは見限られ、更には愛人である白水や広報部長である南からも愛想を尽かされるといった醜態を晒す羽目になる。
第5期
東帝大学病院の知床分院に居たが、海老名に騙されて自身が受け取った賄賂に関する査問委員会のために本院に連れて来られた末に新院長・志村まどかの鶴の一言で知床分院の院長も解任され、医学会からも追放される。その事に腹を立て内神田景信と日本医師倶楽部に媚を売って彼らの仲間に入り、志村の弱みを握ろうと彼女とジャーナリスト一色の不倫疑惑のゲラを見つけて週刊誌にばら撒き、大量のマスコミを呼んで志村を辞任に追い込ませる。そして内神田の力を借りて東帝大学の院長に再就任するが、最終回ではAIの収賄に関与した疑いで内神田と共に東京地検特捜部に逮捕される事となり、そのまま東京拘置所に収監される。
4月に収賄容疑が晴れたことで不起訴となり、釈放された後は裏工作で再び東帝大学病院の病院長に就任する。
第6期
財政危機に直面した東帝大学病院を再生させるためにニコラス丹下を副院長に就任させるが、丹下の新たな策略によって高額医療機器購入に関する談合の疑い(入札談合等関与行為防止法違反)で東京地検特捜部に再逮捕される事になるが、「必ず不起訴になって戻ってきますよ」と余裕を見せた。
第3話では、梅沢議員の秘書、竹田邦子の計らいにより東帝大学病院長としての復活を果たし、ニコラス丹下と対立する姿勢をあらわにした。
第4話では、四日市選手のカンファレンスを省かれるなど、部下に対する影響力が衰退しており、その事で晶から同情され、お土産のメロンを貰う。また、釈放以降は打倒丹下という目標を達成するために未知子を上手く利用しようと画する。
第7話では、海老名と共同で丹下の悪事を見つけ、東京地検特捜部に通報するが、丹下が捕まってからは浜地には逆らったら高山第19分院へ飛ばすと圧をかけ、潮には八村議員の執刀を中山麻里亜に変えるなど、今までカンファレンスから省かれたことへの仕返しとも捉えられる言動をした。また、東帝大で教授をやっていた頃には教え子の医学生の中山麻里亜と愛人関係にあり、中山を自分の力でミス東帝大に昇進させた。これまで顕著だった秘書へのセクハラは今シリーズでは控えめで、主に海老名を実質的な秘書的存在として同行させている。
第9話では元丹下派の潮・浜地の両部長への今までの仕返しが済んだところで部下として認めることを2人に宣言した。
最終回では、丹下のオペをしないよう加地・潮・浜地の3部長に圧力をかけ、海老名と潮のどちらかに副院長のポストを用意する代わりに丹下のオペを阻止するように指示した。その後は鮫島に唆され、東帝大病院を自分のものにするために蛭間ファンドを立ち上げる。また、鮫島の口利きで新東帝大リバースプラン2020に参加した。その後、自分の指示に反して丹下のオペに参加した海老名たちや看護師に責任を取らせる形で解雇し、鮫島にボストンハーバード医科大学の教授連中をやめた解雇された医局員たちの穴埋めとして招聘させるが、自身も海老名たち医局員を解雇した責任を取らされ、自分に代わって東帝大の新院長に就任したマッカートニー教授により辞任を命じられた。
第7期
第6期のラストでは、病院長の座をボストンハーバード医科大学のマッカートニー教授に奪われた上に解雇されてしまったが、その後も虎視眈々と病院長復帰の機会を狙い続け、外科分院長として「東帝大学病院」に返り咲く。
第4話では、自分が病院長代理という座を手に入れるために海老名を売り、蜂須賀と手を組んでメディカルソリューション本部を立ち上げて組織改革を試み、東帝大の本院への復帰を実現する。
第8話では三国蝶子から神部のオペを依頼され、その見返りに蜂須賀を潰すことを約束させるが、蜂須賀が世界的な人脈を駆使して科研費を募ると言い出したことで三国が寝返ってしまい、結局は失敗に終わり、その事に腹を立て、八つ当たりをする形で海老名を怒鳴りつけた。また、神部のオペが成功すれば本院に戻すと秋田から学会で上京した海老名と約束したため、約束通り本院に戻す。
第9話では、蜂須賀によって病院長以外の役員の任期を一期一年に制限するという事実上の権力の剥奪を言い渡され、反撃の策を練るために具合が悪いと言って来院した妻の華子のこともぞんざいに扱うが、東帝大の理事達に媚を売るため彼らと共に沖縄に旅行に行き、帰って来た際に海老名から華子が癌であることを聞かされ、更に彼女からの離婚届を渡されて驚愕する。その後、華子の手術が成功した後は心を入れ替えて妻に寄り添うことを決めるも、鍬形から蜂須賀の病気のことを聞かされた上で自分に寝返った彼を味方に付けると、妻との復縁よりも権力欲を優先して離婚届を投げ捨て、理事達に蜂須賀の病気のことを漏らし、更には感染対策センターの所長に据えた鍬形を理事達に引き合わせた。
最終回では、鍬形が裏で手を組んだ建設コンサルタントの社長である兜川と対面し、裏工作による分院建替えを目論む。その後、契約に向かう寸前に未知子達が蜂須賀の手術に臨むことを知り、一度は止めようとしたが、退院した妻から「あなたも医者なら尊い命を救ったらどうなの」と説得され、最終的には契約よりも手術中の蜂須賀に寄り添うことを優先し、妻と共に蜂須賀の無事を願いながらオペの様子を最後まで見届けた。その後は晶から妻の手術の請求書を渡され、妻を救ってくれた謝礼として支払いを了承するも、もう一方の蜂須賀の手術の請求書を渡された際には支払いを拒否しようとしたところを妻が家と別荘、身に付けている装飾品などを売りに出してでも支払うと了承してしまい、その事に愕然とする。
ドクターY〜外科医・加地秀樹〜
こちらを参照。
志村まどか
演 - 大地真央（第5期第1話）
ボストンハーバード医科大学 教授
→ 東帝大学病院 病院長・教授（第5期第1話）
初の女性病院長。奇跡の美魔女。オペの腕は一流で、コネにも人脈にも頼らず、その完璧な清廉性に周囲からは「マダム・グリーン」と呼ばれている。「東帝大」医学部を首席で卒業後はボストン・ハーバード医科大学に外科医として10年間留学し、実力一本で現在の地位まで上り詰めた。院長就任後は“患者ファースト”を第一に掲げて医療改革を推し進め、医局ファーストの悪しき権力態勢を一掃しようと蛭間重勝を完全失脚させ、更には実力のある医者なら肩書きは関係ないと明言して大門未知子を「東帝大学病院」で雇い、また内神田景信と日本医師倶楽部のやり方にも強烈に批判するが、この事で一色辰雄の不倫疑惑騒動のゲラと大勢のマスコミを連れてきた蛭間によって事実上の解任を宣告され、東帝大学病院を去ることになる。その後、未知子とトンカツ屋で会話をしていたが、現れた一色の妻に「泥棒猫」呼ばわりされた挙げ句に平手打ちを食らわされた。
ニコラス・丹下〈60歳(第6期)〉
演 - 市村正親（第6期）
東帝大学病院 副院長・教授
昭和33年1月28日誕生。住所は神奈川県相模原市深緑区吉野中央1816番。未知子からは「ニコタン」と呼ばれている。
投資・事業再生のプロフェッショナル。ブラジルの日系二世だが日本語は堪能。幼い頃に両親が経営するコーヒー農場が破綻し、一家離散。奨学金でサンパウロシティ医科大学に行き、医師免許を取得した。その後、ビジネスの世界に入り、経営者として手腕を発揮。「今世紀最大のコストカッター」の異名を持ち、これまでに潰れかけた病院や会社をいくつも救済。「私に救えない企業はない」を決めゼリフに今の地位まで上り詰めた。蛭間に招聘されて「東帝大学病院リバースプラン2020」を打ち出し、副院長に就任するが、その際に別荘で知り合った未知子と加地を部下の鮫島を助けた褒美と医師の腕を見て東帝大に雇い、更に計画を進めようと蛭間を東京地検特捜部に売り飛ばして失脚させ、院長代理の座を手に入れる。その後も自分の計画を着実に進める一方で、良好的な接し方にも靡かなくなった未知子の扱いに苛立ちを見せる。
第3話では、蛭間が不起訴になって東帝大に戻ってきたことに驚きの表情を見せる。
第5話ではフランス・パリの学会のため不在である。
第6話では、自らの計画の一環として大きな利益を得るためビジネス関係にある六角橋の会社の乗っ取りを画策し、また六角橋の病状をリークして彼の会社である、ヘキサゴンブリッジの株価を暴落させ、最終的には六角橋の手術の失敗を狙うも失敗し、代わりに六角橋の手術成功で株価が上がることを見込んで株を操作することでそこから莫大な利益を得た。しかし、最後はその事を知った晶から非難された。
第7話では、患者からの投資金を使って東帝大学病院摩周湖メディカルリゾートの開発を進めていることと、過去にも投資金を使ってボラボラ島でリゾートを開発したことが判明し、蛭間と海老名の策略によって金融商品取引法違反の疑いで東京地検特捜部に逮捕される。
第9話では、収監中に面会に訪れた未知子の発言により修正大血管転位症を患っている事が判明し、それでも未知子の執刀を拒否したが、面会を終えて戻る途中で突然倒れてしまう。
最終回では、過去にたくさんの貧しい子供たちに夢を与えていたことが判明。また、ブラジルで助かりそうにない子どもから助けようとする未知子を見かけたことがあり、未知子とは別の方法で子ども達を助ける決意をしたと話した。東帝大に緊急搬送されて入院し心肺蘇生法（しんぱいそせいほう、CardioPulmonary Resuscitation, CPR）され、当初は拒否し続けた執刀も未知子の説得により受ける決心をした。その後、チアノーゼの進行と丹下自身が心電図モニターのアラームを鳴らさせたことで、緊急オペとなったが、未知子や海老名を始めとする東帝大の医局員たちの執刀を受けて無事に完治する。事実上9話の段階で副院長解任が決まっているため、副院長の椅子は空席状態。
第7期ではカンファレンス室に掲げられている歴代病院長肖像画に副病院長ではあったが肖像画が載っている。
マッカートニー
演 - クリス・バテン（第6期最終回）
ボストンハーバード医科大学 教授
→ 東帝大学病院 病院長・教授 （第6期最終話〜2021年）
ボストンハーバード医科大学の教授。鮫島の口利きで大勢の優秀な外科医を解雇された総合外科医局員の穴埋めとして東帝大へ連れて行き、新院長に就任し、鮫島と共に蛭間の解雇を決めた。
感染症が流行してからは、蜂須賀に院長代理を任せ、穴埋めとして連れてきたアメリカの医局員らと共にボストンへ帰国した。その後は、度々オンラインで蜂須賀から現状報告を受けており、第9話では蜂須賀との協議の末に病院長以外の役員の任期を一期一年に制限することを取り決めた。
蜂須賀隆太郎〈55歳〉
演 - 野村萬斎（第7期）
東帝大学病院 第二外科・研修医（1990年）
→ 東帝大学病院 第二外科・助手（1995年）
→ 国立感染症疫学研究センター・内科医 （2006年）
→ 東帝大学病院 病院長代理兼総合内科部長・教授 （2020年4月〜第7期第4話）
→ 東帝大学病院 メディカルソリューション本部長・教授 （第7期第5話〜最終話）
→ サフィリスタン王国 感染研究所 内科医（第7期最終話）
98点の残り2点が許せない超がつくほどの完璧主義者。「政治・行政・医療が三位一体となり、現在の緊急事態に立ち向かうべきだ」という熱い理念を持ちながらも、常にクールに、時にはクールを越えて冷徹に、自分に歯向かう者は斬り捨てるが、反面名誉や出世には一切興味はなく、過去にはSARSやMARSが流行する前のケニアにマスクと石鹸を送りつけるなど人々を感染症から守りたいという確かな熱意を持っている。また、アメリカ在住のマッカートニー院長から全権を委任されている。
もともと15年前までは外科医であり、蛭間が教授をしていた第二外科の医局員（鞄持ち）だったが、100％のオペができない自分を許せないという性格を嫌う蛭間を始めとする教授陣にいびられて出世も出来ず、また人一倍強い感染症への警戒心を蛭間に「感染バカ」と揶揄されたことに激怒して外科医局を去り、内科医に転身した。その後、100年に1度のパンデミックによって、発言力を増し、それに目をつけたマッカートニーから東帝大の総合内科部長のポストを打診され、大出世した。アメリカのマッカートニー院長とオンラインで度々現状報告をしている一方で、「医療現場の進化」を求め、旧態依然とした外科手術をゼロにし、「薬治療」と「ケミカルサージェリー」を軸にした内科主導の組織変革を目論む。また、未知子の「失敗しない」オペを目の当たりにし、内科の実験的先進医療の道具として利用しようと考えるようになる。
第3話では厚労省事務次官の神部に科研費の協力を依頼するように裏で三国蝶子に指示し、三国の不倫がバレた際にはクビを匂わせる発言をして彼女に騒ぎの後始末をさせるが、後に不倫がバレたのは神部と結婚して厚労省への太いパイプを手に入れるための三国の目論見であると看破し、最終的には三国に協力を求めることで彼女の辞職を止めさせた。
第4話では野心のために四季唯花の病状をマスコミに流し、衆議院の大川と女優の早水の指示通りに長期入院させるも、診断ミスが発覚する。手術後は蛭間を病院長代理の座で釣って、メディカルソリューション本部の立ち上げと引き換えに蛭間と手を組んで海老名を追放し、また厄介な大川と早水も週刊誌に2人の不倫をリークすることで切り捨て、自身の首を繋げる。
第5話では、新しく立ち上げたメディカルソリューション本部の設立記念カンファレンスで、内科治療の優先、ならびに外科手術については自らの息がかかった興梠を中心に行うことを高らかに宣言する。その後、五木の再手術にてミスがあったにも関わらず自分の手柄と主張した興梠に反感を覚え、「あなたには失望しました」と叱責した。
第6話では内科医局員らと共に政治家とアジア各国を外遊中の為不在である。
第7話では、エクスチューバーと森本と手を組み、ブランディングの強化の一環として精力的な広報活動を展開する。そして東帝大学病院の公式チャンネルも開設した。
第8話では、念願の「感染研究センター」の設立を本格的に開始し、大胆な工事も始める。また、三国と鍬形と蛭間の裏工作でオペを終えた神部に科研費の協力を打ち切られるが、国際的な協力に出るという手段に切り替え、また三国と鍬形の裏切りを見抜いた上で2人を責め立て、最終的には自分に寝返るようにした。
第9話では、世界中の未来の命を感染症から救うために医師人生のすべてを捧げてきたことや、自らの理想と今後のプランについて未知子に寿司屋で熱弁する。また、組織の腐敗をも防ぐため、マッカートニー院長と秘密裏に協議して、蛭間からの権力の剥奪を目的として病院長以外の役員の任期を一期一年に制限することを取り決めた。前から背中の痛みを感じたり、食欲がなかったりといった症状が出始め、鍬形に頼んで密かに検査を受けた結果、手術適応外の膵臓がんを患っていることが判明するが、それでも感染対策センターの完成が間近に迫っている事もあって鍬形に病気のことを口外しないように口止めした。その後、自分が助かる術として未知子に希望を見出だし、彼女に執刀をお願いする。その後はサフィリスタン王国・感染研究所所長のシェルプに完成したばかりの感染対策センターを案内するが、後にシェルプが新型ウイルスに感染したことを知り、接触した自分も新型ウイルスに感染した可能性があると危惧し、東帝大に緊急事態宣言と感染対策センターへの出入り禁止を勧告した。
最終回では、自らを隔離する形で感染対策センターに一人閉じこもり、新型ウイルスの抗体薬を作ったり、感染データをまとめたりすることに専念し、手術を受けるよう説得する未知子達の言葉にも耳を貸さず、自分の命よりも人類を感染症から救うことを優先して手術を断り続けていたが、ついに倒れてしまう。その後、未知子の手で手術室まで運ばれ、途中心肺停止に陥りながらも未知子の懸命な心臓マッサージにより持ち直し、最終的に未知子と海老名、加地と原、興梠の執刀を受けて完治した。術後は未知子に感染対策センターを閉鎖することや世界の感染症に苦しむ人たちを助けるためサフィリスタン王国の研究所へ行くことを伝え、その際未知子に「今回行く場所の近くにあるモーリタニアという国にはタコがたくさんいるんです」や「僕と一緒にタコを食べませんか」と遠回しに一緒についてきてほしいことを告白するが、当の彼女からは一緒に寿司を食べに行くと勘違いされてしまい、結局一緒に行くことは叶わずに終わり、そのまま日本を後にし、サフィリスタン王国へと旅立って行った。

毒島隆之介〈68歳(第1期)、69歳（第2期）、70歳（第3期）、80歳（劇場版）〉
演 - 伊東四朗（第1期 / 第2期最終話 / 第3期第1話/劇場版）
東帝大学病院 第一外科部長・教授
→ 帝都医科大学付属病院 第一外科部長・教授
→ 帝都医科大学付属病院 外科統括部長・教授（第1期第1話）
→ 帝都医科大学付属第三病院 病院長・教授（第1期第2話 - 最終話）
→ 東帝大学病院 理事長 （第2期最終話）
蛭間の先輩。
医大の同期には未知子の父親である大門寛や神原晶や久保茂、内神田景信がいる。東帝大の第一外科部長選で未知子の父の大門寛に資金を提供するよう頼んだが、外科医としての質を見抜いていた大門にそれを断られ、根に持つようになる。その後、外科部長になった暁に植民地の大学病院や他の関連病院に根回しをして圧力をかけ、大門診療所を潰した。
未知子の手術の技量を目の当たりにし、彼女が噂のドクターXではないかと疑っている。2011年、帝都医大本院で外科統括部長を務めていたころ、第二外科部長の蛭間によって村田九留美が高松へ転院することが決定したときに、九留美の両親に泣きつかれた。
第6話では、東帝大の外科部長時代に見捨て大門診療所に押し付けた豆腐屋の六坂の癌が見つかり、神原に「もう見捨てるような真似はしませんよね？」と圧をかけられたため、特別病室へ招待するよう寺山に指示を出す。
帝都医大内科統括部長の馬淵教授とは元々愛人。馬淵にとっては蛭間に次いで二人目の愛人。
家族は妻、晴子。
第1期
本院の院長選挙を控えていたが、同期である久保が病で倒れてしまい、上層部の命令で第三病院院長に都落ちした。鳥井の手術の際に未知子から渡された彼の自筆の手術同意書を個人的な思惑により隠し、偶然居合わせた森本に便宜を図るようにほのめかして口外しないように諭したが、失敗に終わる。帝都医大主任教授・勅使川原毅の策略により週刊誌の記者である八木了が書いた暴露記事で第三病院の悪評が広まったため、第二外科を解体すると発表するが、結局は懲戒免職という形で責任を取らされて病院を去ることになる。その後、神原名医紹介所を訪れ大門寛との思い出を話し、未知子に一緒に彼の墓参りに行くように頼むも断られる。
第2期
帝都医科大学付属病院を傘下に治める東帝大学病院の理事長に就任する。大門未知子に高松分院に村田九留美の手術をさせるよう神原と画策し、帝都医科大学付属病院本院で手術させるようにと蜂谷に電話させる。
第3期
医療従事者を引退している。夫婦で旅行中、クルーズ客船が事故を起こし、偶然同乗していた未知子から救命措置を受ける。その後、心臓腫瘍が見つかり、東西関係なく自分の後輩たちに自信をつけさせる目的で、国立高度医療センターに入院する。大門の執刀を拒否し、黒部の判断で談合坂率いる西棟からの執刀を受ける予定だったところを、加地が持ってきた術前検査で肝S5にも転移が見つかり、黒部に転院をお願いされるが、結局は海老名率いる東棟と大門による執刀を受ける事になり、世界初の術式で完治する。天堂がドクターXと発言したのを聞いて何かを悟ったような表情を見せた。
三厨清修
演 - 板垣雄亮（第4期第1話・最終話）
東帝大学病院 理事長
前院長の久保茂とともに辞職するはずだった当時副院長だった蛭間重勝が外科の世界的な権威の北野亨を引き連れてきたためにその功績として蛭間を院長に就任させるが、最終回では外科や内科医局員のほとんどが上海の大富豪の王超氏に高額な報酬で引き抜かれたためにその全ての責任を院長の蛭間重勝に責任を取らせ、その上で知床の分院に左遷させる。第5期では日本医師倶楽部が人事権を持っていたため登場せず、それ以降は登場していない(なお、板垣雄亮は第6期では東京地検特捜部の検察官として出演している)。

#### 総合外科
第4期では部長制だったが、第5期から部長制を廃止してトロイカ体制を組み外科副部長が3人就任した。3人とも名前の読みが「たかし」であることから、蛭間からは「3タカシ」と呼ばれている。第6期では部長制に戻る。しかし、日本でコロナが流行した2020年4月に、新しく来た内科の蜂須賀が新型コロナ治療に重点を置く方向性を示したため、そのタイミングで全ての外科医局が統括されて1つだけの外科医局となり、外科分院に追いやられた。その後、蜂須賀がサフィリスタン王国に旅立ち、メディカルソリューション本部や感染研究センターが閉鎖されたあとは、外科分院は解体されて全ての外科医局が本院に復活した。
西園寺猛司〈57歳(第4期)〉
演 - 吉田鋼太郎（第4期）
東帝大学病院 総合外科部長・教授
東帝大学病院の総合外科医局から一度も出ず、本流を直進してきた珍しいタイプの医師。周囲が足の引っ張り合いで共倒れしていく中で生き残ってきた。幾多の修羅場を潜り抜けてきたため、現状判断能力と危険察知能力は高い。手術の腕は悪くない。
三度の飯より女が好きで女癖は悪く、蛭間の愛人である白水里果とも関係があり、未知子のルックスにも強い興味を示している。
イチイチ芝居がかっており、「御意」の動作は独特で、蛭間に気に入られている。加地曰く「分かりにくい腰巾着｣。得意技は「後出しジャンケン」。
北野が総合外科の助手だったときに准教授だった。当時劣等生だった北野をバカにしていた。
第3話で、20年前、御成門病院へ出張した時に元愛人である三佐江の体内にガーゼを置き忘れたという医療ミスが発覚。蛭間に頭を下げて口止め料を工面してもらい、その口止め料を彼女に渡そうとするが、逆に「都知事選に出るので昔愛人だった事を黙っていて欲しい」と、自分が用意した額の倍の口止め料を渡される。
第8話で極秘入院していた特患、八乙女悠太の情報を久保や南が情報管理の徹底に奔走しているにも関わらず里果に洩らし、それがSNSを通じて拡散。普段感情を表に出さない南から激怒された。
論文の盗用問題が起きた際には論文通りの手術を北野が行ったという事実から上司としての責任を追及され辞職させられられそうになり、一時は蛭間を見限って久保東子についていたが、蛭間が窮地を脱すると掌を返して黄川田と共に再び蛭間に従う事を選び、最後まで媚を売るようになる。その後、最終回では蛭間が分院に左遷される事を知り、彼から「一緒に来ないか」と誘われるが、それを断った上で黄川田と共に完全に蛭間を見限り、最終的には彼の元を去って行った。
海老名敬〈50歳(第2期)、51歳(第3期)、53歳、54歳(第5期)、55歳(第6期)、57歳(第7期)、61歳（劇場版）〉
演 - 遠藤憲一（第2期 / 第3期 / スペシャル / 第4期第5話・第6話 / 第5期 / 第6期 / 第7期/劇場版）
帝都医科大学付属病院 第二外科・研修医 (1988年）
→ 東帝大学病院 第二外科・助手 (1993年）
→ 東帝大学病院 第二外科・助教 (1999年）
→ 東帝大学病院 第二外科・助教授 （2003年）
→ 東帝大学病院 第二外科部長・教授（2006年）
→ 帝都医科大学付属病院 第二外科・教授 （2008年）
→ 帝都医科大学付属病院 第二外科部長・教授 （2013年〜第2期）
→ 帝都医科大学付属病院 外科主任教授 （第2期最終回）
→ 国立高度医療センター 東棟 外科部長（第3期第1話）
→ 国立高度医療センター 戦略統合外科部長（第3期第2話〜第5話）
→ 国立高度医療センター 戦略統合外科統一部長（第3期第6話〜第7話）
→ 国立高度医療センター 戦略統合外科部長（第3期第7話〜最終話・SP）
→ 国立高度医療センター 金沢分院・院長代理 （SP）
→ 国立高度医療センター 金沢分院・外科部長（SP以降〜第4期第6話）
→ 東帝大学病院 臨時外科医（第4期第6話）
→ 解雇（第4期第6話終盤）
→ 東帝大学病院 総合外科副部長・教授（第5期）
→ 東帝大学病院 総合外科部長・教授（ドクターY〜外科医・加地秀樹3〜ドクターＹ〜外科医・加地秀樹4）
→ 東帝大学病院 北海道摩周湖第39分院 病院長・教授（第6期第1話）
→ 東帝大学病院 総合外科・助手（第6期第2話以降）
→ 解雇 （第6期最終話）
→ 地方診療所 外科医 （ドクターY〜外科医・加地秀樹5）
→ 青空診療所 病院長 （ドクターY〜外科医・加地秀樹6）
→ 東帝大学病院 外科分院 外科部長・教授（第7期第1話〜第4話）
→ 東帝大学病院 秋田能代第49分院 病院長・教授（第7期第5話〜第8話）
→ 東帝大学病院 外科分院・教授（第7期第9話〜第7期最終話）
→ 東帝大学病院 総合外科部長・教授（ドクターY～外科医・加地秀樹7）
→ 東帝大学病院 病院長・教授（劇場版）
→ 東帝大学病院 総合外科・教授（劇場版）
→ 東帝大学病院 病院長・教授（劇場版以降）
生年月日 昭和38年6月28日生
出身高校 = 栃木県立宇都宮第一高等学校出身
出身大学 = セントミカエル医科大学・東帝大学医学部出身
「御意三兄弟」の長男。 上に弱くて下に強く、直属の上司である蛭間の一番の右腕であり、忠実に蛭間のサポートをする。しかし当の蛭間からは「どこまでも姑息な男」と評されている。未知子から｢顔怖いよ｣と言われている。場の空気を読むことが苦手な性格で、度々蛭間から「空気を読め」と叱責されている。海老名が教授になれたのも蛭間の力添えがあったからであるため、なかなか蛭間の指示に背けない場面が見られる。実家の父親が地元の田を全て売った金で入るという「裏口入学」でセントミカエル医科大学に入学した。猛勉強の末、1年後に東帝大学に編入し、その後は東帝大で医師免許を取得。
登場初期は、自分の出世のためや上司の意向であれば、患者を置き去りにしたり、見殺しにしようとするなど冷酷な人間性であったが、未知子と関わっていくうちに医者としての信念が変わっていき、第4期以降からは未知子と対立することも無くなり、彼女を全面的に信頼し、未知子に重要な手術を任せたり、時折権力に逆らうような姿勢を見せるようになっている。また、態度も軟化させており、未知子に冷たくあしらわれても怒ることはせず、むしろ彼女の人間性を理解し、笑顔で気軽に接している。医師なのにも関わらずお金の支出に対し異常なまでにケチで倹約家である。城之内博美のことは少なからず気に掛けており、第5期では食事に誘って気遣い、医者としてのパートナーにならないかと誘ったり、第6期でも同じような行動を見せた。また、酔っ払うと城之内の事を「博美」と呼び捨てにする。第5期の第7話では、城之内を出張先に連れていき、一夜を共にした。座右の銘は「CHANGE and CHALLENGE」。
彩という娘が1人いて医学部を目指している。海老名と瓜二つらしい。
専門治療分野は膵臓。血管や組織との癒着を剥離するのが苦手。
登場人物で唯一、帝都医大病院、東帝大学病院、国立高度医療センターの外科部長を歴任した。
第2期
蛭間派を牛耳る強面教授として登場した。蛭間への異常な忠誠心で出世を果たす。蛭間とは東帝大時代から長い付き合いで、鷹野とも顔見知り。
四条の「腹腔動脈合併尾則膵切除術」を成功させたことから大門に、「多臓器体外摘出腫瘍切除術」の膵臓分野の共同執刀医として指名される。
近藤が特患のオペを放棄して父親のオペに参加したことで、自分が執刀することになり、手術は成功した。しかしその日、鷹野が主任教授選に出馬することが判明し、蛭間は最初海老名を近江屋数寄屋橋本店に呼ぶつもりだったが、海老名では鷹野の相手は務まらないと判断し、切り捨てられる。また、その後やっとの事で本店に行けたが、自分の一票を近藤に差し出すよう蛭間に言われ、銀座のロダンも近藤に取られてしまう。
近藤や鷹野と違い、唯一選挙の場に残った。トイレの中で、オペと出世、どちらを優先すべきか考えた結果、オペに参加しようとするが、亀山らにもう手はいらないと聞き、結局入室せずに終わった。その後は「多臓器体外摘出腫瘍切除手術」の記者会見で未知子が会見をすっぽかしたため、蛭間によって自分が執刀医だと設定され、その勢いで主任教授へ就任する。
第3期
未知子が執刀した「多臓器体外摘出腫瘍切除手術」を、蛭間が自身の功績としたことで出世した。第3期では国立高度医療センター戦略統合外科部長を務めて「東帝大学」派閥に属する。旧西棟との対立では西の外科部長だった談合坂に対しても何もせず、新外科部長に赴任した富士川に対しても何もせずに外科統一部長に上り詰める。
スペシャル
新総長である蛭間重勝によって論文や学会で忙しい中で金沢分院に半強制的に出張させられ、更には金沢分院では院長扱いになったために院内を総長回診して調子に乗る。しかし、未知子が氷室選手のオペをクロス医療センターでやってしまったため、蛭間にこっ酷く叱られ、総長代理・戦略統合外科部長をクビになり、金沢への異動が正式に決まってしまった。
第4期
加地の口から何もしなかったために国立高度医療センター金沢分院の総長代理の地位から外科部長へと降格させられたことが語られた。その後、蛭間の危機を知って東帝大学病院に駆けつけ、蛭間を助けるために論文の盗用問題を金で解決させ、更には新たな論文「開心術を用いない心房内進展巨大肝細胞癌切除」を蛭間と共に出すが、論文に書かれていた疾患を持つ患者が急に現れてしまい、その患者を助けたいという一心から手術を未知子に頼み、更には手術の許可を得るために蛭間に「東帝大にポストを用意するという誓約書」を書かせる。手術は成功したものの、蛭間から誓約書の矛盾を指摘された上、彼の命令を受けた西園寺と黄川田により誓約書を食べられて無効にされてしまい、逆に蛭間から見捨てられる形で「東帝大学及び系列大学・分院に座る椅子は無い」と言い渡されて東帝大学系列を解雇され、金沢に戻った。
第5期
新病院長・志村まどかに雇われ、総合外科副部長として鳥井と猪又と共に働きながら次期外科部長の座を狙う。蛭間の病院長就任後は、再び彼に従うようになり、その際に前回の裏切りを持ち出されたり、小言を言われて必死に媚を売り続けるなどの変わらない日々を送る。また、今まで君付けで呼ばれていたが、呼び捨てで蛭間から呼ばれるようになった。6話では患者の手術を未知子にお願いする際に猪又によって病院を追い出された城之内から「東帝大への復帰」という条件を持ち出され、それを了承して彼女を復帰させた。7話では出張の為に不在となるが、その際に高額な報酬と引き換えに城之内を同行させる。8話では当初未知子に任せようとしていたある患者の手術を自身が執刀するように蛭間から命じられ、最初は迷いながら了承したものの、自身では手に負えないと判断し、結局は脅しに近い内部告発を行うことで彼女に執刀させるように仕向けた。
第5期以降、鳥井や猪又を出し抜き、蛭間への忠誠心で念願の総合外科部長というポストを手に入れた。その後、2019年4月の人事異動で摩周湖第39分院へ異動させられる。
第6期
北海道摩周湖第39分院の院長に左遷させられたばかりだが、新しく副院長になったニコラス・丹下により閉鎖されると院長を解任されるが、結局は蛭間により本院のヒラ医師として再び雇われる。また、丹下の策略で蛭間が再逮捕された際は、今まで蛭間が行った悪事や不正をちゃっかり東京地検特捜部の前でぶちまけるといった行動を見せた。ヒラに降格してからは、加地を初めとする元部下にタメ口を聞かれ、潮には冷たい目で見られるという屈辱を味わう。4話では妻に怒られて禁酒した。6話では、城之内からある患者の執刀医として指名されたが、それにより未知子と城之内が険悪な関係に陥っていると察し、二人の仲を心配した。城之内に頼まれ、オペをするも、不得意分野である血管の癒着の剥離に突入したときに血管を傷つけてしまい、挙げ句の果てに止血の前に貯めた血を輸血をするという間違った判断をしてしまうが、途中で参加した未知子の執刀により窮地を救われた。7話では、ヒラだけでは食べていけないという理由でアルバイトを始めるが、一方では蛭間から丹下の追い込む為の証拠を見つけるよう命じられており、後にアルバイト先の元締めの知り合いが丹下と繋がりがあることを知るとそこから丹下を失脚させる決定的証拠を掴み、蛭間に報告して丹下の逮捕で失脚させる事に成功する。その後は蛭間に恩を売ったことで教授にまた戻れる日が目の前に見えて来たと感じて生き生きとした様子を見せた。最終回では、娘からもらった宝物を手に持ちながら屋上で自殺を試みようとしたが、加地によって止められ、自分がガンかもしれないと明かす。その後、娘を医学部に入れるために必要な金を得るために自分の病気を加地に治してもらい、また未知子のオペを阻止して副院長のポストを手に入れようと考えるが、検査結果は良性であることやガンではなかったことが分かり、結局は副院長のポストを捨てて未知子のオペに参加した。その後は丹下のオペに協力したため、蛭間から解雇処分を告げられる。名医紹介所に所属しようとするが、マネジメント料の高さを知り、すぐさま諦めた。その後は、娘の学費を払うために就職活動をしたりしたが、上手くいかず、寿司屋で雇われるも1ヶ月でクビになる。離島の診療所で働いたりもしたが、稼ぎにはならず、借金をするハメになった。その後、横浜の市役所からホームレスや地元の人たちを診る青空診療所の院長を打診され、そこでしばらく働いていることがドクターY〜外科医・加地秀樹 第6弾で海老名の口から明かされる。その後は加地のオペに協力することを条件に借金を加地に肩代わりしてもらい、蛭間からは電話で東帝大へ呼び戻される。
第7期
第6期では蛭間から解雇処分を受けたが、女性蔑視発言で日々世間からバッシングを受ける蛭間の助けに応じる形で東帝大に復帰し、今も蛭間への絶対服従は欠かさない。また、蜂須賀とは第二外科の医局員の時からの同期であることやかつてその蜂須賀を蛭間と共に「感染バカ」と揶揄していた事が判明する。第4話では四季のオペを成功させたい一心で内科に自らの首をかけて宣戦布告する。オペは未知子の手により成功するが、新たに病院長代理に就いた蛭間の裏切りと、メディカルソリューション本部の部長に就いた蜂須賀の策略により秋田能代第49分院への出向を命じられ、本院を去った。第8話では秋田から学会の出張で東京に来た際に蛭間から神部の手術を成功させれば戻すと言われ、結果として未知子の手により手術は成功に終わり、再び東帝大に返り咲いた。最終回では蜂須賀の病気の事を知り、彼に手術を受けるよう説得する為に未知子や加地、原と共に感染対策センターに乗り込むが、蜂須賀が新型ウイルスに感染した事を知ると逃げ出してしまう。その後、蜂須賀の手術の際には加地や原、正子と共に手術室まで駆けつけ、オペに参加して未知子の執刀を手伝った。
ドクターY〜外科医・加地秀樹〜
こちらを参照。
鳥井高〈48歳(第1期)、53歳(第5期)〉
演 - 段田安則（第1期 / 第5期）
東帝大学病院 総合外科・研修医（1989年）
→ 東帝大学病院 総合外科・助手 (1994年）
→ 東帝大学病院 総合外科・助教 （1999年）
→ 東帝大学病院 第一外科・助教授 （2003年）
→ 帝都医科大学付属第三病院 第二外科・助教授（2006年）
→ 帝都医科大学付属第三病院 第二外科部長・教授（2008年～第1期）
→ 東帝大学病院 総合外科副部長・教授（第5期）
1964年1月24日、北海道生まれ。東帝大学医学部出身。国際学会でたくさんの研究において医学賞を受賞をしている。
一方、学者ゆえ執刀医としての技術はイマイチ。それゆえ他人にオペの下手さを指摘されると激怒することもあるが、鳥井自身も「私はオペはうまくない」と自覚しており、難儀なオペの執刀医が自分にされそうとなると、何かと理由をつけてその場を逃げ出す。妻の七々子と結婚する前、彼女の盲腸を執刀したときの「でこぼこした手術痕」が今でもその腹に残っている。
第3分院赴任前の東帝大時代は、土方にいろいろと教えていた。
第1期
次期第3病院院長として候補に上がっていたが、久保が病で倒れたことで風向きが変わり、毒島にその座を奪われる。毒島が本院に出向いている間、病院長代理を任され、さらに執筆した論文が賞の候補として国際会議で発表される事になり有頂天になるも、健康診断の再検査で六坂と同じ肝門部胆管がんを発症していることが判明した。病気を患っている事を病院関係者に隠していたが、未知子には見抜かれていた。毒島の新たなる策略で本院から呼び寄せた土方が赴任すると決まり、自分の地位が脅かされるのを恐れて国際会議での論文発表を成功させようとするが、国際会議出発の日に妻や病院関係者の前で倒れてしまう。土方よりも未知子に手術してもらいたいと自ら手術同意書に記名するが、容態発表の記者会見には毒島の思惑により妻が書いた手術同意書が使用される。手術は未知子や加地たちのおかげで成功するも勅使河原の策略で第二外科が解体される事となり、自分のせいでこうなったと悔やむ。
第5期
新病院長・志村まどかに雇われ、一度は消えかけた「出世の欲望」をまた燃やしだし、東帝大にやってくる。次期総合外科部長の座を狙う。第1話で未知子に声を掛けたが、本人は覚えていなかった。第2話では山梨に学会に出向く。第5話ではAIに信頼をおいていないと語っていたものの、結局は五反田の診断をAI「ヒポクラテス」に任せてしまう。その通りの手術を行おうとしたが、未知子の診断により結果が間違いであったことを知り、それにショックを受けつつも彼女の手術の手伝いをさせられる。その後、自身の手柄として記者会見が開かれた際には良心からマスコミの前で全てをぶちまけようとしたが、海老名と原によって妨害され、部屋から追い出された。第6話では前回の騒動もあって自宅謹慎を命じられる。
第5期以降の4月に3人の外科副部長の熾烈な権力闘争における次期総合外科部長の地位は海老名が就任し、東帝大学病院を離れた。その後、第7期の第2話で名前と履歴書のみ登場。
猪又孝〈54歳(第5期)〉
演 - 陣内孝則（第5期）
東帝大学病院 総合外科副部長・教授
声が大きく、態度も大きく、頑固な性格。「医者至上主義」が染み付いた男。全員が「東帝大学医学部」卒という一族に生まれたため、メンツやプライドを人一倍気にしており、自分が診察を担当した患者が東帝大学病院以外の病院でのセカンドオピニオンを申し出た際には「患者にメンツを潰された」と決めつけて他の病院に患者の受け入れを拒否するように圧力を掛けたり、未知子が執刀した「甲状腺オカルト癌」の術式を自分の手柄として論文を出すように蛭間から迫られた際には「バイトの手柄を横取りするほど落ちぶれてはいない」と発言している。3人の副部長の中ではもっとも狡猾。必要があれば媚を売ることも辞さないが、媚を売っている蛭間に対して不満を感じることもある。基本的には大の男尊女卑で、また看護師が大好きである。女医が大嫌いで、フリーランス且つ女医の大門未知子を目の敵にしているが、その反面では彼女の実力を認めている節もあり、ある患者の執刀を任せる際に「フリーランスという事は目を瞑りましょう」と蛭間に進言している。次期外科部長の座を狙っており、事あるごとに自らを「次期外科部長の私が〜」等と勝手に名乗っている。
第5話では未知子が発見した三鴨園長の甲状腺オカルト癌の手柄を得て、全国の病院などで講演会などを開く為に不在となる。
第6話では、院長の蛭間が出張で病院を留守にしているのを託つけて「院長代理」を勝手に名乗り、自身が手術を担当したVIP患者から「術後の経過が、聞いていた話と違う」とクレームをつけられた際にその原因が「手術中に（猪又が）自らの経験等についての自慢話をしていた為に、手術の時間が長引いたこと」であるにも関わらず「麻酔科医に不備があった」として責任を城之内に押し付けた上に彼女を東帝大から追い出すが、後に海老名によって復帰されてしまう。また、患者の手術の際に未知子に反発して麻酔科医の瓜田慎吾と共に手術を放棄するといった身勝手な振る舞いをし、挙句に晶が持ってきた高額な請求書を口止め料と罵って支払いを拒否するが、逆に口止め料として「500円の値引き」を言い渡され、更には「手術を途中放棄した外科医と麻酔科医がいる件、院長に報告されますか?」と追及されたことで手打ちとして瓜田を解雇し、その上で自らも口止めの為に支払いを了承した。
第5期以降の4月に3人の外科副部長の熾烈な権力闘争における次期総合外科部長の地位は海老名が就任し、東帝大学病院を離れた。
潮一摩〈45歳(第6期)〉
演 - ユースケ・サンタマリア（第6期）
東帝大学病院 総合外科・医局員 (2005年〜2009年)
→ ボストンハーバード医科大学 准教授
→ 東帝大学病院 総合外科部長（次世代インテリジェンス手術担当）・教授（第6期）
東帝大出身。過去には研修医の中山麻里亜を指導していた。ボストンの病院勤務だったが丹下の口ききで教授への就任を条件に「東帝大学病院」に戻って来る。ボストンでは講師や准教授を歴任していて、オペの技術は高く、緻密で速いが、それよりもコスト管理を好む傾向があり、丹下が導入したAIシステムによるオペを推進し、徹底的なコストダウンを図っている。権力や地位に目がなく、自分が優位に立てる為ならば未知子の功績を自分のものにすることさえも厭わない。また、責任逃れをする傾向があり、「手術が失敗しても私は責任は取らない」と断言した事もある。VIP患者の担当になる事が多い。上の立場の人間には媚び諂うが、逆に自分よりも下の立場の人間に対しては冷たい態度を取る。
第4話で母の四糸乃が東帝大学病院を訪れる。AIの診断でアルツハイマー型認知症の可能性が高いと診断され頭を抱える。四日市清昭の手術に腫瘍を広範囲切除し人工関節に置き換える事を提案するが、それでは選手生命を断たれるとして四日市から拒否される。四糸乃の手術をした未知子から「もっと頭使って考えろ」と言われた事で、AIの力を借りる事なく論文を読み漁り、自家培養軟骨移植を併用した手術を提案。手術は「術式は問題無いが、あんたの腕が問題」と言われ途中で未知子に奪われるが、丹下に世界初症例として症例報告を書くように言われる。
第8話で助教時代に指導していて、その間に10ヶ月付き合っていた麻里亜がやってくる。難しい所は教授に丸投げするという彼女の手口を知っており、助手に付く事を徹底的に拒否したが、彼女が加地に目を付けたことで助手に付いた。手術中、麻里亜のミスを擦り付けられ激怒。手術を放棄してしまう。手術の後、八村に執刀したのは麻里亜ではない事を話すが、八村は麻里亜本人から聞いて知っていた。
最終話では蛭間から「海老名先生とどちらかに副院長のポストを用意代わり大門未知子のオペを阻止すること」という条件を出され、チャリティコンサートで未知子のオペを阻止するように命令されるが、後にその命令に反してまで丹下の手術に参加し、またAIに丹下の術式を事前に学習させておくなど未知子をサポートした。その後、丹下のオペの後は同じく参加した海老名たちと同様に解雇処分となった。神原名医紹介所を訪れて海老名や加地、原と共に麻雀に興じる。また、名医紹介所に所属しようとするが、マネジメント料の高さを知り、結局は諦めた。
興梠広〈40歳(第7期)〉
演 - 要潤（第7期）
コロンビア中央病院 外科医
→ 東帝大学病院 外科分院・教授 （第7期第2話〜最終話）
→ コロンビア中央病院 外科医
アメリカで腕を磨いたスーパードクター。脳外科の世界的権威で、海外では「ホワイトジャック」と呼ばれている。総合内科部長兼院長代理である蜂須賀から信頼を寄せられているが、観察力や不測の事態に対処する能力は低く、患者が患っている病気の詳細などの見落としを未知子に何度も指摘されたりしている。また、手術では慎重さよりもスピードを重視しており、オペに同席している医師たちから懸念されることもある。海外医療関係者から注目されるほどの腕前を持つが、自分のミスなどを指摘されても素直に認めようとせずに屁理屈や詭弁を言ったり、自分の地位や名誉・健康が脅かされる可能性がある場面では適当な理由をつけて逃げようとするなど自己中心的な一面がある。アルバイトを見下しており、未知子のことも快く思ってはいないが、博美のことは多少認めている節があり、手術前に彼女を飲みに誘う事もあった。
ニューヨークでパンデミックに伴うロックダウンが発生した際、未知子と同じ医療施設で治療に当たっていたが、自身が感染症を患うリスクを恐れるあまり現場が人手不足などにより窮地に陥っていたにも関わらず「エアチケットが取れたから」「自分にしか治せない急患が日本で待っているから」という理由で救援依頼を無視して逃げるように日本に帰国した。帰国後は蜂須賀の肝いりで東帝大学病院に呼ばれ、にこやかな笑顔の裏で内科の先進医療を完璧なものにしようとする蜂須賀の手足となって暗躍する。
蛭間が特患として入院させた二木麻也子が「部分血栓化脳動脈瘤による軽度の脳梗塞」と判明した後の術前カンファレンスでは、蜂須賀から主治医として指名され、CT画像を確認した未知子から「頸動脈の高度狭窄」の見落としを指摘されるも意に介さず準備に取りかかる。手術は順調に進むかと思われていたが、頸動脈の切開中に血圧が低下したことでパニックに陥る。そこに現れた未知子から、麻也子が右房粘膜腫による急性心不全を患っていたのを見落としていたことを指摘されても主治医としての立場を譲ろうとしなかったが、未知子が術式に「血栓内膜摘除」を追加しようと提案した途端に「手術が失敗する可能性が高い」などと反発した挙げ句に主治医としての立場や義務すら放棄して手術室を去る。結果的に未知子が手術を成功させたことや、蜂須賀の根回しによって手術室での一部始終については麻也子に知られずに済んだ。また、最初は東帝大学病院で未知子と再会した時には覚えられていなかったが、後にニューヨークでの一件を思い出した未知子から一度ならず二度も保身のために患者を見殺しにして逃げようとしたことを批判され、それでも「逃げたのではなく、起こりうるリスクを想定して回避しただけ」と主張し、自身がニューヨークを去った後に患者だけでなく医療スタッフにも多くの犠牲者が出たことを聞かされても「お気の毒に」と他人事のような態度を取った。
第5話では蜂須賀が蛭間を丸め込んで立ち上げたメディカルソリューション本部での外科手術のリーダーに指名されるが、自己中心的な性格は微塵も変わっておらず、自らが主治医を務める五木和男の手術では、オペ看として同席していた那須田に「指示を出す前に次々と器具を手渡されるとペースが狂う」という理由で半ば強引に正子と交代させ、術後に蜂須賀から指摘された医療ミスの責任を正子に押し付けて辞職に追い込む。再手術においても、那須田が術式の立て直しなどを提案する度に「派遣ごときが…」と罵詈雑言を吐いた挙げ句に患者である五木の立場・要望すら無視した暴挙に出ようとするが、そんな傍若無人な振る舞いに痺れを切らした那須田と城之内から「お前みたいな医者は要らない」と告げられ、正子と共に手術室に乗り込んできた未知子から手術で何度もミスをしたことを「失敗のデパート」と揶揄される。それでも「ミスをしたのは自分ではなく正子だ」と主張するが、正子から方言混じりの言葉で「いい加減にしろ！ 証拠は挙がってるんだ！」と那須田が最初に五木を手術したときの一部始終を記したノートを見せられる。それでも自分のミスを認めようとしなかったが、未知子からの術式変更の提案に同意した那須田に「邪魔」だと"一蹴"されて自暴自棄になり、逃げるように手術室を去る。その後、あたかも自分が五木の再手術を成功させたかのように蜂須賀に報告するが、再手術の映像を見ていた蜂須賀の反感を買い、終いには神原が蜂須賀に請求しようとしていた「未知子の"時間外労働"に対する報酬」を肩代わりさせられた。
第6話では、たまには和食もと思って寄った居酒屋で加地や大間らと鉢合わせて一緒に飲む事になった際に半分以上は自身の落ち度だが、酔った勢いで蜂須賀に認めてもらえず嘆いたり、人間関係で悩んでいる事を打ち明け、加地に共感され、ほんの少し打ち解けた。また、フリーランスとしてやって来た原が中国で何が起きたのかを自身の友人経由で知り、加地達にその真相を明かした。
最終回では、新型ウイルスによる東帝大の緊急事態宣言に際してニューヨークに帰国するという形でいつものように逃げようと考えており、蜂須賀の手術の時も当初は参加する気を見せず、手術に臨む未知子達を貶していたが、医局員らの言葉に押されたことで考えを改め、また蜂須賀を救いたいという一心もあって途中からオペに参加し、未知子の執刀を手伝った。その後、ニューヨークに帰国する前に未知子や博美、海老名や加地、原や正子と共に銭湯を訪れており、気持ちよさそうに満喫した。
加地秀樹〈48歳(第1期)、50歳(第3期)、52歳、54歳(第6期)、56歳(第7期)、60歳（劇場版）〉
演 - 勝村政信（第1期 / 第2期第8話 / 第3期 / スペシャル / 第4期 / 第5期最終話 / 第6期 / 第7期/劇場版）
東帝大学病院 第二外科・研修医（1989年）
→ 東帝大学病院 第二外科・助手（1994年）
→ 帝都医科大学付属第三病院 消化器外科・医局員（1996年）
→ 救命救急センター 外科医（1997年）
→ 帝都医科大学付属第三病院 消化器外科・医局員（1998年）
→ 東帝大学病院 消化器外科・医局員（2004年）
→ 帝都医科大学付属第三病院 第二外科・助教（2006年）
→ 帝都医科大学付属第三病院 第二外科・講師（2008年）
→ 帝都医科大学付属前橋第27分院 第二外科・講師 （2012年夏 ＊大沢議員のオペのため）
→ 帝都医科大学付属第三病院 第二外科・講師 （第1期）
→ 帝都医科大学付属高松第24分院 第二外科・講師（第2期）
→ 国立高度医療センター 東棟 外科副部長（第3期第1話）
→ 国立高度医療センター・戦略統合外科副部長（第3期第2話〜最終話）
→ 国立高度医療センター 金沢分院・外科部長（SP）
→ 東帝大学病院 総合外科副部長・准教授
→ 帝都医科大学付属大洗第8分院 総合外科・准教授（ドクターY〜外科医・加地秀樹）
→ 東帝大学病院 総合外科副部長・准教授（第4期）
→ 穂野倉病院 当直1日限定外科医（ドクターY〜外科医・加地秀樹2）
→ 東帝大学病院 地方分院・准教授
→ 東帝大学病院 総合外科・准教授（第5期最終話)
→ 東帝大学病院 総合外科副部長・准教授
→ 帝都医科大学付属静岡第11分院 総合外科・准教授 （ドクターY〜外科医・加地秀樹3）
→ 東帝大学病院 総合外科副部長・准教授 （ドクターY〜外科医・加地秀樹4）
→ 帝都医科大学付属前橋第27分院 総合外科・准教授（ドクターY〜外科医・加地秀樹4）
→ 東帝大学病院 静岡駿河第35分院 総合外科・准教授（第6期1話冒頭）
→ 東帝大学病院 総合外科 次世代超低侵襲外科治療担当部長・准教授（第6期）
→ 解雇 （第6期最終話）
→ 成鏡大学病院 第二外科・客員准教授（ドクターY〜外科医・加地秀樹5）
→ 帝都医科大学付属横浜第6分院 総合外科・准教授 （ドクターY〜外科医・加地秀樹6）
→ 東帝大学病院 外科分院 外科副部長・准教授（第7期第1話〜第4話）
→ 東帝大学病院 メディカルソリューション本部 外科リーダー・准教授（第7期第5話〜最終話）
→ 東帝大学病院 総合外科副部長・准教授（ドクターY～外科医・加地秀樹7）
→ 東帝大学病院 総合外科部長・教授（劇場版）
→ 東帝大学病院 総合外科副部長・教授（劇場版）
→ 東帝大学病院 総合外科部長・教授（劇場版以降）
灘高等学校、東帝大学医学部出身でバツイチ。患者やマスコミの前では医療にまい進する「いい医師」を演じている。「腹腔鏡の魔術師」との異名を持つ腹腔鏡のスペシャリストで、その腕は神原や未知子も認めるところ。シリーズを通じて未知子の手術の助手を最も多く務めており、彼女が金沢での氷室の手術を断念した際には自身の代わりに加地を指名し、「私が最も信頼する外科医」とまで言わせている。
未知子の事を苗字の「大門」をもじって「デーモン」と呼び、金の亡者だとして敵視するが、当の本人も金には卑しい。出世や肩書よりも金を選んだ為、同期より出世は遅い。未知子の腕前は信頼しており、自分が担当する患者の執刀を彼女にお願いした事もある。
第1期
腹腔鏡の魔術師と世間では呼ばれるほどオペ技術が高く第二外科で一番の外科医であったがフリーランス外科医の大門が医局に入って敵対視する。第1話では前院長の久保の倒れることを予知できたか考えその一件以降、大門のことを「デーモン」と呼ぶ。
森本の告白を聞いて鳥井の同意書を一緒に探し出すのに協力する。勅使河原の悪事による第二外科解体後は高松にある第24分院への転勤を命じられた。
第2期
高松第24分院で未知子と再会する。今頃だったら主任教授も夢ではなかったと懐かしそうに語る。
第3期
腹腔鏡の魔術師と呼ばれていたことを知っていた海老名の口利きで国立高度医療センター戦略統合外科で「東帝大学」派閥の外科副部長を務める。未知子との長い付き合いで慣れてきたのか、昼休みに気さくに話しかけたり、協力を申し出たりと、対応が軟化している。相変わらず出世には興味を示しておらず、蛭間にペコペコしている海老名には内心で毒づく事も多い。9話では、第3分院時代に担当した九重が国立高度医療センターへ加地を探してきたことに驚く。また、九重がホテルで腹腔鏡の傷の跡を見せたため、気絶した。
スペシャル
金沢分院では総合外科部長として赴任する。右腕の骨折が、完璧な外科医である未知子にとって精神的に大きな傷を残すのではないかと案じて、失踪した彼女の捜索を行った。外科部長室で金沢特産の鰻重を海老名、原と食べながら神原の到着を待った。未知子の復帰後は例によって夜中に未知子に呼び出され、原共々氷室の手術の助手を務めさせられた。その後は自分だけ東帝大に戻ってすぐに帝都医科大学付属大洗第八分院へと出張に行き、それからしばらくして本院に戻るが顔見知りが誰もいない状況に陥った。
第4期
唯一東帝大学に呼び戻されるが、戻って来たばかりの東帝大には親しい友人もいなかった為に顔見知りのいる神原名医紹介所に出入りして麻雀に興じるようになる。その後、原が呼び戻された事で再び彼と行動を共にするようになり、同時に神原名医紹介事務所に出入りする事も無くなる。
東帝大学病院の院長回診では他の総合内科医局員や総合外科医局員が階段で必死になって登るが、本人はエスカレーターを使い、必ずエレベーター前に行く。
第4期第9話では総合外科部長の西園寺が出張の為、外科部長代理を務めて総合外科を統括する。最終話では上海の大富豪・王超グループ会長の王超が新しく設立する王超国際クリニックに数千万円で契約を結ぶが、第三分院時代からの同僚の城之内のオペを優先し、数千万の契約を断って原と共に大門の助手を務める。その後は穂野倉病院で1日だけ出張に行き、東帝大の系列の地方分院へ異動となる。
第5期
内神田の執刀を、外科部長に就任するのを条件に、自ら名乗り出る形で登場を果たし、分院から本院へと復活。その後は未知子に対して執刀するように頼むも断られ、それでも病気を推してまで未知子が執刀に踏み切った際には助手を務める。その後、倒れた未知子の執刀を西山が行う際には自ら未知子のオペの手伝いを申し出て、同じく申し出た原や森本と共に西山の助手を務める。術後も東帝大学病院に残ったが、ドクターＹ〜外科医・加地秀樹第3弾では逮捕された蛭間の代理の院長によって、帝都医科大学付属静岡第11分院へ飛ばされる。そしてまた戻って来れたかと思いきや蛭間によって帝都医科大学付属前橋第27分院へ飛ばされる。その後は東帝大学静岡駿河第35分院へ異動となる。
第6期
最初は静岡駿河第35分院にいたが、鮫島を未知子と共に助けたことにより、丹下によって後に本院に呼び戻される。教授に昇進し、次世代超低侵襲外科治療担当部長に就任した。第7話では、未知子に変わってセブンの執刀医を任されるも、英語が苦手なことやプライドが災いして十分な問診もせずに手術に臨んだことで手術中にミスを犯しそうになるが、未知子に救われる。その後、未知子に頭を下げるも、失敗しそうになった要因を知った彼女から怒りを買って怒鳴られた。最終回では、蛭間から丹下のオペを阻止するよう命じられるが、結局は蛭間の命令に反してまで丹下のオペに協力し、同じく協力した海老名たちと共に解雇処分が下された。その後、名医紹介所に所属しようとするが、マネジメント料の高さを知り、海老名たち共々諦めた。
第7期
第6期では教授に昇進するも、蛭間から解雇処分を受けたが、他大学の病院や関連分院で雑巾掛けをして、その後一足早く東帝大に呼び戻された海老名が蛭間に口添えした事で、東帝大准教授に返り咲いた。最終回では、蜂須賀の病気のことを知り、彼に手術を受けるよう説得する為に、未知子や海老名、原と共に感染対策センターに乗り込むが、蜂須賀が新型ウイルスに感染した事を知ると逃げ出してしまう。その後、蜂須賀の手術の際には海老名や原、正子と共に手術室まで駆けつけ、オペに参加して未知子の執刀を手伝った。
ドクターY〜外科医・加地秀樹〜
こちらを参照。
原守〈38歳(第1期)、40歳(第3期)、42歳、43歳(第5期)、44歳(第6期)、46歳(第7期)、50歳（劇場版）〉
演 - 鈴木浩介（第1期 / 第2期第1話 / 第3期第4話 - 最終話 / スペシャル / 第4期 / 第5期 / 第6期 / 第7期/劇場版）
東帝大学病院 第一外科・研修医 （1999年）
→ 帝都医科大学付属第三病院 第二外科・助手（2004年）
→ 帝都医科大学付属第三病院 第二外科医局長・助教（第1期）
→ 旭川ふれあい病院 外科医（第2期）
→ 日露最先端医療センター 外科医（第3期第4話以前）
→ 国立高度医療センター 戦略統合外科医長（第3期4話以降）
→ 国立高度医療センター 金沢分院・外科副部長（SP - 第4期第3話）
→ 東帝大学病院 総合外科・講師（第4期・第5期・第6期）
→ 解雇（第6期最終話）
→ 地方診療所 外科医（ドクターY〜外科医・加地秀樹5）
→ フリーランス外科医（2020年11月〜第7期第6話 ＊中国の病院との契約後、東帝大の外科分院と契約）
→ 東帝大学病院 外科分院・講師（第7期第7話〜最終話）
→ 東帝大学病院 総合外科・講師（ドクターY～外科医・加地秀樹7）
→ 東帝大学病院 総合外科副部長・准教授（劇場版）
→ 東帝大学病院 総合外科・准教授（劇場版以降）
気が弱く、上の人物には頭が上がらないが、患者の心に寄り添う医療を目指しており、患者にも物腰柔らかに接している。第4期ではかつての同期だった北野にライバル心を燃やしているが、当の北野からは全く相手にされていない。また、未知子とは帝都医大時代からの同僚として長い付き合いになるのだが、未知子の方は彼の事をいまだに覚えておらず、「（幼馴染の）ケーキ屋のキンちゃん」と思われており（呼ばれている）、度々間違いであると指摘し、第7期でも変わらないままであるが、手術中に限り未知子の「キンちゃん」呼びを許している。今どきの若手医師や看護師にも親切で暖かい指導をすることに定評があり、若手からの信頼も厚いだけでなく、神原にもその姿勢を好ましく思われている。
専門分野は甲状腺、肥満治療手術。
ロシア語が話せる。
第1期
鳥井や加地に諂っており、当初は未知子の傍若無人な態度に反感を抱いていたが、度々彼女の執刀に立ち会うことでその実力を認めるようになる。第二外科解体後、旭川の関連病院への転勤を命じられる。
第2期
レース中の落馬事故で負傷した騎手の救急治療のために訪れた競馬場で未知子と再会するが、この時応急処置だけして救急搬送以降を自身に丸投げした未知子に怒り、加地以外で初めて「デーモン」と呼んだ。
第3期
ウラジオストクの日露最先端医療センターで甲状腺がんのスペシャリストとして活躍していたところを天堂に招かれ、当初は東西どちらの派閥にも属さない事を宣言していたが、手術の不手際を未知子に助けられた事で立場を失い、国立高度医療センターへ残る為に派閥へ属する事を迫られた事で「東帝大学」派閥に属する事になる。
スペシャル
金沢分院に総合外科副部長として海老名や加地と共に赴任し、三人で失踪した未知子を捜索した。未知子復帰後は加地と共に氷室の手術の助手を務めさせられた。
第4期
金沢分院に残されていたが、副院長である久保東子によって金沢から呼び戻され、ある患者の執刀を任される。未知子の助けによって手術は成功し、その事から自らの未熟さを痛感した事で金沢に戻る事を加地に語ったが、加地の計らいによって結局は東帝に残る事となる。
最終話では他の外科や内科医局員が王超国際クリニックにヘッドハンティングされたが、自身はヘッドハンティングされないなどの不憫な扱いを受ける。その後、大門に説得されて城之内のオペを手伝い、加地と共に大門の助手を務めるが、この際に大門に文句を言っていた西園寺や黄川田に対して大門につられる形で加地と共に言い返しており、珍しく上司に対しての反抗的な態度を見せた。
第5期
第4期から引き続き東帝大学病院に残り、新人外科医の教育係を務めるが、言う事を聞かない彼らに対して日々ストレスを抱えるようになる。
第7話では内神田の従妹とお見合いをするが、その際に自身に会いに日本を訪れた元恋人であるナナーシャと再会し、面子を考える蛭間たちから彼女と縁を切るように命じられる。その後、ナナーシャが脳腫瘍を患っている事を知り、最初は手術を拒む彼女の意思と蛭間の思惑に従って手術はしないと決め込んでいたが、最終的にはナナーシャの本心の知った事や未知子に掛けられた言葉で心を動かした事により辞職を覚悟でナナーシャの手術を決意する。未知子により手術は成功し、手術後は蛭間の意向に従って辞める手筈であったが、アメリカの医療倶楽部副会長のご令嬢でもあるナナーシャを東帝大が救ったといった功績に加えて内神田がアメリカの医師倶楽部とコネクションを持てたという東帝大にとっての大きな貸しを作った事で解雇を免れた。
第8話では前回の最後でナナーシャにフラれたショックが大きく、傷心旅行としてナナーシャと行くはずだった富士山に行く為に休暇を取って不在となる。
第9話では内神田の根回しや忘年会の幹事を任せられたという形で未知子の執刀に立ち会わずに関わり合いを避けたが、後に権力に屈する海老名と鳥井、猪又の三人に文句を言い、同時に未知子が執刀で頑張っているにも関わらず忘年会で呑気に酒を飲む自分を恥じる。
最終回では未知子のオペを手伝う事を申し出て、加地や森本と共に西山の助手を務める。
第6期
第4期と第5期から変わらず、東帝大学病院に残る。
第7話では、加地と共にセブンの話す英語が分からず苦悩し、また手術の際に未知子に助けられたため、術後は彼女に頭を下げた。
第8話で九藤勇二のライブに行くために休暇を取る。
第9話では高校生の頃からファンだった九藤の主治医を任され、有頂天になるが、九藤が後腹膜肉腫であることが判明し、オペでは事前にハイブリッド型人工血管を用意しておくというファインプレーを見せる。オペの後、未知子から九藤の痔のオペを任された。
最終回では、和十のオペの助手に付くが、和十の術後の経過があまり良くなく「手術は失敗だった」と未知子を非難したが、和十がコンサートでピアノを両手で演奏する姿を見て、未知子の手術が失敗していなかった事を悟る。その後、丹下のオペに協力したため解雇処分が下されて東帝大を去り、名医紹介所に所属しようとするが、マネジメント料の高さを知り、割に合わないとして諦めた。
第7期
第6期で東帝大をクビになった後、地方診療所で暇な日々を送るが、つまらない生活に痺れを切らせて1年前にフリーランスに転向する。その後は1年間中国の病院で働いていたが、神原にスカウトされて名医紹介所に所属する事になり、小児肝腫瘍を患う王弥六とセットで東帝大に斡旋される。その後はプレッシャーによる視覚障害が原因で中国でオペを数回リタイアしていた事が判明し、結局弥六の手術を断念した。その後、中国で未知子のオペを受ける為にリムジンに乗り込む弥六を見送る際に彼が倒れてしまい、緊急オペをするも自身の技量が足りなかった事とドライエアに苦しみ、それでも途中で交代した未知子の執刀もあって無事に成功させた。その後は神原名医紹介所を辞めて東帝大に復帰する。
最終回では、蜂須賀の病気のことを知り、彼に手術を受けるよう説得する為に未知子や海老名、加地と共に感染対策センターに乗り込むが、蜂須賀が新型ウイルスに感染した事を知ると逃げ出してしまう。その後、蜂須賀の手術の際には海老名や加地、正子と共に手術室まで駆けつけ、オペに参加して未知子の執刀を手伝った。
ドクターY〜外科医・加地秀樹〜
こちらを参照。
森本光〈30歳(第1期)、35歳(第5期)、42歳（劇場版）〉
演 - 田中圭（第1期 / 第5期/ 第7期第7話/劇場版）
帝都医科大学付属第三病院 第二外科・助手（第1期）
→ アメリカ留学
→ 東帝大学病院 地方分院・外科医
→ 天塩町立中央病院 外科医（第5期第1話冒頭）
→ 東帝大学病院 総合外科医局長・助教（第5期）
→ 実家の診療所 外科医
→ 動画配信者エクスチューバー（第7期第7話）
→ 実家の診療所 外科医
→ 東帝大学病院 総合外科部長・講師（劇場版）
→ 東帝大学病院 総合外科・講師（劇場版以降）
第1期
新米外科医。経験が足りないため血液の吸引などの雑務をする第3助手程度しか役目が回って来ない。実家は地方の総合病院を経営している。
クラブで倒れた急患の処置をした未知子に偶然出会う。安田悟の手術に際して未知子の一連の態度に嫌悪感を抱くが、後に彼女の真意を知ることになる。
鳥井の手術について、毒島が未知子から渡された彼の自筆の手術同意書を個人的な思惑により隠した現場に偶然居合わせ、その時に院長本人から愛用のペンを渡され、将来への便宜をエサに隠匿するよう暗に迫られるが、悩んだ末に同僚に告白し、同意書を彼らと共に探し出し、更にマスコミ配布用にコピーまで取った。第二外科解体後、帝都医科大学千葉医科学研究所への転勤を命じられたが、それを断って病院を辞め、実家を継がずに海外に留学して未知子のような医者を目指すと神原に語った。
第5期
留学中に何のスキルも得られず、帰国後は地方分院でも使えなかったため、東帝大とも縁のない診療所に飛ばされる。最低限の医療を提供するのもままならない地方医療の現状を目の当たりにするようになり、医師としてバリバリ活躍できる年齢にも関わらずどこか鬱屈としたものを抱えていたが、未知子による緊急オペで志村と出会ったことにより、東帝大学病院で働くことになる。第4話では、内神田の娘（四織）と婚約したと思われたが、その内神田四織は会長の娘なんかではなく結婚詐欺師だったことを知ってショックを受けたことでひどく項垂れるほどに憔悴し、第5話では前回のショックが尾を引いたことで傷心旅行に出掛ける為に休暇を取って不在となる。第9話では内神田の根回しで未知子の執刀に関われば処分するという命が下って海老名や鳥井、猪又たちが未知子との関わり合いを避ける中で唯一西山や残りの医者たちと共に未知子の助手を務める。最終回では未知子のオペを手伝うことを申し出て、加地や原と共に西山の助手を務める。その後は東帝大の医局を去り、実家の診療所で外科医として再スタートする。
第7期
実家の診療所で働き始めてから数年後、コロナで診療所の経営が傾いたため、動画配信者エクスチューバーとしてDr森本を名乗って、動画配信を始めたが、配信している動画がバズったことで今では若手医師の間でカリスマ的存在となり、医療系インフルエンサーとして多大な影響力を手にした。その後、その様子を知った蜂須賀により東帝大のブランディングの強化のためのサポート役として呼び寄せられ、それで再会した尊敬する未知子に対しても「これからの医者の武器はメスじゃない。影響力だ」と大口を叩くが、安江の娘の萌香に「お母さんが腹痛を我慢して病院を行かなかったのは動画のせいだ」と言われたことをきっかけに目を覚まし始める。安江との交流や、安江のオペで未知子の手技を再び目にしたことで、医師としての自信と誇りを持つことの大切さを改めて感じ、実家の診療所を再び手伝うことを決意する。また、エクスチューバーであることに目をつけた晶にスカウトされ、神原名医紹介所の契約書を渡されるも、既にエクスチューバーを辞めたことを明かした上で断った。
村崎公彦〈35歳(第6期)〉
演 - 藤森慎吾（第6期）
ドイツの大学病院 外科医
→ 東帝大学病院 総合外科医局長・助教 （第6期）
→ 解雇（第6期最終話）
→ シアトルの病院 外科医
海外の大学を卒業して海外で医師としてのキャリアを積んできた。そのため、英語やドイツ語が堪能。ドイツの大学病院で勤務していたとき、丹下の口利きによりやってきた。潮の右腕のような存在。「医療はビジネス」と割り切り、患者の回転数を上げるため、AIシステムの活用を推し進めるべき、と主張している。AIの情報は信じるが、人間の話にはあまり耳を貸さない。可愛い娘が好きで、「ガールズバー」に入り浸っており、お目当ての娘を目にするとチャラくなり、「君かわうぃーね」と叫ぶ。助教としていつも論文や症例報告の手伝いをしている。
第6話では海老名が六角橋のオペ中に血管を傷つけ、止血せずにそのまま輸血を始めたため、早く止血しろと命令口調で怒鳴った。
第8話では瑠璃とバーで一緒に飲んでいた。ドイツに行く前にアメリカにいた頃、中山と1年間付き合っていた。第8話では中山が色仕掛けでオペを助手に丸投げする事を知っており、アメリカの病院で医師を食い散らかし誰も中山の助手に付かなくなった事を暴露。八村の手術を潮と共に放棄した。
最終話では丹下のオペに手を貸したため、解雇処分が下された。その後は瑠璃と結婚することやシアトルに行くことを晶に語った。
伊東亮治〈30歳〉
演 - 野村周平（第5期第1話・第2話）
東帝大学病院 総合外科・助手
いわゆる“ゆとり世代”の新米医師。いつも研究書を読み漁っており、外科の知識も豊富で、特に難しいとされる術式「肝膵十二指腸同時切除」を提案して未知子を「異議なし」と賛成させたり、未知子から一連の流れを確認された際にも間違えずに答えていた。また、決して実践力が伴っているわけではないが、オペの腕も若手医師の中では高く、それ故に他の若手医師を見下し、先輩医師にも尊大な態度を取る傲慢さも併せ持っている。三流私立医大に入学するが、後に入学出来たのは自分の実力ではなく母親・不二子による裏口入学であることを知り、その悔しさから1年で退学する。退学後は猛勉強して「東帝大学医学部」に自力で入学し、卒業後は東帝大学病院に赴任する。不二子が患った「進行性胆嚢がん肉腫」の手術に際して未知子の手際の良さを見たことで自分の考えを変えるに至り、自身の功績とされた肝膵十二指腸同時切除の記者会見では医師を辞めることを明言し、同時にマスコミの前で真実と未知子の存在を明かした。その後、ミュージシャンになる決意をしたことが城之内の口から語られた。
西山直之〈29歳（第5期）〉
演 - 永山絢斗（第5期）
東帝大学病院 総合外科・助手
いわゆる“ゆとり世代”の新米医師。先輩医師たちの「御意」体質に対しては、ドライな態度を貫く。患者とのコミュニケーションや先輩医師らとの関係で躓きを感じており、いつもテンションが低め。また、東帝大の現状に対しても苦々しいと思っており、後に未知子に対して「この病院は腐ってます」と本音を吐露していた。未知子のような摩擦の多い生き方は御免だと思いつつも、その職人技に内心憧れる部分もあり、同時に未知子に徐々に感化されて自ら彼女の助手を務める、未知子に負けまいと患者の病気に対してあらかじめ術式を把握しておく等の行動を見せるようになり、それ故に未知子からも多少は信頼されている節がある。また、医師免許を取得してすぐに母親を進行性乳がんで亡くしていることを第8話で明かしている。シングルマザーに育てられ、母親の後押しもあって医者を志し、苦労して医者となった後は東帝大に赴任する。第5話では大門の手術の第一助手を務め、その際に的確な説明をしたことで城之内からも「医者として一端の口を聞けるじゃない」と評された。第6話では別の患者の執刀をする未知子からもう一人の患者の執刀を任され、術後は経過を確認した彼女から手際の良さを褒められた。第8話では未知子のような失敗しない医者になりたいという一心からある患者の執刀に望む事を意気込み、内神田の意向で本来は海老名が執刀するはずだった患者の手術を自身に執刀させるように了承を得るために自身が内神田の息子である事を内神田本人の目の前で明かし、最初はマスコミにリークするつもりでいた自身の存在を黙認するという条件で了承させた。その後、未知子により何とか手術は成功し、手術後は未知子に対して執刀に望んだ理由を明かす。また、内神田から呼び出され、内神田からたくさんの息子の中でも医者になったのは自身だけだという感謝の言葉やこれからは父親として便宜を図ろうと告げられるが、逆に権力の為に手段を選ばない父親に対する怒りと本心をぶつけ、その上で今まで身に着けていた内神田の腕時計を手放すという形で親子関係の決別の態度も見せた。第9話では内神田の根回しにより海老名や鳥井、猪又たちが未知子との関わり合いを避ける中で唯一森本や残りの医者たちと共に未知子の助手を務める。最終回では一度は内神田の執刀に望み、結局は肝心な所で息詰まるが、直後に遅れて到着した未知子が手術を成功させたことで事なきを得る。その後、後腹膜肉腫で倒れた未知子から直々に執刀医として指名され、未知子が前もって考案していた「ハイブリッド型人工血管を用いた術式」を参考に執刀し、無事に未知子の手術を成功させる。
有馬亘〈31歳(第5期)〉
演 - 中林大樹（第5期）
東帝大学病院 総合外科・助手
いわゆる“ゆとり世代”の新米医師。関西弁を使って話している。1浪しているため年齢は新米四人の中では一番年上だが、彼らと一緒に赴任しているため事実上は同期である。また、親が開業医をしており、それ故に医者になったことが明かされている。第9話で一度は海老名たちに強引に誘われて忘年会に参加したが、後に医者に対する良心から未知子の執刀に関わらなかった自分を恥じ、同時に黒川と共に「お酒なんて飲んでる場合でしょうか」と海老名たちに疑問をぶつけた。
黒川慎司〈29歳(第5期)〉
演 - 上杉柊平（第5期）
東帝大学病院 総合外科・助手
いわゆる“ゆとり世代”の新米医師。ステータスを求めており、花形である医学部を目指した。第9話で有馬と同じく忘年会に参加するが、後に医者に対する良心から未知子の執刀に関わらなかった自分を恥じ、同時に海老名たちに疑問をぶつけた。
多古幸平〈28歳(第6期)〉
演 - 戸塚純貴（第6期）
東帝大学病院 総合外科・助手（第6期）
→ 解雇（第6期最終話）
→ 青森総合病院・外科医
頭が良く優秀だが、ハングリー精神はない。医師の働き方改革を遵守し、定時で帰るため、なかなか育たない。利益の良し悪しだけで患者を差別する東帝大とは違い、例えどのような患者でも決して差別はせず、最後まで助けようとするなど医者としての良心は確かである。また、患者の執刀では未知子を頼ったり、彼女の功績を他者が自分の手柄として挙げた際には「大門先生の手柄なのに」と愚痴をこぼすなど、未知子に敬意を払っている節がある。未知子から「タコ」と呼ばれている。
最終回では手術室前でニコラス・丹下の手術に手を貸すべきかどうか迷っていたところを大間に一喝され、手術室に入る決意をしたが、ニコラス・丹下の手術に手を貸したことで東帝大病院を解雇され、看護師の大間と共に青森で医者をやることを晶に語った。
蟻原涼平〈26歳(第7期)〉
演 - 一ノ瀬颯 （第7期）
東帝大学病院 外科分院・初期研修医
東帝大学病院の外科に籍を置く初期研修医。爽やかなルックスで(一部の)女性からは人気。「世界一の外科医になる！」と豪語し、ヤル気にはあふれているが、医師としての腕はまだまだこれから。研修では丁寧すぎて、周囲よりも作業が遅く、怒られることもしばしば。先輩である加地秀樹や海老名敬らからは、医学的な技術よりも忖度の重要性や医局での立ち振る舞いについて教え込まれている。最終回では、蜂須賀のオペを見守った際に執刀に臨む未知子達を貶した興梠に「こういう先輩たちを誇りに思います」と反論した。
虻川リサ〈26歳(第7期)〉
演 - 宮本茉由（第7期）
東帝大学病院 外科分院・初期研修医
東帝大学病院の外科に籍を置く初期研修医。研修医たちの中でもひときわ冷静で才色兼備。先輩たちの自慢話にも適当に相槌を打ちながら、淡々と業務もこなし、器用に立ち振る舞っている。今を生き抜くためには医者にしがみつかず、複数のキャリアを持った方がよいのかもしれないと考えているが、そんな中未知子の手技を目の当たりにしたことで外科医の道へ進むべきか悩み始める。最終回では、蜂須賀のオペを見守った際に執刀に臨む未知子達を貶した興梠に反論した蟻原や矢島の言葉に同意し、同じく反論した。
矢島源五郎〈26歳(第7期)〉
演 - 上川周作（第7期）
東帝大学病院 外科分院・初期研修医
東帝大学病院の外科に籍を置く初期研修医。どんな仕事にも前向きに取り組む、明るくピュアな天然キャラ。厳しい研修期間を共にする研修医チームの中で、癒し的存在となっている。同じく研修医の蟻原涼平と虻川リサとは、いつも一緒に行動している。組織の上下関係や忖度が好きで、特に「御意」が大好きである。何故か海老名のことをとても尊敬しており、それ故に海老名が東帝大学病院・秋田能代第49分院へ出向するときには他が冷たい対応を見せていた中で唯一泣きそうになっていたり、海老名が出発してからは唯一追いかけていたり、第8話で海老名が戻ってきた際には喜んでいた。また、原が東帝大学病院に呼ばれなかった原因を加地から聞かされた際にもその原因に加地だけでなく、海老名が関わっていることを知っても「海老名先生は悪くない」と主張していた。最終回では、蜂須賀のオペを見守った際に執刀に臨む未知子達を貶した興梠に反論した蟻原の言葉に同意し、「僕もこんな外科医になりたいです」と興梠に反論した。
麻生友也
演 - 希志真ロイ（第5期）
東帝大学病院 総合外科・医局員
中浜淳一郎
演 - 伊藤謙心（第5期）
東帝大学病院 総合外科・医局員
蟹江旬
演 - 三谷昌登（第6期 / 第7期）
東帝大学病院 総合外科・医局員 （第6期）
→ 東帝大学病院 外科分院・医局員 （第7期）
青柳学
演 - 濱田嘉幸（第6期 / 第7期）
東帝大学病院 総合外科・医局員 (第6期)
→ 東帝大学病院 外科分院・医局員 (第7期)
浅利真蔵
演 - 卯ノ原圭吾（第6期 / 第7期 / 劇場版）
東帝大学病院 総合外科・医局員 （第6期）
→ 東帝大学病院 外科分院・医局員 （第7期）
梶木博文
演 - 佐藤拓実（第6期 / 劇場版）
東帝大学病院 総合外科・医局員
赤堀春義
演 - 高橋正臣（第3期 / 第6期）
国立高度医療センター 東棟 外科医局員（第3期）
→ 国立高度医療センター 戦略統合外科・医局員（第3期）
→ 東帝大学病院 総合外科・医局員（第6期）
栗橋陽一
演 - 秋元貴秀（第4期 / 第6期）
東帝大学病院 総合外科・医局員
後藤憲之
演 - 岡本亮一（第5期 / 第6期）
東帝大学病院 総合外科・医局員
那須賢一
演 - 西口泰央（第7期 / 劇場版）
東帝大学病院 外科分院・医局員（第7期）
→ 東帝大学病院 総合外科・助教（劇場版）
竹山久雄
演 - 川合智己（第7期 / 劇場版）
東帝大学病院 外科分院・医局員（第7期）
→ 東帝大学病院 総合外科・医局員（劇場版）

#### 総合内科
第4期では黄川田と親交の深い地方出身の医師が多く在籍していた。しかし大半は王超にヘッドハンティングされ、黄川田も東帝大を去ったため、第6期は都会出身の内科医が占めていた。第7期では、外科の全医局が統合されて外科分院へ移されたため、本院での主導権は内科が握る。新型コロナに立ち向かうために、感染症を専門として、かつ蜂須賀と親交の深い内科医が総合内科を取り仕切る。
黄川田高之〈55歳(第4期)〉
演 - 生瀬勝久（スペシャル / 第4期）
クロス医療センター・総合内科部長（スペシャル）
→ 東帝大学病院 総合内科部長・教授（第4期）
東帝大出身。尊大な態度で部下たちを支配下に置き「御意」軍団を形成している。アメリカの最先端がんセンターで留学していた経験がある。オペは野蛮な治療法として批判して、21世紀は薬の時代であらゆる疾病は薬で完治できると豪語している。
どこか抜けている性格で、クロス医療センターの青柳事務局長によく怒られていたり、東帝大病院においても何度もヘマをしては頭を下げたり地方出身で馬鹿にされたりと、どちらかと言えば損な役回りが多い。加地曰く「分かりやすい腰巾着｣。
自身の考えもあって外科医のことを見下している。
また、金に汚い一面もあり、未知子が患者から受け取っていた心付けを取り上げ、「私から患者にお返ししておく」と言っておきながら自分の懐に収めようとしていた。
スペシャル
クロス医療センターの総合内科部長で青柳や黒須の腰巾着。外科医をヘルパー扱いし、新薬の開発を鼻にかけ氷室選手を強引に治療する。
第4期
初めて地方を離れ、憧れの東帝大病院の内科教授になり医者としての成果を残したいと日々奮闘する。
論文の盗用問題が起きた際には蛭間によって論文通りの手術を推し進めた責任を取らされそうになり、一度は蛭間を見限って副院長である久保東子に乗り換える形で従っていたが、後に蛭間が海老名の助けを借りて窮地を脱した際には保身のために西園寺と共に再び蛭間に従う事を選び、結局は最後まで彼に媚を売るようになる。その後、最終回では蛭間がある責任を取らされる形で分院に左遷される事を知り、直後に彼から「一緒に来ないか」と誘われるが、それを断った上で西園寺と共に完全に蛭間を見限り、最終的には彼の元を去って行った。
浜地真理〈54歳(第6期)〉
演 - 清水ミチコ（第6期）
ボストンハーバード医科大学 教授
→ 東帝大学病院 総合内科部長（次世代がんゲノム・腫瘍担当）・教授（第6期）
丹下副院長の口利きで東帝大学病院に勤務。既婚で優秀な子どもが2人。旦那は歯科医。岐阜県出身。横浜に庭付きの家を持っている。東帝大医学部の首席卒業であることや留学経験、医学賞の受賞歴を鼻にかけている。権威や権力、忖度を重んじていて「“切った張ったの外科治療”はもうすぐいらなくなる」という考えの持ち主。高額な薬を使った内科治療を患者に勧めるビジネス営業マンのような内科医。自慢話が多いため、未知子からは「うるさーい!」と言われる。
第8話では、蛭間に外科のサポートをするよう指示が出たのにそれに抗おうとしたため、危うく高山第18分院副院長へ飛ばされそうになる。その後は神原名医紹介所を訪れ、丹下や蛭間の悪口を言い、酒に酔って普段見せない面白い姿を見せた。
第9話では、特患である九藤勇二のファンである事が判明し、隠れファンのつもりだったが、皆にバレていた。また、未知子が九藤を救った際は、銭湯に居た未知子の所まで来て感謝の言葉を伝え、またお礼として背中を流そうとした。
最終回では、丹下を救う一心で丹下のオペを無断で承諾し、オペ室を開けたため、オペに参加した海老名たちと同様に解雇処分が下された。解雇後はミュージシャンへと転職した。
鍬形忠〈47歳〉
演 - 小籔千豊 （第7期）
国立感染症疫学研究センター・内科医
→ 東帝大学病院 総合内科副部長・准教授 （2020年4月〜第7期第4話）
→ 東帝大学病院 メディカルソリューション本部・内科リーダー・准教授 （第7期第5話〜最終話）
東帝大出身。総合内科部長・蜂須賀隆太郎の腰巾着。組織の中でのし上がろうという野心を持つ男で、今や別棟の分院へ追いやられた外科のことも見下している。自己陶酔しやすく、物事を客観的に見られないことも多々あり、よかれと思ってやったことが何かと裏目に出てしまうタイプ。加地や海老名からはなぜか「すべらない内科医」と呼ばれている。女好きで、ガールズバーに入り浸っている。ベジタリアンであり、肉は一切食べないが、最終回ではステーキを一口食しており、あまりの美味しさに感動していた。第8話では蛭間に呼び出され、蜂須賀が感染研究センターの創設後に総合内科部長の椅子を退くつもりであることを蛭間に明かす。また、そうなったら自分の立場が危うくなる可能性があると蛭間に指摘され、更にそこに現れた三国からも蜂須賀から蛭間に乗り換えるよう話を持ちかけられ、蜂須賀と蛭間のどちらにつくべきかに葛藤する。最終的に三国の夫である神部の手術が受けられるよう三国に協力するなど蛭間につく姿勢を見せていたものの、結局蜂須賀に責められ、三国共々蜂須賀に寝返ることとなった。第9話では蜂須賀が膵臓がんを患っていることを知ると蛭間に接近し、口外しないよう頼まれていた蜂須賀の病気のことを蛭間に漏らし、15年前から寄り添ってきた蜂須賀を裏切る形で感染対策センターの所長の椅子を約束させるのと引き換えに蛭間に寝返る。最終回では、建設コンサルタントの兜川と裏で手を組み、蛭間に兜川を引き合わせた上で裏工作による分院建替えを目論むも、最終的に蛭間が契約よりも手術中の蜂須賀に寄り添うことを優先したため、その事に腹を立て、部屋を出ていった。その後、兜川と共に贈収賄の疑いで逮捕された。
赤井富夫〈44歳(第4期)〉
演 - 長谷川朝晴（第4期）
東帝大学病院 総合内科・講師
地方の国立大卒。盛岡市出身。総合内科部長・黄川田高之の腰巾着。論文の盗用問題が起きた際には盗用を行う事を最初に提案したという理由で責任を取らされ、結果として蛭間から解雇を言い渡されたが、副院長である久保東子から病院に残る条件として彼女の命令に従うことを告げられ、それを受け入れたことで解雇は何とか免れた。その後、王からヘッドハンティングされず、最終回では同じくヘッドハンティングされなかった他の医師たちと集まって新年会を開いていたが、その際に左遷が決定していた蛭間に対してまるで他人事のように今までのお礼と激励の言葉を述べた。
寒蝉勇次〈35歳〉
演 - 永野宗典 （第7期）
東帝大学病院 総合内科医局長・助教
未知子や外科からのブーイングにも物おじせず、内科医としての自信とプライドを持つが、実際のところは総合内科副部長・鍬形忠の腰巾着である。鍬形と同様に女好きなようで、ガールズバーに入り浸っている。
外科と内科がカンファレンスで対立するときは率先して発言している。また、外科は感染対策が出来ていないと声をあげる。
最後は蜂須賀のオペの際に目に涙を浮かべるなど、未知子たちのオペに感激していた。
大黒幸治郎
演 - 伊藤謙心（第6期）
東帝大学病院 総合内科・医局員
清水弘恵
演 - 増田くみ（第6期）
東帝大学病院 総合内科・医局員
細川楓
演 - 有働樹希（第7期 / 劇場版）
東帝大学病院 総合内科・医局員
瀬川瑞樹
演 - 志賀野晋平（第7期）
東帝大学病院 総合内科・医局員

#### 整形外科
木元博司
演 - きたろう（第5期第9話）
東帝大学病院 整形外科部長・教授
九重遥の主治医。初診で遥の足の痛みの原因が「有痛性外脛骨」と誤診をしてしまい、結局は本当の原因を突き止めた未知子によってそれを指摘されてしまう。

#### 看護部
白州民枝
演 - 山下容莉枝（第6期第1・5話）
東帝大学病院 看護師長
第1話に関してはディレクターズカットでは出演しTV放送版ではカットされた。三原雅恵と未知子の関係を知っており、三原雅恵が執刀を断った際は説得役に未知子を指名し、また彼女が雅恵の手術を行った時には執刀を止めようとした浜地を他の看護師たちと共に妨害した。
十条さくら
演 - 佐藤美希（第4期）
東帝大学病院 看護師
赤羽葵
演 - 南りほ（第4期）
東帝大学病院 看護師
板橋ほのか
演 - 筒井萌子（第4期）
東帝大学病院 看護師
長森陽菜
演 - 久住小春（第5期）
東帝大学病院 看護師
医師と結婚することを夢見ているが、西山に見せる素振りから彼に気がある事が窺え、7話では西山に結婚についての話題を振っていた。また、表と裏を使い分けており、西山の前では未知子の陰口を堂々と叩いていたものの、逆に原の前では未知子を褒め称える発言をするなど西山以外の人たちには素を隠している。
河原里美
演 - 柴田美咲（第5期）
東帝大学病院 看護師
杉崎文菜
演 - 阿久澤菜々（第5期）
東帝大学病院 看護師
新井祐未
演 - 近藤しづか（第5期）
東帝大学病院 看護師
大間正子〈24歳（第6期）、26歳（第7期）、29歳（劇場版）〉
演 - 今田美桜（第6期 / 第7期/劇場版）
東帝大学病院 看護師 （第6期）
→ 解雇（第6期最終話）
→ 青森総合病院 看護師
→ 東帝大学病院 看護師 （第7期・劇場版）
新人だが白州師長から注意を受けるほどの残業・夜勤で働きづめだが、すべては青森の実家に仕送りをし、まだ幼い弟たちを養うため。内緒で他の病院でも夜勤のバイトをしている。
普段は標準語で話すが、相手に対する怒りや不満が爆発したり、酔っ払うと地元の訛りが顕著になる（特に悪酔いしている時は、年齢・キャリアが自分より上の者に対してもタメ口や呼び捨てで話す）。
第6期
第5話ではナースのコスプレをするガールズバーで働いていた事が判明し、一時は多古たちに見られたことで「闇営業」と騒がられるが、後に三原雅恵の手術にて未知子の助手を務めたことを機にガールズバーを辞め、仕事は看護師一本に絞る決意をした。第5話以降は立派な看護師の姿が見られた。最終話では手術室の前で手術に手を貸すべきかどうか迷っていた多古を一喝し、多古が手術室に入る決意をさせたが、自らも看護師として丹下のオペに参加したため解雇処分が下された。その後は「多古と医者がない自分の地元の青森に戻る」と晶に話したが、その際に人前で多古にキスされそうになったためビンタした。
第7期
青森から再び東京に上京し、東帝大に復帰する。看護師として真摯に、さらなる高みを目指す、頑張り屋の女性。東京にも少し馴染み、後輩ができるなど、更に成長している。自分の意思を伝えられるようになり、オペ看を任されることも増えた。
第5話では、自身が急きょ那須田の代わりにオペ看を務めることとなった五木和男の手術で興梠が犯した医療ミスの責任を押し付けられる形でクビにされそうになるが、興梠が最初に五木のオペをした時の一部始終を事細かく記していたノートが興梠の医療ミスの"決定的な証拠"となり、また未知子と那須田が再手術を成功させたことも重なって解雇を免れる。
第6話では、加地や興梠たちと居酒屋で飲んでいた際、蛭間や蜂須賀からのパワハラに愚痴をこぼす加地と興梠に悪酔い状態で方言混じりの口調で「情けない」や「悔しかったら、期待されるような医者になってみろ」と説教した。
最終話では、海老名や加地、原と共に手術室まで駆けつけ、看護師として蜂須賀のオペに参加した。その後、未知子や博美、海老名や加地、原や興梠と共に銭湯を訪れており、気持ちよさそうに満喫した。
飯野加菜〈23歳(第6期)〉
演 - 川瀬莉子（第6期）
東帝大学病院 看護師
真面目で優秀な新人だが、考え方はイマドキで、ハラスメント関係には敏感。合コンが大好きで、休みのために仕事をしているタイプ。
鈴木ひとみ
演 - 江守沙矢（第6期）
東帝大学病院 看護師
井崎聖
演 - 村松あかね（第6期）
東帝大学病院 看護師
平目祐希
演 - 松永優香（第6期）
東帝大学病院 看護師
黒木さより
演 - 瀬高レイ（第6期）
東帝大学病院 看護師
鳥飼真央
演 - 秋宮はるか（第6期）
東帝大学病院 看護師
戸田結衣
演 - 浅田光（第4期 / 第5期 / 第6期 / 第7期 / 劇場版）
東帝大学病院 看護師
与野華子
演 - ふるかわいずみ（第4期 / 第5期 / 第6期 / 第7期 / 劇場版）
東帝大学病院 看護師
江波戸麻里
演 - 原口夏穂里（第6期）
東帝大学病院 看護師
松枝沙英
演 - 中野歩（第6期）
東帝大学病院 看護師
木戸絵梨
演 - 橘美緒 （第7期）
東帝大学病院 看護師
柿谷亜矢
演 - 宇乃うめの（第7期）
東帝大学病院 看護師
川咲桃子
演 - 大谷凜香（第7期）
東帝大学病院 看護師
兜坂尚子
演 - 村岡希美 （第7期第5話）
東帝大学病院 看護師

#### 関係者
白水里果〈26歳(第4期)〉
演 - 田中道子（第4期）
東帝大学病院 病院長秘書
表向きは愛人として蛭間に忠実に尽くしており、人の目が無いところでは常にイチャついているが、その本性は金とスティタスが大好きで、蛭間を手玉に取っている魔性の女。そのために南からは「下品な秘書」と呼ばれていた。西園寺とも愛人関係にある。
蛭間が病院を留守にしている間に、有名人である八乙女悠太が特患として極秘入院したことを西園寺から聞いた際、病院内で見かけた八乙女の姿をこっそりとスマホで撮影し、久保達が「情報管理の徹底」に奔走しているにも関わらず無断でその写真をSNSに投稿して病院にマスコミが押し掛ける等の混乱を招いた。その後、最終回では蛭間が左遷される事を知り、それによって落ちぶれた彼に愛想を尽かした上で愛人関係を絶ち切り、最終的には晶がお土産に持ってきたメロンを持ち逃げしてしまう。
中谷恵子
演 - 是永瞳（第5期）
東帝大学病院 病院長第一秘書
蛭間の愛人。スレンダーで脚が長く、色っぽい雰囲気を持つ女性。実は空手が得意という一面も。蛭間院長と2人きりになると大分弁を話すこともある。猪又からブランド品をプレゼントされて彼を「院長代理」と呼ぶなどコロっと態度を変える事がある。また、蛭間を良く思わない事もあり、第5話ではソンタくんと将棋を指していた蛭間が汚い手を使ってまで勝った際には「大人気ない」と毒を吐いていた。
ソンタくん
演 - Nao / 声 - 岩崎ひろし（第5期）
東帝大学病院 病院長第二秘書
東帝大学病院の院長に返り咲いた蛭間重勝の第二秘書として、院長室のデスク上に置かれているロボット。病院の経理と直接オンラインで繋がっており、目で見たものを判別することができ、実際に晶が持ってきた高額な請求書を「ぼったくり」と言い放ち、更には「払えません」とまで言い返している。また、第5話では蛭間と将棋を指した際に一度は勝利したが、それを良しと思わなかった蛭間と海老名の汚い手に乗って負けを認めるなど、変に気遣いをするといった一面も見せた。最終回で蛭間が逮捕された時にはサヨウナラと発言していた。
伊倉瑠璃〈26歳(第6期)〉
演 - 河北麻友子（第6期）
東帝大学病院 病院長秘書
「グローバル化の波に乗り遅れまい」として蛭間院長が雇った帰国子女で、英語が堪能。同じく外国帰りの村崎と、英語で軽妙な会話を交わすことも。麻里亜の事をあまり良く思っていない。「（AIにアイと付けた事に対して）センス無い」「あんたなんてとっくに終わってるし」「悪の巣窟」など英語で蛭間に面と向かって悪口を言う事もある。
7話では患者であるセブンの通訳を務め、また英語が苦手な加地に英会話の指導を行った。最終話では秘書を辞めており、村崎と結婚することやシアトルに移り住むことを晶に語った。
事務長
演 - 渡部遼介（第6期第1話）
東帝大学病院 事務長
丹下たちが着任してからは営業不振の責任として東帝大を出て行った。
鮫島有〈42歳(第6期)〉
演 - 武田真治（第6期）
東帝大学病院 事務長
ニコラス・丹下副院長の秘書。ミステリアスな男だが、誰よりも崇拝しているニコラス丹下のために使用人でありながら右腕として病院の金庫番・広報マン・危機管理担当の役割を担う。当然規則や命令には忠実で、未知子の解雇を丹下に打診したり、神原が岩田一子の手術における未知子と城之内の給料の請求書をメロンと共に渡した際には未知子が「AIの指示に従って手術する」という丹下の指示を無視したことに関する「契約違反金」などの名目で高額の費用を請求して彼を「これは（あまりにも金額が高くて）お支払いできませんので、これ（メロン）で勘弁して下さい」と怯ませる等、逆らう者には容赦しない一面を持っている。また、未知子の振る舞いや言動は快く思っていないものの、反面では後述の事もあって彼女の医者としての腕前だけは認めている。
丹下の別荘に向かう途中にがけ崩れに遭い、岩に腕を挟まれてしまったが、未知子に救われる。7話では東京地検特捜部に逮捕される事になった丹下の無実を訴え、また彼を逃がそうとするも失敗した。9話では掌を返すようにして丹下を裏切り、司法取引に応じて「ヘキサゴンブリッジの件は丹下の指示で動いた」と拘置所の取調官に白状した。最終回ではあっさり蛭間側に付き、蛭間ファンドの設立を進言し、ファンド設立や融資を募る為にチャリティコンサートを企画するなど奮闘した。その後、未知子がコンサート中に勝手にオペを始めた際は裏切った罪悪感から見学室で丹下に向かって頭を下げ、また手術を見守ったり、成功した時には胸を撫で下ろした。術後は海老名たち医局員や看護師らを解雇した蛭間から穴埋めを頼まれ、自らの口利きで海外から何人かの優秀な医局員を東帝大に招聘するも、オペ後既に蛭間と組むと自分に何か災いが起きてしまうと見切りを付けており、新しく東帝大の病院長に就任したマッカートニーと共に蛭間の解雇を取り決め、手のひらを返した。
アイ
演 - 池田昌子（声の出演・第6期）
ニコラス・丹下が導入したAI。命名は蛭間。伊倉からは「（蛭間の命名が）センス無い」と評されていた。
なかなか高性能なようで、四日市選手の病名と標準術式を言い当て未知子に「なかなかやるじゃん」と言われていた。
最終回では潮が丹下の術式を学習させており、手術をサポートした。
三国蝶子〈55歳(第7期)〉
演 - 杉田かおる（第7期）
東帝大学病院 広報部長
病院長代理兼総合内科部長である蜂須賀隆太郎の右腕。東帝大学経済学部を主席で卒業した才女で、ヘッドハンティングによってさまざまな業界を渡り歩き、現在に至る。仕事第一の有能かつ冷静な女性だったが。蜂須賀と同じく感染症に敏感で、外科分院の医者たちが大声を出したりする度に「飛沫が飛ぶ！」と怒鳴っている。蜂須賀のケミカルサージェリーの理想を叶えるために、補助金の工面に奔走する。第3話では科研費の増額を便宜してもらうと考えた蜂須賀のセッティングにより前から不倫の関係にあった厚生労働事務次官の神部八尋と会食するが、そこをあらかじめリークしていた週刊誌に激写させることで不倫の事実を世間に公にし、その後は妻と離婚した神部と略奪婚をすることで目論見通り厚労省への太いパイプを手に入れることに成功した。また、たこつぼ心筋症を発症し、入院するも、未知子の執刀により完治する。その後、神部との不倫が公になった際に最初に蜂須賀から後始末をお願いされた通り責任を取って辞表を提出するが、目論見を見抜いていた蜂須賀から協力を求められたことにより自ら辞表を破り捨てる。第8話では蜂須賀が感染研究センターの創設に漕ぎ着けたことでいずれ自分の立場が危うくなるのではと懸念し、蜂須賀を潰すために彼に見切りを付けて蛭間に接近し、鍬形にも話を持ちかける。その後、夫の神部の癌の手術を蛭間にお願いし、神部が完治した後は蛭間との約束通り神部に蜂須賀への科研費の協力を打ち切らせるが、それを神部が蜂須賀に伝えた際に蜂須賀から感染研究センターの科研費を国際的な協力で募ると告げられ、更には蜂須賀に全てを見抜かれており、遠回しに責められたことで結局は蜂須賀に寝返る。最後は蜂須賀のオペの際に目に涙を浮かべるなど、未知子たちのオペに感激していた。
朝蜘優衣〈27歳(第7期)〉
演 - 結城モエ（第7期）
東帝大学病院 外科分院・分院長秘書
蛭間の秘書。蛭間の指示をキッチリこなす優秀な秘書だが、その一方でゴシップやスキャンダルが大好き。暇さえあればスマホ片手に院内パトロールに勤しみ、噂の種を収集している。医師たちの覇権争いにはまったく興味がないものの、面白がって冷ややかに見物。時々さらっと、なかなかのドSっぷりも見せる。

#### 蛭間夫人と娘
晶曰く、病院内での医師の権力と婦人会での妻の権力は鏡写しのようなもので、婦人会でもドロドロとした権力争いが起こっている、とのこと。
蛭間華子
演 - 藤真利子（第2期第2話・第3話・第4話・第6話・第8話・最終話 / 第4期第9話 / 第5期第1話・第7話 / 第6期第3話・第5話 / 第7期第1話・第2話・第9話・最終話）
帝都医科大学付属病院・白薔薇会会長（第2期）
→ 東帝大学病院・東帝婦人会会長（第4期・第5期・第6期・第7期）
蛭間重勝の妻。子どもは一人娘の裕華子がいる。贅沢好きで非常にプライドが高く、院内の患者の受け入れについて口を出す事もある。蛭間の教授歴が長いため婦人会の中では王道を歩いてきている。
第2期
華子を中心に活動している帝都医科大学教授の夫人会「白薔薇会」を取り仕切っている。医療ボランティアウーマン賞を受賞している。話が長く、奥様方からげんなりとした表情をされている。病室で、蟹江と三村が内科外科こだわらず頑張っていくという会話をしていたのをドアの向こうからこっそり聞いて、その発言に怒り、外科統括部長の夫人という立場を利用して、蟹江・三村両夫人を白薔薇会から追い出し、両教授を本院から追い出すという酷い仕打ちをした。
第4期
慶林大学病院・慶林夫人会とは醜い争いを繰り広げており、未知子からは「ヤンキーの番長」と呼ばれた。慶林大の人間である映美を東帝大で受け入れるのが我慢出来ず、映美を追い出す為に東帝婦人会のメンバーの手を借り慶林大の悪評をネットに書き込む。
慶林大学病院婦人会との社交ダンス大会では南に助っ人を頼み、「何を考えているか分からない女」と評しつつも形勢逆転して優勝という結果に非常に満足していた。
第5期
北海道・知床での暮らしに退屈していた。
内神田夫人から従妹のお見合い相手を探してほしいと頼まれ、原を紹介するが、彼の元恋人が現れたことでお見合いは破断し、「面子を潰された」と激怒する。最後まで原がお見合いを断ることに腹を立てていたが、ある事をきっかけに内神田に貸しを作れたことを知って有頂天となり、夫人から再度責められても全く意にも返さず、また原の排除を告げられても「致しません」と言い返した。
第6期
東京拘置所に居る夫・重勝を見舞い、竹田邦子を紹介する。
SNSにハマっており、重勝から結婚記念日にSNS映えするレストランに連れていかれ、喜んだ。
第7期
蛭間が病院長を解雇されてから外科分院の分院長に返り咲いたものの、蛭間が病院長ではないため、婦人会会長ではなくなった。自宅でリモートワークをする様子を隣で見守る。コロナ疲れを感じている。第2話では、前年にコロナを恐れて行けなかった人間ドックを受けに来院。秘書から二木と手を握る写真を入手し、蛭間の女癖の悪さを改めて知らされた。その後、第4話で蛭間が院長代理に返り咲いたため、華子も婦人会の会長に再任となった。第9話では、具合が悪いと言って東帝大に来院するが、蜂須賀に病院長以外の役員の任期を一期一年に制限するという事実上の権力剥奪を言い渡されて反撃の策を練る蛭間にぞんざいに扱われ、そのまま帰宅しようとしたところで未知子と出会い、異変を察知した未知子の診断と検査により医局の誰もが手術適応外だと判断せざるを得ないほどの重度の膵臓癌を患っていることが判明する。その後、蛭間に病気のことを言わないように未知子に言った時に未知子から「妻の病気より大変なことってこの世にある？」と聞かれ、初めて家族そっちのけの蛭間への愛が冷め、娘の裕華子を出産するときも蛭間は先輩医師の教授選の根回しで立ち会わなかったりなど家族の大切な時期に寄り添わなかったことに気付き、離婚届を書いて海老名に差し出し、蛭間に渡すように頼んだ。その後は退院したら新たな人生を歩むことを決意し、未知子のオペにより命を救われた。また、未知子が親切に検査をしてくれたことで長年の未知子に対する嫌悪感がなくなり、信頼するようになった。また、今回病気になったことで今までの贅沢好きで、プライドが高い性格が改められるようになった。最終話では、退院して蛭間の元を訪れ、患者よりも私用を優先しようとした蛭間を怒鳴りつけ、その後は心変わりした蛭間と共に蜂須賀の無事を願いながらオペの様子を最後まで見届けた。その後、蛭間に改めて離婚届を差し出し、家を出て行こうとしたところで請求書を渡しに現れた晶と会い、そこで自分を救った謝礼として支払いを了承する蛭間の姿を目の当たりにし、蛭間を見直すが、その事で上機嫌になったのか、晶が蜂須賀の手術の請求書を渡した際には支払いを拒否しようとした蛭間の間に割って入り、家と別荘、自分が身に付けている装飾品などを売りに出してでも支払うと了承した。
蛭間裕華子
演 - 藤岡沙也香（第2期第4話・第6話・第8話・最終話）
重勝と華子の娘。
幼少期に発症した悪性黒色腫が転移し、肝尾状葉に5cm大の腫瘍が見つかり、近藤忍に執刀を依頼する。近藤が生体腎小腸交換移植手術の論文を出してからは近藤との縁談が進められ、主任教授にならないと結婚してあげないと言いつつも近藤のことを好んでいる。箱入り娘のため、周りの男性から避けられているが、夜に遊びに行く女友達はいる。

### 帝都医科大学付属病院
第1シリーズ及び第2シリーズの舞台となる関東にある名門難関私立医科大学本院。通称は「帝都医大本院」と言われている。本院の教授のほとんどが東帝大学医学部出身が多く、東帝大医学部では植民地扱いされている病院。美味しいポストは東帝大の教授陣が独占している。第3病院は東京都にある本院の出店的な存在である。通称「帝都医大第三分院」と言われている。

#### 本院

##### 幹部、関係者
病院長
演 - 児玉謙次（特別出演・第1期最終話）
帝都医科大学付属病院 病院長・教授
毒島が第三分院の第二外科の解体を教授会で宣言したときは、「それしかないですね」と第二外科の解体に許可を出した。
勅使河原ら教授陣で決定した毒島の解雇を最終的に決断した人物。また、人を見抜く力が人一倍あるため、勅使河原の悪事を見抜き、彼を院長選から外し、懲戒免職という形で責任を取らせた。
勅使河原毅
演 - 小林稔侍（特別出演・第1期1話・2話・最終話）
帝都医科大学付属病院 外科主任教授
蛭間の先輩でもある毒島教授でさえも頭が上がらない人物。リークと足の引っ張り合いでしぶとく勝ち登った。腹黒い毒島より更に数十倍腹黒い。本院の病院長選挙に出馬する。本院院長選で最有力候補だった毒島教授が第三分院に飛ばされたのは、勅使河原が上層部に色々とリークをしたからとされる。
杖を持ち歩き、腹が立つことがあると、杖で叩く癖がある。夕食は高級鉄板焼き。
鳥井の手術の際に土方ではなく、フリーランス外科医として活動している未知子に不快感を示す。また、オペ終了後は記者たちをステーキ屋に招待した。未知子にステーキが好きか尋ね、鉄板焼きへ招待しようとしたが、致しませんと断られ、少し笑みを浮かべてから杖を叩きつけて怒りを露わにした。
一部始終を見ていた取材陣に口止めをし、更には毒島を潰すために八木了に暴露記事を書かせ、第三分院だけではなく他の分院や本院にも被害を及ぼさせた上に病院の信用も失墜させて来院する患者を急激に減らすことで毒島に懲戒免職という形で責任を取らせる。しかし、後に毒島の一件から病院長によって悪事を見抜かれたことで自身も本院の院長選から外され、毒島と同様懲戒免職になり、そのまま定年退官した。廊下では教授仲間との話で、これからの大学病院にはドクターXと呼ばれるような輩が必要になるかもしれないと言っていた。
烏丸金男〈60歳(第2期)〉
演 - 笹野高史（第2期）
帝都医科大学付属病院 事務長
病院経営を管理し、経費削減を目標としているため、未知子の法外な報酬が許せない。典型的な「長いものに巻かれよ」精神で蛭間の方針に従う。
事務長としての仕事が多忙なためか、基本的にカンファレンスにはあまり出ない。
口が軽く、神原や未知子、博美におだてられた結果、特患・浅井久恵の病名を漏らしてしまう。麻雀ができる。
鵜沢信〈40歳(第2期)〉
演 - 六角慎司（第2期）
帝都医科大学付属病院 事務長補佐
烏丸の腰巾着でイエスマン。御意が決めゼリフ。烏丸と共に本院へやってきた。鈍臭く、未知子をカンファレンスから追い出すのに転んで時間がかかる。第8話の第二外科主任教授選立候補者紹介では烏丸に小声で海老名のコンプレックスとも取れるような内容を言っていた。
照井珠緒〈31歳(第2期)〉
演 - 笛木優子（第2期）
帝都医科大学付属病院 外科統括部長室 公設秘書
蛭間の愛人。蛭間に呼ばれたため本院へやってくる。プライドも嫉妬心も人一倍強く、蛭間に近づく女性に常に目を光らせている。一時は東帝大の院長秘書になることを夢見ていた。

##### 第二外科
鷹野七起〈55歳(第2期)〉
演 - 浅野和之（第2期第1話・第6話 - 最終話）
昭和33年7月28日生まれ。石川県出身。。
帝都医科大学付属病院 外科主任教授（第2期第1話）
→ 帝都医科大学付属金沢第18分院 病院長・教授（第2期1話〜6話）
→ 帝都医科大学付属病院 第二外科・教授（第2期6話〜最終話）
東帝大学医学部出身。患者数増加により経営改善に貢献したと自負していた。FOLFILINOXの研究真っ最中であった彼は経費削減と回転率向上を掲げる蛭間とは相性が悪かった。教授会の真っ最中で、主任教授選をやると蛭間が宣言した時は主任教授選は半年前に行ったばかりで外科医局の体制も整ってきたからやらない方が良いと発言したことがきっかけで、金沢第18分院への左遷を言い渡される。研究中だったFOLFILINOXの研究論文がパリの学会でクライファート賞の候補に挙がり、馬淵の力で本院第二外科教授に再任し、蛭間と敵対する馬淵の駒として主任教授選に出馬することになる。特患・浅井久恵の手術中に腸閉塞を起こして倒れ、未知子によって命を救われる。
厚労省 浅井医政局長の母親の「門脈合併切除伴う膵頭十二指腸切除術」を成功させたことから大門に、「多臓器体外摘出腫瘍切除術」の小腸分野の共同執刀医として指名される。
村田九留美が本院にいたときの担当医。蛭間の判断によって村田を転院させられてしまう。
近藤同様、選挙中に退室し、「多臓器体外摘出腫瘍切除術」の共同執刀をする。その一件後、病院を去る。
近藤忍〈38歳(第2期)〉
演 - 藤木直人（第2期）
昭和50年7月19日生まれ。東京都出身。。
奈良国立医科大学付属病院 第二外科・医局員
→ 帝都医科大学付属病院 第二外科・講師（2013年4月〜第2期第6話）
→ 帝都医科大学付属病院 第二外科・教授（第2期6話〜最終話）
奈良国立医科大学出身。奈良国立医科大学附属病院は帝都医大の関連病院のため、帝都医大ともコネクションがあった。海老名教授夫人をはじめとする白薔薇会の夫人達には1年前に第二外科に入局した時から一目置かれていた。学歴や年功序列のため、医局内では単純なルーティンの手術しかさせてもらえず、自身のスキルアップのために未知子に関心を持つ。出世のために馬淵や蛭間に近づいたり未知子の術式を盗んだりする目ざとさがある。看護師の橋本理沙と体の関係を保っており、看護師や白薔薇会の婦人たちからモテている。
未知子の考案した「生体腎小腸交換移植手術」を成功させた功績が認められ、蛭間の娘との縁談とともに教授に特進し、主任教授選に出馬する。
蛭間の娘の難手術「コーデイト・ロベクトミー」を成功させたことから大門に、「多臓器体外摘出腫瘍切除術」の肝臓分野の共同執刀医として指名される。
蛭間部長の力添えもあり有利な立場にはあったものの、選挙の真っ最中、大門が執刀する「多臓器体外摘出腫瘍切除術」の共同執刀をしに、退室する。
その一件後も、帝都医科大学にて覇権を握るという自身の夢を諦めず、病院に残った。
家族は父・六助。
亀山久〈40歳(第2期)〉
演 - 猪野学（第2期）
帝都医科大学付属病院 第二外科・准教授
「御意三兄弟」の二男。海老名に付き従うことで自分も出世しようと考えていたが、先に近藤が教授になり落胆する。
鶴田匠〈38歳(第2期)〉
演 - 野間口徹（第2期 / ドクターY〜外科医・加地秀樹3）
帝都医科大学付属病院 第二外科医局長・助教（第2期）
→ 海外留学
→ 帝都医科大学付属静岡第11分院 総合外科・講師（ドクターY〜外科医・加地秀樹3）
「御意三兄弟」の三男。いつも亀山と共に海老名を持ち上げる。総回診の挨拶担当。
ドクターY〜外科医・加地秀樹〜
こちらを参照。
鮎川司〈25歳(第2期)〉
演 - 満島真之介（第2期）
帝都医科大学付属病院 第二外科・研修医
純粋に一人前の医者になるべく奮闘中。まだ院内政治に疎く、日々先輩医師達から色々と吹き込まれている。
田中竜也
演 - 清水一希（第2期）
帝都医科大学付属病院 第二外科・研修医
板井茂
演 - 山元隆弘（第2期）
帝都医科大学付属病院 第二外科・研修医
バンハーン・パホンポンパユハセーナー
演 - シブリ・エフマッド（第2期）
帝都医科大学付属病院 第二外科・研修医
タイ国籍の研修医。最終回で友人がタイの大金持ちとマブダチでその息子の足の怪我を治して欲しい、と名医紹介所に電話を掛けた。

##### 教授陣
馬淵一代〈58歳(第2期)〉
演 - 三田佳子（第2期）
帝都医科大学付属病院 内科統括部長・教授
利用できるものはすべて利用して現在の地位まで登りつめた、別名「帝都大の女帝」。常に10cm以上のピンヒールを履いている。毒島とは東帝大時代から仲が良かった。競馬レース中の事故で骨折した愛馬のサラブレッドの手術を完璧にこなした未知子を見込み、本院へスカウト。自身の執刀医として指名し、「個人情報を一切明かさない特別患者」として大腿部骨肉腫瘍の手術を受ける。その際、蛭間に「山口淳子」という仮の名前が付けられた。その後、未知子と共に手術に参加していた水野と海老名ら「御意三兄弟」が、（手術が失敗した際の）責任追及を恐れて手術を途中で放棄した事を近藤から聞き、水野達を査問委員会に掛けない条件として、未知子を正式に雇うよう蛭間に要求した。当初は未知子を自身の手駒にしようと画策し、手なずけていたつもりが独断で勝手な行動をする彼女を目の当たりにして、契約を解除。術後の経過はかなり良好で、第3話まで杖をついて行動していたが、その後は自力で歩行できるまでに回復している。第4話〜第5話まではパリへ行っていて、旅の「収穫」として鷹野前主任教授を第二外科に着任させ、蛭間を潰す新たなる馬として迎えた。外科統括部長である蛭間とは出世をめぐる対立関係にあるが、実は彼女こそが蛭間の最初の愛人だったという噂もある。最終話では、フランス正規滞在許可証を取得し退職、パリへ移住する。
水野義雄
演 - 大高洋夫（第2期第1話）
帝都医科大学付属病院 整形外科部長・教授
蛭間外科統括部長との関わりが少ないせいか「御意」のタイミングが他の医局員より遅れる。

##### 看護部
橋本理沙〈24歳(第2期)〉
演 - 水沢エレナ（第2期）
帝都医科大学付属病院 看護師
計算高い一面があり、出世すると見込んだ近藤に近づき、ホテルで密会する。その際、近藤を色香で惑わす為に、全裸になる。裕華子のオペは途中から近藤が執刀医として手術を行ったことを蛭間にバラす。
星野あかり
演 - 有川加南子（第2期）
帝都医科大学付属病院 看護師
辺見たか子
演 - 浅田光（第2期）
帝都医科大学付属病院 看護師

#### 帝都医科大学付属第三病院（分院）

##### 教授陣
土方幾也〈38歳〉
演 - 山本耕史（第1期第7話・最終話）
東帝大学病院 消化器外科・研修医 （1999年）
→ 東帝大学病院 第一外科・助手（2004年）
→ シカゴ医科大学病院 外科医（2006年）
→ シカゴ医科大学病院 教授 （2012年4月）
→ 帝都医科大学付属病院 消化器外科部長・教授 （第7話以前）
→ 帝都医科大学付属第三病院 第二外科部長代理・教授（第7話〜第8話）
→ シカゴ医科大学病院 教授 （第9話以降）
東帝大学時代の大門の同僚。極度な潔癖症。鳥井教授の昔の教え子で海外経験豊富な消化器外科及び生体肝移植の権威。38の若さでシカゴ医科大学病院の教授になって凱旋帰国したばかり。毒島の新たなる策略で本院から呼び寄せられた帝都医大のカリスマ。鳥井教授の手術を毒島から依頼され、オペ室に入室し開始しようとするも、「真実」を知って退室する。退室後、ドナーのグラフト摘出を勤める。一連の騒動後は、身の安全のためシカゴへ戻る。
他人と握手をした後、必ずハンカチで手を拭く。
相馬圭一郎
演 - 石丸謙二郎（第1期第5話）
帝都医科大学付属第三病院 小児外科部長・教授
自分の命令に一番従順で扱いやすい岸田を准教授に昇格させる。本院時代から分院を植民地扱いしている節がある。第三分院の小児外科医局を研究の道具にしている。第二外科部長の鳥井教授とは、次期第三病院の院長の座を狙っているライバル同士。
鳥井と同様に手術が苦手で論文と根回しで教授に上り詰めた学者馬鹿。
次期院長の座を狙っていたが五木田早紀の診断ミスで毒島から切り捨てられる。
岸田卓也
演 - 福士誠治（第1期第5話）
帝都医科大学付属第三病院 小児外科・准教授
早紀の主治医。城之内博美の元夫で舞の父。イケメンで女性職員や患者に人気がある。五木田早紀の手術後、相馬教授の助手をすっぽかし、舞のお遊戯会を見に来た。

##### 看護部
千葉園子〈42歳(第1期)〉
演 - 紫吹淳（第1期）
帝都医科大学付属第三病院 チーフ看護師
小池理恵〈26歳(第1期)〉
演 - 山本美月（第1期）
帝都医科大学付属第三病院 看護師
駆け出しの新米看護師。主に器械出しなどを担当している。
加藤実夏
演 - 米沢瑠美（第1期）
帝都医科大学付属第三病院 看護師
高瀬洋美
演 - ふるかわいずみ（第1期）
帝都医科大学付属第三病院 看護師
関野智子
演 - 松之井綾（第1期）
帝都医科大学付属第三病院 看護師

##### 関係者
寺山金子〈52歳(第1期)〉
演 - 室井滋（第1期）
帝都医科大学付属第三病院 事務長
コンプライアンス遵守と経費削減にうるさいが、上司や上得意からの押しには弱い。3人の外科医が一斉に退職したことで困り果て、昔からの知り合いである神原からお試し期間として安価な値段で人材を斡旋してもらう。ズバズバと言いたいことをいい、コンプライアンスを守らない未知子を嫌っていて、存在そのものがコンプライアンスに違反しているとまで言い放った。最終回では、毒島がいないと油断し、本音を溢す。
半田正〈40歳(第1期)〉
演 - 政岡泰志（第1期）
帝都医科大学付属第三病院 事務次長
寺山の忠実な部下。「御意（「仰せの通りに」の意）」が口癖で、御意以外の台詞がほとんどない。
奥村藍〈25歳(第1期)〉
演 - 林丹丹（第1期）
帝都医科大学付属第三病院 第二外科教授室・私設秘書 (第1期)
→ 帝都医科大学付属第三病院 麻酔科教授室・私設秘書 (第1期最終話以降)
鳥井の愛人。初対面の時、未知子を鳥井の新しい愛人だと勘違いして嫉妬する。
鳥井のがん発覚に際して未知子から肝臓の提供を持ちかけられるがそれを拒否し、彼の手術後は、妻の肝臓がいつも見張っている鳥井から乗り換え麻酔科教授私設秘書になる。
白木透〈35歳(第1期)〉
演 - 小松和重（第1期）
帝都医科大学付属第三病院 放射線科医局長・助教
二階堂登の手術で未知子の行った術式をインターネットで調べていると、かつてキューバで同じ術式を行ったドクターXという謎の医師がいることを探り当てる。
鳥井のレントゲン写真を見て彼のがんを最初に見つけ、本人に知らせるが、口外しないよう頼まれる。最終話で、ドクターXは世界中に何人もいることを知る。

### 国立高度医療センター
東京都にある国内最高峰の国立病院「国立高度医療センター」が舞台。センターは東棟と西棟があり、それぞれ診療科があり、東棟診療部では「東帝大学病院」西棟診療部では「西京大学病院」の覇権争いが絶えない。また、総長室は西棟3階にある。

#### 歴代総長
本院では副総長または副院長の役職がなく、診療部長が総長代理を務める。
黒部徹也
演 - 中尾彬（第3期第1話）
国立高度医療センター 総長 （第3期第1話）
総長を2期4年間務める。浪速の饅頭が大好物。
総長の職に就いて「東帝大学」・「西京大学」の派閥の対立を煽ったり、業者と癒着するなどして私腹を肥やしていたが、後に理事会の決議によって解任される。東と西の権力闘争では、饅頭をくれたところに加担する。
天堂義人〈68歳(第3期)〉
演 - 北大路欣也（第3期）
国立高度医療センター 理事（第3期第1話）
→ 国立高度医療センター 総長（第3期第2話〜最終話）
→ 日本医療産業機構 理事長（第3期最終話）
汚職にまみれた黒部を失脚させ、総長に就任。国家事業である医療センターの大幅な改革の断行を宣言し剛腕を振るう。さらに、未知子の手腕を目の当たりにして彼女を医療センターに迎え入れる。
その正体と本心は謎に包まれており、またミステリアスな言動をたびたびする。総長に就任した際には、外科・看護部の職員全員に辞表を配布し、その後もチャンスをものにできないということや、医師として倫理的に問題があるとして双葉・足柄・談合坂・富士川に辞表を書かせている。
ジャーナリストの四方宏に足柄と双葉を解雇した理由については当医療センターで最高の技術を患者に提供できない医師は必要無いと考えている。
日本の医学界を思う気持ちは本物であり、神原も天堂を「今まで出会った医者の中で、最も未知子のことを理解している」と、その手腕を認めている。
自らの理念を体現するために十勝を利用して日本医療産業機構の設立に尽力し、その理事長となる手筈であったが、一介の医者が医療行政に口出しすることを良しとしなかった内閣官房長官の羽生稔によって解任される。その後、あくまでも目の前の患者を救うことに全力を向ける未知子を目のあたりにし、自らも一人の外科医として再出発することを決意する。

#### 戦略統合外科（旧東棟診療部）
「東帝大学医学部」派閥に属し、東帝大出身者で占められている。
西棟外科と東棟外科の統合により西棟外科・東棟外科の分割組織体制を脱却し、戦略統合外科として新しい組織体制でスタートする。
足柄信太郎〈39歳(第3期)〉
演 - 高橋和也（第3期第1話 - 第3話）
国立高度医療センター 東棟 総合外科医長（第3期第1話）
→ 国立高度医療センター 戦略統合外科医長（第3期第2話〜3話）
東帝大学医学部出身。真面目な性格の愛妻家で、「ミスタークリーン」と呼ばれていたが、患者と不倫をしていたことが発覚し、更には相手に送った求愛メールを旧西棟に掴まれて天堂に報告されたことで辞表を書かされる。

#### 戦略統合外科（旧西棟診療部）
「西京大学医学部」派閥に属し西京大出身者で占められる。
前任の外科部長・談合坂や副部長の双葉に外科医長の阿智の三人組を大門は団子三兄弟と呼び、他の西棟医局員は笑う。
第5話で当時の外科部長の談合坂が辞職し海老名部長が東西を完全統一し旧東棟と合併することになるが、第7話で西京大学病院から名医が登場し、旧西棟出身の救世主が登場する。
双葉健児〈45歳(第3期)〉
演 - マキタスポーツ（第3期第1話・第2話）
西京大学医学部付属京橋病院 脳神経外科・准教授（第3期第1話以前）
→ 国立高度医療センター 西棟 総合外科副部長（第3期第1話）
→ 国立高度医療センター 戦略統合外科副部長（第3期第2話）
西京大学医学部出身。西京大学派の脳腫瘍摘出、ロボット手術ができる外科医は双葉副部長のみである。談合坂に脳外の名医として一目置かれていたため、呼び寄せられて同センターに着任した。
手術の腕には優れているが、気が弱い。風間教授の手術中にミスを犯し、結果として未知子に救われたが、結局はミスを理由に辞表を書かされる。
阿智祥三〈42歳(第3期)〉
演 - 木下隆行（第3期）
国立高度医療センター 西棟 総合外科医長（第3期第1話）
→ 国立高度医療センター 戦略統合外科医長（第3期第2話以降）
西京大学医学部出身。西京大学派閥の中級幹部。旧西棟出身で唯一の生き残りである。飴が好物。
談合坂昇〈58歳(第3期)〉
演 - 伊武雅刀（第3期第1話 - 第5話）
国立高度医療センター 西棟 総合外科部長（第3期第1話）
→ 国立高度医療センター 戦略統合外科部長（第3期2話〜第5話）
生年月日 昭和31年7月28日
出身高校=西京大学付属第三高等学校卒。西京大学医学部出身。
専門は呼吸器であり、胸腔鏡手術の第一人者である。
蛭間病院長の指示に従って旧東棟の医局員を画策にはめ失脚させる事を企んでいる。
海老名と同じく、上役に弱く部下には強い態度で接する人間。海老名を潰すがために患者の特異体質を故意に隠したが、結局は患者の命を天秤にかけたことが発覚したことで解雇される。
第4期・第5期では東帝大学病院の新院長に就任した蛭間に花束を送っている。
富士川清志郎〈50歳(第3期)〉
演 - 古田新太（第3期第7話 - 最終話）
西京大学病院 統括外科部長・教授
→ 国立高度医療センター 戦略統合外科部長（第3期第7話〜最終話）
談合坂の後任で西京大学から赴任する。手術の腕に自信があり、スピードに絶対の自信を持っている。
群れや権威・束縛を好み、うえのものへの媚やおべっかはもちろん、部下への羽振りも抜群で、カネの羽振りは誰よりも良く大盤振る舞いであり、派手なパフォーマンスやトーク力を武器とするため人望は厚かった。前任の外科部長の談合坂をだんご先生と呼ぶ。
また、自身の保身のためには責任転嫁も辞さないなど、未知子とは正反対の性格をしている。十勝喜子の手術前に、神原と天堂に「世界に一つだけのネクタイ」を手渡していた（神原には「手術の前金」と一緒に渡す）が、手術当日の執刀中に神原と天堂の様子をうかがった際、2人に渡していた「世界に一つだけのネクタイ」が色・柄共に全く同じだったことに気づいて動揺し、本来使用するべきものとは異なる縫合糸を手渡すよう白木を急かす。後にそのことが原因で十勝の容態が急変した際には、「手術の失敗」を、「自分が指示したものとは異なる縫合糸を白木が渡したから」として、（実際には富士川自身がそうするよう指示していたにもかかわらず）白木に全ての責任を擦り付け、結果的に彼女を辞職する寸前までに精神的に追い詰めた。
その後、十勝の手術が失敗した「本当の原因」を突き止めた天堂から解雇通知を受けてしまい、それでも西京大学病院時代の上司であった蛭間を伴って解雇の撤回を願い出るが、突然の蛭間の裏切りによって簡単に見捨てられたことで結局は解雇された。
中丸竜哉
演 - 錦織大輔（第3期）
戦略統合外科医局員
原口悠基
演 - 嶺本晃一（第3期）
戦略統合外科医局員
長谷川直樹
演 - 小出浩祐（第3期）
戦略統合外科医局員
西京大学病院・院長秘書
演 - 筒井奏 (第3期 第1話)
蛭間の愛人。蛭間がステーキ屋で談合坂に電話で檄を飛ばしている姿を隣で聞いている。

#### 看護部
白木淳子〈55歳(第3期)〉
演 - 高畑淳子（第3期 / 第7期第8話）
国立高度医療センター 看護師長（第3期）
→ 東帝大学病院 看護師長
→ ガールズバー勤務（第7期第8話）
センター看護師長。日本看護師連合会の三原会長とも顔馴染み。
時には医師連をも威圧する極めて厳格な性格の持ち主で、他の看護師たちからの信頼が厚く、天堂からも一目置かれている。未知子を敵視していても仕事の手を抜くことはなく、的確で完璧なサポートを行う。休日には「一人カラオケ」を楽しんだり、未知子に誘われていないにも関わらず「神原名医紹介所」で神原達と麻雀に興じてはしゃいだりするなど、病院内での生真面目な態度とは異なる一面を見せている。
失敗しないと豪語する未知子に対して、失敗しない医師などいないと敵視していたものの、彼女と接していく中で徐々に能力を認めていく。
第3期
十勝議員のオペで「世界に一本だけのネクタイ」と天堂・神原の両名に渡した同じ柄のネクタイを二人が同時につけているのを見て動揺した富士川が間違えて6-0ナイロンではなく、4-0ナイロンを指示し、確認をしたものの4-0ナイロンを指示通り渡す。手術後に十勝が出血性ショック状態で容態が急変した際には富士川に責任を擦り付けられ、「病院と天堂総長の名誉を汚してしまった」としてその屈辱的な仕打ちを甘んじて受け入れることで辞職を決意し、辞表を天堂に提出するが、天堂に「今は患者の再手術に全力でサポートしてください」と返される。その後、未知子の説得に対しても「もう決めたことですから」と拒否していたところを後輩の看護師達の必死の説得により思い留まるが、後に天堂が本当の原因が富士川のミスだと気付いて彼を解雇したことで疑惑は晴れ、完全にセンターを辞めずに済んだ。
第7期
国立高度医療センターで勤務したあとに東帝大学病院で定年退職している。退職後もナースの仕事が忘れられず、ナースのコスプレをするガールズバーへ勤務している。客として来店した海老名や原と7年ぶりの再会を果たし、注射液に見せかけたドリンクを口元へかけた。
橋口礼〈25歳(第3期)〉
演 - 松島花（第3期）
国立高度医療センター 看護師
看護部の中で一番人気。 加地と談合坂のお気に入り。
真部のぞみ
演 - 夏秋佳代子（第3期）
国立高度医療センタ 看護師
山賀美凪沙
演 - 棚橋唯（第3期）
国立高度医療センター 看護師
楽本晴夏
演 - 牧佳子（第3期）
国立高度医療センター 看護師
岩崎祐子
演 - 横地尚子（第3期）
国立高度医療センター 看護師
小柄の看護師。海老名のお気に入り。
広瀬真弓
演 - 李千鶴（第3期）
国立高度医療センター 看護師
看護師9年目。最終話では蛭間重勝が入院中に総長就任が決定し蛭間新総長の公設秘書として推薦されたが「ダメよ〜ダメダメ。」と言って辞退する。阿智のお気に入り。

#### 関係者
加藤峰司〈51歳(第3期)〉
演 - 渡辺いっけい（第3期）
国立高度医療センター 事務局長
人の顔色をうかがい、風見鶏のような行動をとる小心者。メロンが好物で、神原が請求書と共に持って来るメロンに対しては敏感な反応を示していた。苦悩する職場からか海老名とは息が合っている。
関ヶ原朋子〈26歳(第3期)〉
演 - 内藤理沙（第3期第2話 - 最終話）
国立高度医療センター 戦略統合外科部長室 公設秘書
院内の情報通で東西の派閥争いに対し、高みの見物をきめこんでいる。東西両外科部長室の入口にあるデスクに座り、部長と医局員たちの談合や秘密の会話を盗聴するのが趣味。井川とは体の関係にある。
井川真澄〈29歳(第3期)〉
演 - 庄野崎謙（第3期）
国立高度医療センター 総長秘書
天堂の秘書。理事時代から天堂に寄り添う秘書。普段は寡黙で無骨に見えるが、裏では院内の情報収集などに力を傾ける。関ヶ原と体の関係にある。

### クロス医療センター
金沢の総合病院。国の先進医療開発特区になっており、主に研究が中心。内科が主力。国立高度医療センターとは対立関係にある。医療ジャーナルの病院ランキングでトップ10に入るなど、全国的にも評価されている。

#### 幹部
黒須貫太郎
演 - ビートたけし（スペシャル）
クロス医療センター 病院長
元々は外科医だったがある原因で内科医に転身し、地元の製薬会社と結託した。一見穏やかな物腰だが、何を考えているかわからない男。大門未知子の腕を見込んでヘッドハンティングし、フィギュアスケーターの氷室光二郎のオペを依頼する。裏ではよからぬことを考えている。刺客を使って未知子を襲わせ、右手に怪我を負わせた。
神原晶とは、30年前にキューバで修行した経歴を持つ。神原から医師免許を剥奪したのは、実は黒須の仕業。その際に裏切って報酬も持ち逃げし、行方をくらました因縁の持ち主。
冒頭で愛人と路上でキスをしていたところを未知子に目撃された。
青柳忠志
演 - 橋爪功（スペシャル）
クロス医療センター 事務局長
病院長の黒須貫太郎の影でマスコミ操作など、様々な裏工作の手引きをしている。蛭間とは昔からの知り合い。
神原から提示された手術請求額に地元の方言で驚愕する。
記者会見が好きで別病院の蛭間と一緒に会見に出ている。
桃井富世
演 - 鹿沼憂妃（スペシャル）
クロス医療センター 事務局長秘書
青柳局長とお揃いのメガネをかけているが、メガネにはある秘密が隠されている。

#### 内科医
緑川
演 - 佐伯新（スペシャル）
クロス医療センター 総合内科医局員
茶木
演 - 児玉貴志（スペシャル）
クロス医療センター 総合内科医局員
水沢
演 - 吉成浩一（スペシャル）
クロス医療センター 総合内科医局員

### 王超国際クリニック
中国の大富豪、王超が設立した病院。王超が高額な報酬でヘッドハンティングした優秀な医師が国籍問わず在籍している。

#### 設立者
王超
演 - 矢野浩二（第4期第10話・最終話）
王超国際クリニックの設立者で、日本の不動産を爆買いしている中国の大富豪。北野ら「東帝大学病院」の外科医や内科医の大多数をヘッドハンティングする。金にものを言わせるタイプ。
気に入った人間には相応の対価を用意するが、納得がいかない事には声を荒げ徹底的に潰そうとする。人脈が広く、妻と子供が助かった際は東帝大病院に海外のセレブを大量に紹介した。
家族は妻・十希子。

#### 医師
久保東子〈65歳(第4期)〉
演 - 泉ピン子（第4期）
東帝大学病院 婦人科部長・教授
→ ニューヨーク医科大学病院 病院長・教授
→ 東帝大学病院 副院長・教授（第4期）
→ 王超国際クリニック 病院長（第4期最終話）
新病院長に就任した蛭間重勝が追い出した前院長・久保茂の妹。
特技は身辺調査。趣味は身辺調査と麻雀。好物は餃子。産婦人科部長も兼任する。
本人の発言より、助産師資格も有している様子。
東帝大の特Sコース人間ドックは彼女が仕切っている。
一度は東帝大学初の女性婦人科部長まで上り詰めた。10年前、第二外科部長だった蛭間との主任教授選で敗北。その後は男社会の医局で爪弾きされる形で、単身アメリカに渡った。そのため、蛭間ら上層部に強い敵意を燃やす。
医療に携わる者としての考えで行動できる人物でもあり、それを蔑ろにしているという意味でも蛭間らと対立する事が多い。実際、神原事務所へ訪れた際に「（汚れた思想を）一度すっきりさせないとダメ」とこぼしている。
猜疑心が強く、他人を信用しない。人の話は聞かず、自分の言いたいことしか言わない。アメリカで初めて未知子に会った時は「掃除婦」と言っていたが、未知子の腕に惚れ込み東帝大学病院を大掃除するために雇う。しかし、自分の思い通りにコントロールできない未知子に苛立ちを募らせる。また、論文の盗用問題が起きた際には西園寺達と黄川田達を味方につけた上で盗用問題を蛭間にも押し付け、彼を辞職させようと目論むが、海老名の助けを借りた蛭間が形勢を逆転させたことで失敗に終わる。
第8話では蛭間の不在中に自らも大ファンであるスーパースターの八乙女悠太を極秘入院させる。情報管理の徹底に奔走するが、西園寺が里果に極秘情報を洩らしてしまい、SNSで情報が拡散。なんとか八乙女に手術を受けさせる事が出来たものの、手術中にコンピューターウイルスによってプロジェクションマッピングの機材が停止。未知子の手により手術は成功。その後、黄川田と南にクビを宣告するが、南に私情で患者を受け入れた事について激怒された。
最終回では東帝大の医局員が大量に王超にヘッドハンティングされる事に対して危機感を募らせていたところに南から手を組まないかと打診される。辞表を提出していた最中に大門が城之内の手術をしようと入室してきた際に蛭間が別の患者の出産を理由にオペを断る姿を見て「日本人が税金払って国立大学病院が使えない？そんなのおかしいでしょ！」と一喝し、出産手術を取り止めさせた上で自らの手で自然分娩を行った。その後、東帝大学病院の大掃除に見切りを付けて副院長の職を退き、新しく上海に設立された王超国際クリニックの病院長に就く。上海から未知子に餃子を送った。
北野亨〈42歳(第4期)〉
演 - 滝藤賢一（第4期）
東帝大学病院 第一外科・研修医 （1999年）
→ 東帝大学病院 総合外科・助手 （2004年）
→ ニューヨーク医科大学病院・外科医
→ 東帝大学病院 総合外科・講師（第4期）
→ 王超国際クリニック 外科医（第4期最終話・ドクターY〜外科医・加地秀樹2）
鳴り物入りでニューヨークから引き抜かれたスーパードクター。軟部腫瘍の権威。
東帝大学医学部出身だが、学生〜研修医時代は200人中190番台の劣等生だったため、教授や准教授たちから冷遇されていた。1974年1月12日生まれ。北海道長万部町出身。
あくまでスーパードクターとしてのプライドのみで行動し、その為なら上司や院長、患者にまで反抗したり罵倒を浴びせるなど、東帝大病院においては未知子と並んで珍しい存在でもある。
様々な最新技術のオペをこなして成功させているが、プレッシャーに弱く柔軟性に欠けるところがあり、患者の病状が進行していたり機材の不調が起こった際に匙を投げることも。大見得を切って手術に臨み、最終的に未知子に任せきりという事もしばしば。手術のスキルや考え方の違う未知子に対しては、ある種のライバル心を抱いている節もある。
原とはインターン時代の同期。経歴故か、術中を含めた会話の所々に英語が交じる。また、城之内に対してはタイプとして少なからず好意を寄せており、大門が彼女のオペをしていた際には、死なせたくないという想いから執刀を手伝っていた。
第4期
蛭間の置き土産として東帝大病院に。蛭間が辞任すると知り、理事に話を白紙にするように求めた。
実は、医局に入ったばかりの助手時代に苦い思い出を作った当時外科主任教授だった蛭間や研修医の頃から所属していた総合外科の准教授だった西園寺を見返すという目的を遂げる為に病院にやって来ていた。今の教授連中のレベルが低く勝っても意味が無いと悟った事と辞表を出した際に目的を達成した事で東帝大病院を去り、王超に高額な報酬で上海の王超国際クリニックに雇われる。開院のスピーチでは外科部長として挨拶を頼まれていた。
ドクターY〜外科医・加地秀樹〜
こちらを参照。
萬田康介〈44歳(第4期)〉
演 - 瀧川英次（第4期）
東帝大学病院 第一外科研修医 （1997年）
→ 帝都医科大学付属第5病院 第一外科・助手 （2002年）
→ 東帝大学病院 総合外科・助手（2007年）
→ 東帝大学病院 総合外科医局長・助教 （2010年4月〜第4期最終話）
→ 王超国際クリニック 外科医（第4期最終話）
神奈川県横浜市出身。
虎視眈々と出世を狙っており、日々「御意」を繰り返している。
最終回でヘッドハンティングされ、王超国際クリニックで働き始めるが、東帝大病院の前副院長の久保東子が病院長として赴任したためにショックを受ける。
中間大喜
演 - 寺井文孝（第4期）
東帝大学病院 総合外科・医局員（第4期）
→ 王超国際クリニック 外科医（第4期最終話）
青島太郎
演 - 沢井正棋（第4期）
東帝大学病院 総合内科医局長・助教（第4期）
→ 王超国際クリニック 内科医（第4期最終話）
茨城県出身。

#### 関係者
南幾子〈48歳(第4期)〉
演 - 草刈民代（第4期）
東帝大学病院 広報部長（第4期）
→ 王超国際クリニック 広報部長（第4期最終話）
東帝大学病院のブランド確立のために蛭間が招いた、ブランディングのプロ。広報部長という名目ではあるものの、蛭間や久保に就いて助言をするなど、実質的な秘書の役割もこなす。秘書としても非常に有能。常にタブレットを手放さず、日頃から職員の言動をチェックしており、評価相手が院長であろうが容赦なく×印をつける。
これまで数々の病院の経営を立て直してきた凄腕広報官で、彼女が派遣された病院は必ず全国病院ランキングでトップテン入りする、彼女に×を付けられると1ヶ月以内に病院から消えることになると噂される。医学界だけではなく、政財界にも顔が広い謎の女性。
基本的に無表情で笑顔は見せず、喋り方も抑揚が無く、冷淡な振る舞いをする。患者に対しても、西園寺の医療ミスが発覚した際にデータ改ざんを進言する、利益がなければ急患ですら相手にしない、など、雇われる身でありながら東帝大に馴染んでいる。
8話では広報部長として情報管理の徹底に奔走するが、八乙女悠太が極秘入院していた事がSNSで拡散。久保の身勝手から解雇されそうになり、珍しく激怒して荒れた口調になり、情報漏洩の原因となった里果を「下品な院長秘書」と呼んでいた。
社交ダンスを得意としており、9話の東帝大学病院と慶林大学病院の婦人会の社交ダンス大会では華子に頼まれ「東帝大学病院婦人会の助っ人」として参加し、偶然その場に居合わせていた未知子と神原を驚かせた。
最終回では東帝大学病院の医師達が王超によるヘッドハンティングを受ける中で副院長の久保と結託して上海の病院に行くことを約束し、後に左遷通告を受けた蛭間から助けを求められても「上海と繋がっている」という理由で助けを拒否した。
後藤
演 - 工藤俊作（第4期第10話・最終話）
王超の日本語通訳。

### 日本看護師連合会
三原雅恵〈73歳〉
演 - 岩下志麻（特別出演・第3期第3話 / 第6期第5話）
日本看護師連合会 会長（第3期第3話）
→ 日本看護師連合会 名誉会長（第6期第5話）
青森県出身。日本の看護師150万人のトップに君臨する。かつて「日本医師協会」と互角に渡り合い、看護師の職場環境改善に尽力し、地位向上を勝ち取った伝説の看護師であり、並の医師が抗えられない権力や発言力を持つ事から平成版春日局として医学界から一目置かれている。蛭間が東帝大で研修医をしていた時はよく世話をしていた。第6期第5話で5年ぶりに再登場。会長を退き、名誉会長におさまるものの院政を敷いており令和版春日局として「日本医師倶楽部」の会長選に口添えができるほどの権力を持ち続けている。
シングルマザーで女手一つで息子の吾郎を育てた。吾郎曰く、厳格で頑固だが孫や曾孫には優しいおばあちゃん、とのこと。息子の父親については当時入院していた有名政治家など様々な噂があったが真相は謎。未知子にだけ息子の父親が極道で息子が生まれる前に亡くなった事を話した。その名前は五郎。
気に入らない物（露出が激しい職員の服装、刺青など）は杖で叩く。
第3期
愛すべき孫・奈々子の治療を国立高度医療センターにお願いする。厳格な性格で未知子の露出の高い服装や揺るぎない自信に対して難色を示し、未知子が提案した術式「骨盤内臓全摘術」を断固拒否し“人としての尊厳”を守ろうとする。術後、天堂の進める日本医療産業機構の計画に賛同するが、その中でいずれ未知子が天堂の癌（邪魔者）になると強く警告する。
第6期
長男の「吾郎」、孫の「千明」、曾孫の「しんのすけ」、飼い犬の「シロ」と共に暮らしている。「東帝大学病院」で講演会を開催するも、時代錯誤な発言を繰り返したために浜地に追い返される。その後海老名が詫びを入れに自宅を訪れた際に倒れ、以前個人病院で受診した時に撮ったCTスキャンの画像を見た未知子の診断によって「ダンベル型神経鞘腫」を患っている事が判明するが、「ある秘密」を抱えており、それを誰にも知られたくなかったため手術を頑なに拒んだ。新人看護師・大間正子のひたむきさに感銘を受け、正子には手取り足取り親切に目をかけ指導する。さらに同郷の青森ということもありお互い津軽弁でのトークを繰り広げ意気投合する。その後、未知子と誰にも話さないと「女と女の約束」を交わしたことで手術を承諾し、博美と正子だけの極秘オペによって完治した。術後は未知子を呼び出し、約束を守った彼女に感謝した。

### 日本医師倶楽部
内神田景信〈70歳(第5期)〉
演 - 草刈正雄（第5期）
日本医師倶楽部 会長
東帝大医学部出身。妻は元東帝大学医学部長の令嬢でプライド意識が高い人物。
ステーキが好物のようで、密会の際には必ずステーキの店を貸し切ってステーキを食したり、蛭間に対しても「美味い肉が食べたい」と語っている。また、東帝大学病院のブランド維持に目を向けており、蛭間を通じて様々な策を張り巡らせている。「御意」という言葉を嫌っており、雉沢が言った際には注意を促し、蛭間も本人の前でそれを言いそうになった時には慌てて訂正していた。また、離婚を繰り返しており、その為にたくさんの息子がいる（東帝大に勤める西山もその一人だが、彼は自身が交際していたある看護婦の子供である）。
東帝大の院長だった志村まどかが患者ファーストの優先及び悪しき権力態勢の一掃を唱えた際にはいずれ日本医師倶楽部の権力も脅かされると危惧し、蛭間と組んで彼女を解任に追い込み、その上で蛭間を再び病院長に就任させる。また、当初は未知子のことを「高額な報酬と引き換えに困難な手術に挑む『医療界の癌』」として警戒する程度であったが、若手医員である伊東の母親に関する「肝膵十二指腸同時切除」が成功した際に功績の当事者である伊東が、マスコミの前で真実と、正規の東帝大学病院の医局員ではない未知子の存在を明かしたことを「これまでに味わったことが無いほどの屈辱」として怒りを覚え、その怒りの矛先を未知子に向けて本格的に彼女の排除を目論む。
第4話・第5話では医療業界にAI（人工知能）を導入しようと検討しており、手始めに東帝大に導入してその成果を以って、全国の系列病院等に導入してそのリベートを懐に収めようとしているが、その過程で東帝大時代の同僚である神原晶から未知子に対して手を出さないように頼まれる。
第8話では自ら東帝大に赴き、蛭間に対して八雲拓哉が告発している大臣たちが自身の遠い友人であることを明かし、その上で未知子以外に八雲の手術をさせるように遠まわしで依頼する。しかし、後に西山から息子であることを明かされた上でマスコミにこの事をリークしない事を条件に西山から提示された八雲の執刀を了承する。それでも息子が心配だという一心から蛭間を通じて未知子を助手に付けることで結局は彼女に執刀させるように仕向けた。また、後日に西山を呼び出し、今まで息子たちが志さなかった医者の道を志してくれた事による感謝とこれからも父親として便宜を図るつもりだと伝えるが、逆に権力の為に手段を選ばない自身の姿に疎ましさを感じた西山からは怒りと本心をぶつけられ、更には自身が残した腕時計を目の前で手放されたことで親子関係を決別される。
第9話では未知子を完全に排除する為に遂に動き出し、根回しで神原名医紹介所に東帝大への取引停止をさせた上に未知子の雇用契約をも打ち切らせ、更には雉沢を使って高額請求の件で神原名医紹介所を告訴するといった手筈も整えるが、後に晶から呼び出され、これを最後として未知子にある患者の執刀を東帝大でやらせてほしいと彼から懇願されたことでそれを了承し、執刀の許可を出した。その後、ステージIVaの食道がんを患っていることが判明し、手術で切除が可能であるかを蛭間に確認するが、蛭間から「手術適応外」と断られた。
最終回では東帝大に入院し、後に未知子の執刀を受けて何とか完治はしたものの、最後にはAIの収賄に関与した疑いで蛭間と共に東京地検特捜部に逮捕され、東京拘置所に収監されることとなった。
雉沢真之介
演 - 矢島健一（第5期）
日本医師倶楽部 会長秘書兼東帝大学病院 事務長・監査役
真面目で、金の流れについてもチェックすると豪語しており、患者が蛭間に対して持ってきた賄賂を見抜くほどに正義感もあるが、一方では未知子の功績を別の医師の功績とするために口止めと称して晶の高額請求に応じたり、内神田が追い詰められた際は真っ先に見限って逃げ出すなどずる賢い面もある。また、組織的な規則や命令には忠実で、それを破った者に対しては容赦無い一面を見せている。内神田の命令で抜き打ちの身辺調査の為に東帝大学病院にやって来るが、そこで起きた「肝膵十二指腸同時切除」に関する出来事により内神田の怒りを蛭間に伝え、同時に未知子の排除を依頼する。また、一度は支払いを了承した晶の高額請求の件に関しても調査の上で刑事告訴するといった旨も告げた。第9話では、神原名医紹介所を高額請求の件で告訴する手筈を整え、東帝大の院長室に出向いて蛭間や海老名、鳥井や猪又に笑みを浮かべながら「大門未知子は医学界から追放される」と話し、更には「今後、大門未知子の行為に関わった者には、相応の処分が下される」と告げた。最終回では内神田が収賄罪で逮捕される様を見て「私は知らなーい!!」（実際には「わーたーしーはー知らなーい」）と叫び、直後に内神田を見捨ててその場から逃走した。

### 政治家
片岡幹事長
演 - 山田明郷 （第2期第6話）
民自党幹事長・衆議院議員
兄が蛭間の特患として入院。執刀医は近藤忍講師が行う予定であったが海老名敬教授と変わり執刀医を放棄。海老名教授の手技により手術は成功した。
大泉武宏
演 - 須永慶（第3期第6話）
厚生労働大臣・衆議院議員
賭博嫌疑で東京地検特捜部に追われ賭博関係者を国立高度医療センターに検査入院させるが失脚し、厚生労働大臣の座を退き逮捕される。第6期3話で梅沢三郎 元厚生労働大臣の後任として大臣に任命された大泉勇造大臣の父親。
十勝喜子
演 - ジュディ・オング（第3期第9話 - 最終話）
厚生労働大臣・衆議院議員
汚職により失脚した大泉大臣の後任候補として厚生労働大臣に就任する。
どの専門医でも手術での根治は難しい診断を受けた心筋梗塞を併発した肝細胞癌を患い、日本医療産業機構の設立のため、天堂に病気を利用される。
未知子が富士川の書いた論文で、細胞シートによる心筋再生を行い、後、富士川の失敗を大門が尻拭いするために行った骨髄細胞を用いた肝臓再生で根治したことで救われた恩から最初は反対していた日本医療産業機構の設立に賛同し、天堂を理事長に推したものの、羽生が内閣を使ったことで天堂を理事長から解任させる事に同意してしまう。その後、天堂が去った特定国立研究開発法人日本医療産業機構の二代目理事長の人選を任される。
羽生稔
演 - 中原丈雄（第3期最終話）
内閣官房長官・衆議院議員
医療行政に口出しする天堂を良しと思わず、閣議決定により理事長更迭を通知した。
一ノ瀬愛子
演 - 岸本加世子（スペシャル）
衆議院議員
石川県金沢市を拠点を置く政治家。肺がんを患っていたが、未知子の緊急オペ「右肺下葉・下行肺動脈置換」によって命を救われる。黒須貫太郎病院長と愛人関係にあった。
金本洋二
演 - 西岡徳馬（第4期第2話）
衆議院議員
金と権力がある国会議員。「東帝大学病院」に極秘入院するがその直後に政治資金まつわる黒い噂が浮上。
もともとはマスコミの追及を逃れるためのダミー入院だったが、検査で大腸がん同時性肝転移が見つかり、ショックを受ける。
オペは未知子が行う予定だったが、未知子がオペを失敗したという話を看護師から聞き、執刀医を交代させる。代わりに北野が「結腸部分切除術および肝部分切除術・拡大肝右葉切除術」で執り行おうとするが、出血が止まらず未知子に交代し、肝中央2区域切除で無事手術は終了する。
玉城
演 - 九十九一 （第5期第6話）
衆議院議員
猪又の手術を受けたが、猪又が助手たちに自分の自慢話を延々と話しながら進めたことで足が浮腫み、選挙に支障が出ると言って病室で猪又たちに怒鳴った。
梅沢三郎〈61歳〉
演 - 角野卓造（第6期第3話）
厚生労働大臣・衆議院議員
失言を繰り返しマスコミから逃げるために「東帝大学病院」に身を寄せる。一度は丹下に追い出されるも、秘書の力で蛭間が病院長に復帰したことで無事入院する。その後、未知子の診断でステージIIの舌癌と診断され、丹下の策略で長期入院する羽目になり、一度手術を頼んだ未知子にお詫びをしようと鰻をご馳走する。その後の不審な点を見た未知子の診断によって目に脈絡膜悪性黒色腫が見つかり、未知子の手術で無事完治するが、地元の橋の完成セレモニーで再び失言を繰り返し、最終的には地元の支援者たちにも見放される形で大臣を辞する。
大泉勇造〈40歳〉
演 - 瀬川亮（第6期第3話）
厚生労働大臣・衆議院議員
元・働き方改革担当大臣。丹下副院長とゴルフ仲間。党内若手のエースで失言を繰り返し事実上の更迭となった梅沢三郎大臣の後任大臣。第3期6話で汚職により逮捕された大泉武宏 元厚生労働大臣の息子。
八村正義〈39歳〉
演 - 竹財輝之助（第6期第8話）
衆議院議員
政界のプリンス、次期総理大臣候補。虚血性心筋症患者。最初は極秘入院を希望していたが、麻里亜の提案により記者会見を行う。手術を執刀したのは麻里亜ではない事を麻里亜本人から聞いており、「誰が助けたかではなく、誰が助かったかが大事」と話した。手術の後、麻里亜と結婚する。
一橋由華
演 - 冨永愛（第7期第1話）
参議院議員
SDGsに精力的に取り組む参議院議員。日本をいい方向へ導こうとする、パワーに満ちた政治家だが、お嬢さん育ちのためかワガママな部分もある。
大川舜一郎
演 - 井俣太良（第7期第4話）
衆議院議員
コロナを教訓にし、将来的な医療崩壊を未然に防ぐための政策を進める。近未来医療プロジェクトの先導を切る。次世代の政治に必要なのは次世代の医療であると豪語する。
人気ミュージカル女優・唯花のライバルである早水楓と不倫関係にあり、東帝大に極秘入院した唯花の代役として楓を世界的舞台に立たせるべく蜂須賀に時間稼ぎをするよう口添えするも、結果的に未知子のオペによって唯花が予想より早い時期に復帰したことでクレームをつけるが、蜂須賀が週刊紙にケミカルサージェリーの特集を組ませる見返りとして、大川と楓の不倫をリークしたことで近未来医療プロジェクトから追放される。
榎本宗七
演 - 徳重聡（第7期第7話)
環境大臣・衆議院議員
調子の良いことや冗談を一方的に捲し立てる場面が多々ある。環境サミットから逃れるため軽度の副鼻腔炎であるにも関わらず、重病と偽って入院し、後にマスコミに事実が漏れたことで疑われ、窮地に立たされるが、蜂須賀の提案により別の患者である七宮安江が患っている胃がんを自身の病名と偽って公表した上で表向きは安江の手術を自身の手術として世間にLIVE配信することで難を逃れた。また、副鼻腔炎の方は未知子の処置により治した。その後、グリーンエコロジー認証を蜂須賀から手柄を譲られた蛭間に与えた。
南勝子
演 - 萬田久子（第7期最終話)
東京都知事
感染研究センターに視察にきたシェルプの感染により、東帝大学病院内からも国内初の感染者が一人出た可能性があることを知る。第二のパンデミックも危惧される事態を受け、緊急対策会議を開き、蛭間を追及する。

### ゲスト
第1期 / 第2期 / 第3期 / スペシャル / 第4期 / 第5期 / 第6期 / 第7期
複数話・単話登場の場合は演者名の横の括弧（）内に表記。ゲストの登場人物の名前には、基本的にそれぞれ話数の数字が入っている（第1話⇒『一』ノ瀬、『ファースト』第2話⇒『二』階堂）。

#### 第1期（2012年）

##### 第1話
一ノ瀬次郎〈60歳〉
演 - 不破万作
一ノ瀬ゴム社長。胆石。久保茂が執刀することが決まり心底感謝していたが、開腹による胆嚢摘出術中に久保が倒れた上、自身は手術スタッフのラテックス手袋のせいでラテックスアレルギーによるアナフィラキシーショックを起こし、命の危険に晒される。しかし未知子の機転で非ラテックス手袋に代え手術を成功させ、一命を取り留める。
一ノ瀬奈美子
演 - 山口美也子
一ノ瀬の妻。

##### 第2話
安田悟
演 - 新井康弘
背中の痛みを訴え、膵臓癌と診断された患者。鳥井高が執刀する予定だったが、二階堂の我儘で手術日が繰り上がったため、未知子が執刀することになった。本来3時間を予定の膵体尾部摘出術だったが、1時間で終わらせられる。
安田昌代
演 - キムラ緑子
安田の妻。
二階堂登〈50歳〉
演 - 半海一晃
二階堂出版社長。特別室のVIP患者。代議士の紹介で膵臓癌の手術を受けるために来院する。鳥井の膵頭十二指腸切除中、上腸間膜動脈と門脈にも浸潤が認められ、未知子が代わりに膵頭一括切除・左大腿部大伏在静脈による上腸間膜動脈・門脈再建術で根治させられる。

##### 第3話
本多忠
演 - 中丸新将
三恵の顧問弁護士。三恵の指示で、同意無しの手術が原因で味覚障害を引き起こしたとして未知子を訴えようとする。
花山三恵
演 - 平岩紙
人気美人料理研究家。食道癌の摘出手術のため、特別室に入院。医局に独創的な料理を差し入れるが、未知子だけが正直に「不味い」と断じ、味覚障害を指摘する。執刀医である原から胃管再建術による食欲減退など、後遺症の残る可能性を聞き、手術を拒否して内科治療を希望する。しかしその後吐血を起こし、未知子が食道切除・胃機能温存結腸による再建で根治させられる。
手術の後、「手術のせいで味覚障害になった」と未知子を訴えようとするが、舌咽頭腫瘍が判明した。
その後、入院中に知り合った内科の中野という医師の胃袋を掴み電撃入籍する。

##### 第4話
吉永まり子
演 - 赤江珠緒
「実録! ザ・スーパードクター」キャスター。「腹腔鏡の魔術師」と呼ばれる加地秀樹の取材に訪れる。
四谷篤〈45歳〉
演 - 鶴見辰吾
外資のファンドマネジャー。十二指腸にできたステージIの腫瘍を患っている。高校時代の同級生である加地を頼って来院し、仕事に支障を来さないため、ロンドン、ニューヨーク、東京の三大市場が取引を停止している49時間のうちに腹腔鏡手術で切除し退院したいと願い出る。慎重を期した加地に開腹手術を提案されるが納得できず、病院を移ろうとした矢先、腹腔鏡と内視鏡を併用すれば開腹せずに手術は可能だと未知子から持ちかけられ、未知子が執刀する腹腔鏡・内視鏡併用十二指腸局部切除術を受ける。しかし未知子は途中で手術を投げだし、加地に助けをもとめる（振り?）。そして加地の神業により四谷の手術成功。四谷は加地に破格の報酬を支払うが、まんまと神原に横取りされてしまう。

##### 第5話
五木田早紀
演 - 二宮星
銭湯で転倒し、腹部を強打したことにより肝臓破裂。相馬圭一郎の緊急手術で、一旦損傷した肝臓を摘出して再建、その後元に戻すという超難手術を執り行い一命を取り留める。しかしその2ヵ月後に右膝の痛みを訴え再び入院。腹部、大腿部、胸部へと痛みが移動するという異常を訴えた。担当医の岸田卓也が検査するも異常は見つからず「母親の愛情不足が原因だろう」と精神的な事として取り合ってすらもらえなかった。そこで早紀は「高い金を盗るが失敗しない」という未知子に助けを求める。初めは関心を示さなかった未知子だったが、腹部、大腿部、胸部と、痛みが移動していることを不審に思い「痛い時に連絡して」と、早紀に自分のサブ携帯を託し送られてきた写メールを検証。銭湯で神原晶が負った、タイルの破片による切り傷を見て、血管内に異物が混入し破片が移動しているのではないかと考える。そしてその予感は見事に的中。痛みを訴え倒れた早紀に全身麻酔をかけX線検査をしたところ、体内からタイルの破片が発見されたのだった。未知子がタイルの破片を摘出し、早紀は一命を取り留めた。しかしこれは未知子が指摘した「相馬の手術失敗」とは別問題。

##### 第6話
六坂元彦〈62歳〉
演 - 六平直政
神原紹介所を訪ねて来た豆腐屋主人。10年前、大門診療所で肝臓癌と診断され東帝大学病院を紹介されるが、当時東帝大の外科部長だった毒島隆之介に入院・手術を拒否され、行き場所を無くし困っているときに大門寛が手術を施した事で命を助けられ、未知子ともその一件からの顔見知りである。この六坂が大門診療所で回復してから一週間後に診療所が潰れてしまった。以前に患った癌が転移し、未知子と再会した時には既に癌が再発していたが、診察を受けたどの医者にも手術不可能だと告げられ、死を覚悟していた。帝都医科大学付属第三病院に入院出来るよう神原が現院長の毒島に策略を行ったが、未知子が手術を行う前夜に間に合わず急死した。

##### 第7話
鳥井七々子
演 - 岸本加世子（友情出演・最終話にも出演）
鳥井高の妻。中学生の息子が高校受験を控える大事な時期に夫に死なれては困ると未知子に話す。夫の医局の立場や序列を考え、毒島の指示通りに手術同意書に記入する。鳥井が最初に手術（盲腸）を担当した患者であり、その縁で結婚する。

##### 最終話
八木了〈42歳〉
演 - 津田寛治
お金を貰えればどんなことでも書くブラックジャーナリスト。未知子に自分の書いた記事を見せ、未知子がドクターXではないかと質問した後、胃の腫瘍病変からの大量出血により吐血し、帝都医科大学付属第三病院で緊急手術を受けることになる。

#### 第2期（2013年）

##### 第1話
森下
演 - 遠山俊也
北海道の獣医。

##### 第2話
二宮欽也〈65歳〉
演 - 寺田農
大手不動産会社・二宮不動産社長。本院に多額の寄付金をする大口スポンサーであり、蛭間重勝とは縁戚関係にある。数か月前に蛭間の執刀で上行結腸癌の手術を受けたばかりだが、吻合部に再発している箇所が見つかる。手術ミスを認めたくない蛭間及び第二外科の面々は口裏を合わせて、再発ではなく初期の別の癌であると説明する。蛭間が第一助手に海老名、第二助手に亀山、第三助手に近藤、第四助手に未知子を使った上行結腸がん切除術の手術を執刀するも、途中で腹膜播種に気づき、蛭間が執刀を放棄する。代わりに執刀した未知子の腹膜全摘出術によって無事手術は終了する。
海老名教授夫人
演 - 舟木幸（第3話にも出演）
海老名の妻。息子と娘の彩をもつ。ピンク色の服をきている。第2話では、蛭間の家のプールサイドで、他の外科教授夫人や華子とフラダンスをしていた。蛭間の娘の婚約相手として近藤を薦める。第3話では白薔薇会で海老名の執刀した夫人の体調が良くないのは海老名の責任だとも捉えられるような発言を耳にし、内科夫人たちのところへ怒って乱入した。第6期では海老名曰く、最近では海老名の過度な飲酒に目を光らせている。

##### 第3話
三村寅子〈39歳〉
演 - 山本未來
帝都医科大学付属病院 第二内科教授夫人。慢性腎不全を患い2年前から他の病院で血液透析治療を受けていたが、症状が悪化し血栓による腎梗塞を発症する。6親等の親族、HLA型が一致、血液型も同じAB型の蟹江夫人の左腎と自分の小腸を交換する生体腎小腸交換移植手術を受ける。その後、病室で内科外科関係なく蟹江とお互い協力してやるといった発言をしていたことを蛭間夫人に知られ、教授である旦那と共に帝都医科大学から追い出される。
蟹江三香
演 - 明星真由美
帝都医科大学付属病院 第一外科教授夫人。1年前に壊死した小腸を摘出したが短腸症候群に悩まされ、手術前と比べても病状は改善傾向にあるが完全に完治とまではいかなかった。親族に当たる三村夫人と臓器を交換する、ドナーでありレシピエントでもある生体間交換移植手術を受ける。その後、病室で内科外科関係なく三村とお互い協力してやるといった発言をしていたことを蛭間夫人に知られ、教授である旦那と共に帝都医科大学から追い出される。

##### 第4話
四条留美子〈37歳〉
演 - 釈由美子
銀座の高級クラブ「中園」のママで、政財界等にも顔のきく「女帝」と称される人物。自分のおかげで蛭間がここまで出世出来たのに帝都医大の教授選以来5年間も挨拶が無かったため、統括部長室では嫌味を込めて統括部長就任を祝った。ステージIVの膵臓癌に端を発して、周囲の血管等に腫瘍が浸潤、腫瘍近くに腹部大動脈瘤が発見された状態で外科的アプローチは不可能な状況だったが、蛭間の悪行が記された「黒革の手帖」を盾に外科手術を行うよう、蛭間を恫喝して迫る。蛭間が5年前の2008年の帝都医大の第二外科の部長選で勝利したのも彼女の後ろ盾のためである。このことをきっかけに蛭間の統括部長への出世も近いうちにしやすくなった。大門と海老名による腹腔動脈合併尾則膵切除で完治する。
釈の出演は米倉と共演していた『黒革の手帖』のパロディ的企画で、同ドラマで米倉演じる主人公がしていた「黒革の手帖」を使った脅迫を、本作では『黒革の手帖』でライバル役だった釈が行い、冒頭の院内ですれ違うシーンで未知子を銀座のクラブ「カルテ」のママと間違える（『黒革の手帖』の主人公の店は「カルネ」）というものである。

##### 第5話
五味一郎〈50歳〉
演 - 大河内浩
食道癌ステージIIIの患者で日下部のVATS-E&HALS-G（胸腔鏡下食道切除術＆用手補助腹腔鏡下胃管再建）を受ける。術後再建胃管の血流障害が原因で急変し、縫合不全による縦隔炎を発症、胃管壊死が進行していき術前より病状が悪化する。未知子が緊急縦隔ドレナージ・スーパーチャージを伴う結腸による再建を後にすることで回復する。
五味かおり
演 - 小芝風花
一郎の娘。
日下部光彦
演 - 別所哲也
マサチューセッツ国際医科大学 教授
帝都医大出身で、研修医時代は東帝大出身の海老名敬と同期。未知子と同じく「失敗しないので」が口癖で現在まで1度も手術に失敗した事がないが、実は失敗する危険性が低い手術のみ引き受けており、五味の再手術後に未知子に「失敗しないので」のフレーズを二度と使うなと言われてしまう。
蛭間が主任教授選を有利に進める為、全国の病院に公開するデモンストレーションオペを企画し、アメリカから招聘される。
再手術の後、未知子がドクターXではないかと問いかける。

##### 第6話
近藤六助〈62歳〉
演 - 泉谷しげる
近藤忍の父。自転車店を経営している。「その日が良ければそれでいい」という考え方で酒やギャンブルを好み、近藤からは嫌われている。数週間前に階段から転倒した事で脇腹に外傷を負い、軽度の脾腫を認められたが、肝硬変まで進行していないアルコール性肝炎の影響で、今まで正確な診断が下されてなかった。最後まで近藤の手術を受けたがるも、未知子の「私、失敗しないので」という言葉に圧倒され、言葉を失う。脾臓全摘が標準術式だったが、未知子の判断により、部分切除に術式変更となる。

##### 第7話
浅井久恵
演 - 白川由美
厚生労働省医政局長の職に就いている息子を持つ。帝都医大の分院の特定機能病院の称号をなくしたほどの医学権威を持つ。鷹野七起が主任教授選に利用する為、金沢第18分院から転院させて来た、膵臓癌を患う特別患者。主治医である鷹野を深く信頼しており、手術に100%失敗しないと言い切る未知子に対して逆に信頼が置けないと、彼女からの手術依頼を拒否する。鷹野の論文通り、FOLFILINOXでの腫瘍縮小化から、門脈合併切除伴う膵頭十二指腸切除をやる予定だったが、鷹野と馬淵の策により、腫瘍が縮小仕切っていないまま手術を受けることになる。術中、鷹野が腸閉塞で倒れたことからインオペになるが、鷹野の退院後にオペが成功する。

##### 第8話
村田九留美〈9〉
演 - 本田望結（最終話にも出演）
未知子が高松第24分院近くの漁港で出会った少女。父親のような漁師になりたいと夢見ている。悪性の筋繊維芽細胞腫で同病院に入院中。一度は鷹野の患者として帝都医大の本院で引き受けたものの、オペは不可能と蛭間が判断したことで、再び生まれ故郷の高松に戻されてしまった。
九留美が患う悪性筋繊維芽細胞腫は15cm大の腫瘍が腹部大動脈の直上にあり、上腸間膜動脈、腹腔動脈の根基に腫瘍が巻きつき、その後の検査で膵臓、肝臓、小腸に腫瘍が浸潤し、また、一時的な血流遮断や一時バイパス法などの術式は適用できなかった。手術しなければ余命6か月という診断結果が下る。
村田光代
演 - 奥貫薫（最終話にも出演）
九留美の母。本院で2年前に断られた時は、旦那と共に統括部長の毒島に泣きついてお願いをした。娘の術中死を恐れ手術の同意をためらっていたが、「手術に失敗しないので」と断言する未知子の言葉を信頼していると話す娘の発言を聞き、決断する。
竹本八作
演 - 小林健一
南高松漁港の漁師仲間と酒を酌み交わしている中、胃穿孔の症状で倒れ、偶然通りかかった未知子の処置で高松第24分院に緊急搬送される。
看護師
演 - 小柳友貴美
帝都医科大学付属高松第24分院・看護師

#### 第3期（2014年）

##### 第1話
毒島晴子
演 - 大谷直子
毒島隆之介の妻。
築地二郎
演 - モト冬樹（第2話にも出演）
未知子と神原の行きつけの寿司屋店主。出前を届けに国立高度医療センターの戦略統合外科医局に来た際、手術適応外の脳腫瘍で倒れ、サブテンポラールアプローチのオペを受ける。
ボブ・ファースト
演 - ロミオ・トーマス
クルーズ客船船員の息子。

##### 第2話
風間彰二
演 - 又吉直樹
ハーバード工科大学 教授
近い将来、ノーベル物理学賞を受賞すると有力視されている。
中学生の頃に初めて出た東京数学オリンピックでは銅メダルの結果で終わっており、自身より先んじている数也を激励し、努力の重要性を説いた。
日本の先端医療によって救われたことにより、研究拠点をハーバードから日本に移した。
築地数也
演 - 細川晴太
二郎の息子。東京数学オリンピックで銀メダルに入賞する。風間彰二に憧れており、将来は自分も風間教授のような物理学者になりたい、と語る。

##### 第3話
三原奈々子(25)
演 - 森田彩華
三原雅恵の孫。吾郎の長女。千明の姉。子宮頸癌患者。雅恵のツテで「国立高度医療センター」に入院する。愛人でもある執刀医となった足柄信太郎を信頼し、術式の選択をはじめ、彼にすべてを託すと宣言する。
現在は国際結婚をしてドイツで暮らしている（第6期第5話）。

##### 第4話
四方宏（よも ひろし）
演 - 松尾貴史
フリージャーナリスト。国が主導する高度医療センターが最先端医療機関として正しく機能しているのか病に冒された自らの身体で証明してみせると討論番組内で宣言する。甲状腺未分化癌を患っていて、国立高度医療センターに入院する。
アルベルト・サバロッティ
演 - ウォルター・ロバーツ
「神の声」と呼ばれるオペラ歌手。甲状腺癌で声が出なくなった為、国立高度医療センターに極秘で入院する。手術が成功したお礼に神原の為に「オ・ソーレ・ミオ」を歌う。
エージェント
演 - 矢柴俊博
飯山敬一郎
演 - 内田紳一郎
討論番組「激論報道」司会。

##### 第5話
田中信五
演 - 井上順
談合坂担当の一般病棟患者。右上葉肺腺癌を患っている。
病室を脱走し、未知子を誘拐犯に仕立てる。
未知子に食事をおごる程金を持っていて自分は海老の養殖で儲けていると言っていたが、その正体は五十嵐以上の権力を持つ元通産相官僚で天堂も彼を先生と呼ぶ。
五十嵐裕久
演 - 吉満寛人
経済産業省貿易経済協力局長。日本医療を海外へ輸出する推進派。結腸癌患者。肩書きだけの官僚。

##### 第6話
六甲貴史
演 - 金子昇
大泉武宏を始め複数の政治家への贈賄容疑で検察からマークされているIT企業社長。城之内博美の高校時代の同級生。ブローカ野に6cm大のグリオブラストーマが発見される。
上原正和
演 - 中脇樹人
東京地検特捜部・検察事務官
市川達也
演 - 嶋田久作
東京地検特捜部・検事。

##### 第7話
琴塚七海
演 - 銀粉蝶
吹田と同じ胃体部癌を患い、同日に手術を受けたにも関わらず彼女よりも退院日が遅くなったことに不満を漏らす。
吹田静子
演 - 高林由紀子
同室の琴塚とは同年代で患っている胃体部癌の進行度も同じだった。だが琴塚に比べ予後を見通した術式が甘く、退院時に急変する。

##### 第8話
八田邦夫
演 - 石井一孝
ちひろの父。7年前に家族を捨て蒸発する。母は娘に事故で死亡したと伝えていた。
八田和美
演 - 堀内敬子
ちひろの母。娘と血液型が一致しない為、ドナーにはなれない。
八田ちひろ
演 - 小林星蘭
低酸素血症・右心不全を伴う肺静脈閉塞症を発症し、病状は進行性が強く生体肺移植しか命を救う方法がなかった。

##### 第9話
九重真耶〈27歳〉
演 - 菜々緒
パリ・コレクションの出演を控えるスーパーモデル。プロ意識が高く、S字カーブには3億の保険が掛けられており、本人曰くウエストに1ｃｍ脂肪が付くだけでＣＭの出演料が半額になる、とのこと。
3年前に腎臓癌を患い、帝都医大の第3分院に入院。そのときに、加地による腹腔鏡手術で左腎を摘出する。今回新たに腎がんの骨転移と疑われる脊椎腫瘍を発症する。
パリコレに出演する為に早期での退院を望んでいたが、予想より腫瘍が浸潤しており部分摘出ではなく全摘出に変わった。
手術の後、来年のパリコレには加地を招待する、と誓う。

##### 第11話（最終話）
女将
演 - 青木和代
未知子と神原の行きつけの銭湯の女主。未知子に神原がロッカーに預けた物を引き取ってほしいと言う。

#### スペシャル（2016年）
氷室光二郎
演 - 伊野尾慧（Hey! Say! JUMP）
フィギュアスケートのメダリスト。CTEPH（慢性血栓塞栓性肺高血圧症）を患っている。
赤木源
演 - 青木崇高
金沢のマタギ。
金沢春美
演 - 橋本マナミ
鮨「小春」の女将。
親父
演 - 國本鐘建
屋台の親父。
金次
演 - 山﨑秀樹
金沢のマタギ。
大将
演 - 石住昭彦
鮨「小春」の大将。
赤木草太
演 - 高村佳偉人
源の息子。

#### 第4期（2016年）

##### 第1話
一木淳
演 - 渡辺大知
IT企業「ワンウッドクラウド」社長
自身も東帝大学の出身だが、IT業界は学歴が関係ない実力主義の為本人は気にしておらず、学歴が服を着て歩いているような東帝大の医師に不信感を抱く。脊索腫が見つかり、3Dプリントパーツを用いた日本初症例となる手術を受ける条件としてオペの生中継を提示する。
オペ当日の検査で腫瘍が予想より早く浸潤している事が判明し、発注していた3Dプリントパーツでは足りず執刀医である北野がオペを拒否。最終的に未知子の執刀により完治した。

##### 第2話
二岡日出夫
演 - 山本圭
山梨県難田郡虹川村・村長
村を全国市町村幸福度ランキング一位に導いた、日本一で一番貧しい村長。わがままな一面もあるが、村民達からの人望は厚い。自ら清貧に甘んじながら村民のため一心不乱に働いてきた。検査により多発大腸癌が見つかるが、手術を徹底拒否する。
二岡千代子
演 - 星由里子
二岡日出夫の妻。普段は物腰が柔らかいが、ここぞというときにはぴっしゃりとものを言う女性。夫の事を心から愛している。多発大腸癌になった夫を心配し、何としてでも手術を受けさせようとする。
大崎
演 - 大高洋夫
山梨県難田郡虹川村・助役(副村長)
秘書
演 - 境浩一朗
金本洋二を支える秘書。
日出夫の娘
演 - 白井珠希
二岡日出夫の愛人の娘。今度結婚するらしい。

##### 第3話
須山三佐江
演 - 松下由樹
西園寺猛司の元愛人。銀座の元ホステス。西園寺に胃潰瘍の手術のオペをしてもらい、その後しばらく愛人関係にあった。20年後、落とした財布を交番に届けてくれた未知子にお礼をするために東帝大病院に行ったところ、偶然西園寺を見掛け、東帝大学病院の最高ランクの人間ドックを受ける。西園寺がガーゼオーマを犯していた事が発覚するが、後に未知子の診断によりガーゼオーマの下に腹部大動脈瘤が出来ていたことが判明する。
退院日に医療ミスの口止め料を渡す為にやってきた西園寺に「都知事選に出るので昔愛人だった事を黙っていて欲しい」と逆に西園寺が用意した4倍の額の口止め料を渡す。

##### 第4話
四葉美麗
演 - 高岡早紀
美人姉妹ユニット「四葉姉妹」の姉。南曰く「富と名声を持つVIP患者」。美とプロポーション維持に対するプロ意識が強い。他人にも厳しいが、自分にも厳しい。女性の活躍を願っており、久保が副院長を務める東帝大学病院を気に入り東帝大学病院を選んだ、とのこと。
妹・美音の肥満治療を見守っている。美音が入院する前から別の病院で大腸がんと診断されていたが、妹の為に延命治療を断り、その事も隠し続ける。なるべく傷が残らない腹腔鏡での手術を望んでいたが、癒着が酷く未知子の判断により開腹手術に変更になった。
四葉美音
演 - 小林きな子
美人姉妹ユニット「四葉姉妹」の妹。昔はぽっちゃり体型だったが、姉の美麗に憧れてダイエットし、モデルデビューした。姉とは違い精神的に弱い。ここ最近になって急に太ってしまい、肥満治療の為に「東帝大学病院」に極秘入院し、原から痩せる為の胃の手術を提案されたが、未知子の診断によって肥満の原因が脳下垂体の腫瘍によって起こるクッシング病によるものであることが判明する。

##### 第5話
五島哲夫
演 - 土屋佑壱
シングルファーザー。進行性膵がんを患っており、他の病院では手の施しようが無かったために東帝大学病院に転院する。金属アレルギーである事を知らなかった為、ホチキスで留められた箇所が炎症を起こして再手術を受ける。加地から「論文通りじゃダメな患者もいる、という論文だったら世界初症例だったかもしれない」と言われていた。
五島翔太
演 - 横山歩
哲夫の息子。手術後も体調が悪そうだった父親を心配していた。

##### 第6話
ロック・シュリンプ
演 - 坂元健児
ボストン・ハーバード医科大学 教授
スターキーの日本語通訳兼腹心。蛭間との対面後に突然倒れ、検査で心房内進展巨大肝細胞がんと診断される。開心術を用いない心房内進展巨大肝細胞がん切除の論文は彼が書いたもの。腎機能に問題があり、手術中に人工心肺が使えない為、自分の論文を読んだ誰かがチャレンジしてくれるんじゃないかという期待を込めて書いた。
彼の境遇を聞き、自身も似た境遇である海老名が未知子を味方に付け、未知子の執刀により完治。オペの後、自分の上司にクーデターを起こした海老名を羨ましいと言っていた。
ジョン・スターキー
演 - イアン・ムーア
ボストン・ハーバード医科大学 教授
晶曰く、金と権力が大好きなアメリカ版蛭間。学会のためにたまたま来日しており、海老名に大金を積まれたことで東帝大学病院の論文盗用問題を丸く収めた。

##### 第7話
七瀬由香
演 - 知英
七尾のアシスタント。高校時代に患ったおたふく風邪が原因で左耳が聴こえない。七尾の耳を治して欲しいという一心で神原名医紹介所にたどり着く。
高校時代は卓球部でオリンピックを目指していた。耳が聴こえない事や時折頭痛を訴えるような仕草を見た未知子の診断により脳腫瘍が見つかる。
七尾貴志
演 - 武田真治
世界的に有名なピアニスト。東京都市芸術大学卒。19歳の時に患った髄膜炎により両耳の聴覚を失っているが、読唇術と由香のサポートで相手の言葉は理解出来る。由香の紹介で未知子に出会い、耳の治療を願い出る。
未知子のオペを受ける予定だったが、「世界的有名人のオペをバイトには任せられない」と担当が北野に変わった。北野に聴性中脳インプラントの手術を提案されるが、聞き取る音が限られ楽器の演奏が機械で合成されたようになってしまうその手術だけは受けたくないと手術を拒否する。
安原邦治
演 - みのすけ
七尾のマネージャー。七尾の事を耳が聴こえないピアニストとして売りに出しており、七尾の耳が聴こえるようになれば商品価値が無くなるとして、彼の治療を反対する。

##### 第8話
八乙女悠太
演 - 小西遼生
歌も芝居も出来るが、プライベートの姿を一切明かさないスーパースター。通称、ユウ様。入院している事が世間に知られたら日本中が騒ぎになるほどの大物アーティスト（実際入院している事がバレた際、大勢のマスコミ関係者が病院に押し掛けた）。深刻な肝臓がんを患っており、東帝大学病院に極秘入院するが、西園寺が里果に情報を漏らし、それがSNSを通じて拡散。退院しようとするも未知子の一言で治療に専念する事を決意。手術終了後に記者会見を開き、マネージャーの河合由美と結婚する事を発表した。本名は山田大八。
河合由美
演 - 宮地雅子
八乙女を全力で守り、支えるマネージャー。八乙女の手術の後、八乙女と結婚した。

##### 第9話
九条映美〈46歳〉
演 - 中山忍
九条の妻。「慶林婦人会」のメンバー。社交ダンスが上手いため、「慶林婦人会」会長のお気に入り。社交ダンス中に突然倒れ、当初は肺塞栓症と診断されたが、未知子の診断により本当の病名が肺動脈肉腫と判明する。
九条泰介
演 - 矢柴俊博
慶林大学病院 総合外科副部長・准教授
慶林大学病院では「落ちこぼれ外科医」と呼ばれており、出世も遅い。しかし、共に執刀した未知子からは「言うほど落ちこぼれじゃなかった」と評されている。
鮫島治男
演 - 団時朗
慶林大学病院 病院長・教授
蛭間重勝とそこまで変わりない男。泰介の手術にはあまり期待しておらず外科医の夫が妻を救おうとした美談にするつもりでいたが、未知子の手によって実現してしまい、ブランド力維持のために晶に高額な口止め料を払う。
鮫島律子
演 - 高橋ひとみ
鮫島の妻。「慶林婦人会」の会長。ブランド力の落ちた東帝大学病院を見下し、蛭間華子に対しても慇懃無礼な口調で接する。初めは東帝大学病院で映美を治療させようとしていたが、華子の手によって映美の事が噂になり、慶林大学病院に連れ戻す。
社交ダンス大会本番では余裕そうな表情を浮かべていたが、助っ人として登場した南の社交ダンスの上手さに動揺する。

##### 第10話
王十希子
演 - 黒木メイサ
王超の妻。自分の周りの人間が旦那の莫大な財力にひれ伏している事を知り孤独を感じている。
王との間に出来た子を妊娠しているが、自身が僧帽弁狭窄症を患っていたことが判明。それでも王のために自分の命に換えてでも子供を産みたいと出産を希望する。更に検査で胎児の体に腫瘍が見つかったことを知り、今度は未知子を信頼して彼女に子供を助けてほしいと願い出る。

##### 最終話
宅配業者
演 - 古坂大魔王（ピコ太郎）
神原名医紹介所で「I have a pen.」と言って心筋梗塞で倒れる。
レオナルド・スコップ
演 - チャールズ・グラバー
次期大統領候補でホテル王。膵臓がんを患い、東帝大学病院に極秘入院する。北野を執刀医として、IREナイフを用いた手術を受ける。
ダイアナ
演 - ジェニー・スキッドモア
スコップの妻。元モデル。出産のために東帝大学病院に入院する。東帝大の応援歌、唯一無二を気に入っている。痛みに弱いため完全無痛分娩を希望していたが、最終的に久保副院長によって自然分娩で出産。

#### 第5期（2017年）

##### 第1話
車田一久
演 - 松澤一之
未知子が乗車した路線バスの運転手。冠動脈瘤を合併した心筋梗塞および、心タンポナーデを患っている。
一色辰雄
演 - 升毅
医療ジャーナリスト。未知子が訪れたとんかつ屋で倒れ、東帝大に運ばれる。志村まどかの不倫相手。
蛭子能収
演 - 本人役
大門が旅先で会った謎の人物。
一色
演 - 赤間麻里子
一色辰雄の妻。夫の不倫相手の志村に平手打ちする。
ジャイケル・マクソン
演 - ブレイク・クロフォード
ボストン・ハーバード医科大学 教授
心臓外科の権威。親交の深い志村から依頼を受けてコロンブスを用いた心臓の遠隔オペを行うが、出血で画面が見えなくなり、オペを放り出した。

##### 第2話
伊東不二子
演 - 中田喜子
伊東亮治の母。進行胆嚢がん肉腫を患っている。伊東亮治が提案した「肝膵十二指腸同時切除」を受ける。

##### 第3話
三鴨寿
演 - 平田満
東帝大学附属第八幼稚園 園長
肺腺がんを患っていて、猪又のもとで化学治療を受けている。自身のがんが化学治療で改善しないことに疑問を抱き、他の病院でセカンドオピニオンを聞きたいと猪又に申し出るが、猪又が他の病院に圧力を掛けたことでセカンドオピニオンが受けられなかった。手術中に未知子によって甲状腺オカルト癌であることが発覚する。
健太
演 - 大藤瑛史
芽衣
演 - 後藤由依良
翼
演 - 松本晃大
上記3名は東帝大学附属第八幼稚園の園児。

##### 第4話
内神田四織
演 - 仲里依紗
日本医師倶楽部 会長・内神田景信の前妻の娘を名乗る。重篤な肝臓がんを患っている。婚約相手、森本の執刀を望み、蛭間・副部長三名が異議を唱えるが、結局森本が執刀する。大門が助手につき、さらに二回目のオペの執刀をすることで、残肝を残すことに成功する。手術後、自身は結婚詐欺師であることや日本医師倶楽部の内神田とは赤の他人であることを告白し、森本に警察を呼ぶよう頼んだ。

##### 第5話
五反田五郎〈22歳〉
演 - 間宮祥太朗
連勝記録を伸ばし続ける天才プロ棋士。AI「マングース」との対局中に倒れ、東帝大に搬送される。病気診断AI「ヒポクラテス」が「脳膿瘍」と診断するが、実は生の豚肉の摂取（日本に限らず、海外でも食べていた）をしていたため、有鉤条虫症による症状であると大門が診断した。

##### 第6話
六浦良夫
演 - 平泉成
大門と城之内が通う中華料理店「ミカワヤ」の店主。IPMNを発症している。
六浦敦子
演 - 松金よね子
良夫の妻。長期透析中に腎癌を発症した。
瓜田慎吾
演 - 今野浩喜
麻酔科医。城之内に代わって猪又から直々に麻酔科医に指名されるほど腕前が良いようで、猪又からは「ウリ坊」と呼ばれている。また、麻酔科医としてのプライドも高く、城之内を「アルバイト」と見下している。猪又に寄り添って出世の道を歩もうと画策しており、猪又に付き従ったために彼と共に患者の手術を放棄してしまうという失態を犯すが、後にその事を棚に上げて神原の前で城之内の悪口を言ったことでそれに激怒した神原に責められ、更に神原から「手術を途中放棄した外科医と麻酔科医の件、院長に報告されますか?」という脅しの元で口止めを優先した猪又から切り捨てられ、東帝大を解雇された。

##### 第7話
ナナーシャ・ナジンスキー
演 - シャーロット・ケイト・フォックス
アメリカ人の元外科教授で、原の元恋人。アメリカン・メディカル・クラブ副会長の令嬢でもある。原に会いに来日するが、手の震えを目にしたことや外科医を辞める前に単純な医療ミスを起こしていたことを知った未知子の診断により運動野に脳腫瘍が出来ていたことが判明する。
内神田小百合
演 - 戸田菜穂
内神田の妻。父は元東帝大学医学部長。ペットである犬の手術を東帝大を通じて未知子に依頼する。後日、東帝大を訪れ、蛭間と夫人である華子に従妹の萌々花のお見合い写真を見せながらいい相手を紹介してほしいと告げる。
内神田ナナ
内神田のペット。フレンチブルドックのメス。好物はステーキ。肝臓がんを患っており、未知子のオペで完治する。
萌々香
演 - 小飯塚貴世江
内神田小百合の従妹。紹介された原とお見合いをするが、彼が元彼女と再会する場面を見るや否や泣き出してしまう。

##### 第8話
八雲拓哉
演 - 林家正蔵
元厚生労働大臣秘書官。
根治手術が不可能と言われる肝外発育型肝細胞がんを患う。死ぬ前に正義を貫こうと厚労省を敵に回す事実をマスコミに告発するが、手術が成功した途端に余生が惜しくなり、告発した事実は記憶違いだったと謝罪した。

##### 第9話
九重遥〈13歳〉
演 - 井本彩花
博美の娘も通っていたバレエ教室の生徒。選考会を目前に控える中で足の痛みに悩んでおり、当初は主治医の木元博司から原因が余分な骨が炎症を起こす有痛性外脛骨と診断されたが、それを不審に思った未知子の診断により本当の原因が舟状骨骨折であることが判明する。完治するまで二回の手術が必要となる為に本来は選考会を辞退しないといけない状態であったが、未知子から自身の骨で作ったネジを使って一回の手術で終えるという方法を提案される。
九重比佐子
演 - 原沙知絵
遥の母。城之内のママ友。過去に父（遥の祖父）である節郎からある夢やある人（遥の父、売れない画家で遥が生まれる前に行方をくらませた）との結婚を反対され、その反発から父と距離を置いていた。
九重節郎
演 - 大友康平
比佐子の父、遥の祖父。元町工場社長で現在は引退し、年金暮らしである。過去のいざこざから娘である比佐子に反発されて距離を置かれていたが、それでも孫娘である遥の足の痛みを心配し、比佐子には無断で遥を東帝大に受診させる。
元々は別の大学や企業に骨ネジを作ってもらう予定だったが内神田が圧力を掛けた為どこも断られてしまい、未知子に頼まれて手術室で骨ネジを作ることになった。

##### 第10話
東京地検特捜部・主任検事
演 - 長江英和
日本医師倶楽部の本部にやってきてAIの収賄に関与した疑いで内神田景信を逮捕する。
東京地検特捜部・検事
演 - 瀬戸早妃
東帝大学病院にやってきてAIの収賄に関与した疑いで蛭間重勝を逮捕する。

#### 第6期（2019年）

##### 第1話
大山公彦
演 - 板垣雄亮（第6期第7話・第9話にも出演）
東京地検特捜部・主任検事。
第1話ではニコラス・丹下のリークで蛭間重勝を逮捕し、第7話では、蛭間重勝のリークでニコラス丹下を逮捕した。
岩田一子〈64歳〉
演 - 松坂慶子（第6期第1話・最終話）
東帝大学病院・食堂スタッフ
東帝大学病院の食堂のおばちゃん。60で定年退職してから4年が経つ。そして4年間ずっと東帝大病院の食堂で働いている。AIの検査で肺塞栓症と診断され、すぐに手術を受けたことで完治したと思われたが、再び倒れて再診断した結果パンコースト型肺がんと診断され、未知子に手術してもらう。術後は謝礼として大金を納めた重箱を未知子に手渡す。最終話では、世界一周旅行から帰り、お土産を渡すついでに神原名医紹介所を訪れ、未知子と再会した後は彼女から丹下のことや彼の病状のことを聞き、執刀を受けさせるため丹下を説得した。
野村幸子
演 - 青木和代（第6期第1話・最終話）
一子の同僚。最終話で離島まで診療に来てくれたお礼として未知子に金塊を渡した。

##### 第2話
二色寿郎〈60歳〉
演 - モロ師岡
ニシキグループのCEO。肝移植が必要な状態にあり、ドナーとして娘の由理を頼る。由理からドナーになる条件として、摘出した自分の肝臓を古沢にドナー提供するよう言われ、自分の命を救うため渋々同意書にサインした。
二色由理〈23歳〉
演 - 上白石萌歌
古沢の恋人。二色の末娘。父の寿郎に反発しており、父へのドナー協力を拒否する一方で、肝移植が必要な古沢のドナーになることは望んでいたが、他人では肝移植が出来ない事を理由に却下される。最終的に未知子からの提案で父にドナーになる代わりに摘出した肝臓を古沢に提供するという条件を突き付けた。
古沢研二〈28歳〉
演 - 清原翔
ドミノ師。由理の恋人。長身のイケメン。ステージIIIの肝癌を患っており、生体肝移植が必要なため東帝大に入院しているが、ドナーが見つかっておらず、また治療費が払えていないのを理由に東帝大から退去を迫られる。が、寿郎から摘出された肝臓を自らに移植するという術式で未知子の手術を受けた。
二色美也子
演 - 片岡礼子
寿郎の妻。由理の母。夫・寿郎との夫婦仲は当に冷え切っており、現在離婚を前提に家庭内別居中。夫の寿郎とは、財産目当てで結婚した。

##### 第3話
竹田邦子
演 - 西原亜希
梅沢三郎の秘書。元・弁護士。梅沢を病院で匿えるよう取り計らうために蛭間を不起訴に持ち込ませる。
客・H
演 - 羽鳥慎一
客・T
演 - 玉川徹
上記2名は、お好み焼き・もんじゃ「もんじゃ右衛門」の客。
もんじゃ焼き屋大将
演 - 小路さとし

##### 第4話
潮四糸乃〈71歳〉
演 - 倍賞美津子
潮一摩の母。潮から「お母ちゃん」と呼ばれている。AIからアルツハイマー型認知症と診断されたが、後に未知子の診断から本当の病名が「特発性正常圧水頭症」であることが判明し、彼女の手術を受ける。潮が四日市のオペをしている時に見学室から潮を見守り、未知子にオペを奪われ情けないと涙を流すも息子の考案した術式が世界初症例だった事を丹下から知らされて喜ぶ。その後、名医紹介所に大量のネギと群馬のレストランのクーポン券を贈る。
四日市清昭〈23歳〉
演 - 岡田健史
世界記録を叩き出した日本陸上界のエース。右膝にステージIIIの滑膜肉腫を患っており、潮から人工関節を移植する術式を提案されるが、選手生命を絶たれるとして手術を断り、また半年後の大会を控えているため「半年で走れるようにならないなら退院する」と言い放つ。しかし、未知子からヒントを得た潮から自家培養軟骨移植を用いた術式を提案されたことで手術に同意し、途中で潮が失敗しそうになったため、結局は執刀を代わった未知子の手術で根治する（なお、ニコラスの思惑によって手柄は潮のものとなった）。

##### 第5話
三原吾郎
演 - 阿南健治
三原雅恵の息子。奈々子と千明の父。女手一つで育ててくれた母に頭が上がらない。父親については様々な噂があった。父親について本人は知らないが、雅恵は未知子だけに極道だったことを明かしている。
三原千明
演 - 西郷真悠子
三原雅恵の孫。吾郎の次女。奈々子の妹。
ヤンキーカップル
演 - 押田岳、大幡しえり
おしゃれタトゥーを三原雅恵に注意される。
HIKAKIN
演 - 本人役
有名人気YouTuber。スペシャルゲストとしてほんの数秒出演し、序盤で未知子の執刀を受けていた。
メグミ
演 - 秋乃ゆに
リカ
演 - 川村海乃
上記2名は、ガールズバー「ナースステーション」のナース。
三原しんのすけ
演 - 戸井田竜空
三原雅恵の曾孫。奈々子の息子。後述のシロと共にクレヨンしんちゃんとのコラボレーションの一環としてほんの数秒出演し、原作のしんのすけ同様お尻をふりふりして叔母の千明を困らせていた。
シロ
三原家の飼い犬。前述のしんのすけと共にクレヨンしんちゃんとのコラボレーションの一環としてほんの数秒出演した。

##### 第6話
六角橋翔太〈37歳〉
演 - 平岡祐太
ヘキサゴンブリッジの社長。キッズビジネスで大成功を収め、一千億とも言われる個人資産を保有する若き実業家。売名のため皆月むつみの手術を未知子に依頼した。むつみの名前すら覚えておらず、大間からドン引きされていた。その後城之内を食事に誘うも、食事の後に腹部の痛みを訴えて倒れ、診断の結果ステージIIIの肝細胞がんと診断され、さらには肝右葉に12cm大の腫瘍が見つかる。そして、手術の前には麻酔科医として城之内を指名し、また彼女に執刀医を決めて欲しいと頼んだ。
皆月六都美〈7〉
演 - 宝辺花帆美
六角橋の依頼で未知子の手術を受ける事になった患者。後腹膜原発胚細胞腫瘍と診断されるも、放射線治療や抗がん剤治療では手の施しようが無かったため、母親のSNSでの投稿を見た六角橋によって東帝大に連れて来られる。東帝大に入院した時点で多発性肺転移を起こしていたが、未知子の執刀で完治する。
皆月
演 - 木村梨恵子
むつみの母。むつみの病状をSNSに投稿する。

##### 第7話
ナタリー・ゴールドバーグ
演 - アナンダ・ジェイコブス
セブンの妻。未知子の案内で浅草を観光した際お好み焼きを気に入り、またセブンの父親が手術後に高熱で亡くなったことが原因でセブンが手術を怖がるようになったと未知子に話す。その後、セブンが倒れると彼のことを第一に考え、絶対に死なせないと言った未知子を信頼して彼女にセブンの手術を依頼する。
セブン・ゴールドバーグ〈45歳〉
演 - アラン・ロワ
ゴールドバーグバンク CEO
東帝大学病院に“ゴッドハンド”の未知子に最先端の「毛包移植」を依頼しに来たが、未知子の失礼な言葉に激怒する。直後痛みを訴え、診断の結果ステージIBの胃癌と診断されるが、前述の事もあって未知子の執刀を拒否し、加地の腹腔鏡下手術を受けることになる。父親の死がきっかけで手術を怖がっており、手術を拒否してナタリーと共に帰国しようと考えていたが、悪化により倒れ、加地の執刀を受けるも、手術中に容体が急変する。未知子の診断により悪性高熱症であることや父親の死因であったこと、そして父親の遺伝により同じ悪性高熱症に陥っていたことが判明し、結局未知子の手術を受けて完治する。術後は、ナタリーと共に神原名医紹介所を訪れてお好み焼きを食べており、胃癌の手術だけでなく毛包移植も行った未知子に感謝した。
海老名の副職バイトの元締め
演 - ボビー・オロゴン
海老名がヒラで雇われるようになり、金銭的に生活に苦しんだ末に始めた浅草神社での副職バイトの元締めをしている外国人男性。知り合いがニコラス丹下と深い繋がりがあり、海老名や大門に見せた写真などが証拠の一部となり、ニコラス丹下の逮捕に繋がった。

##### 第8話
中山麻里亜〈39歳〉
演 - 松本まりか（第6期第8話）
東帝大学病院 総合外科・研修医
→ ボストンハーバード医科大学 医局員
→ 東帝大学病院 総合外科・医局員（第6期8話）
1980年9月12日生まれ。大学生三年生の時に蛭間の後ろ盾でミス東帝大2001に選ばれた。渡米しボストンハーバード医科大学に行き失敗しないプリンセスと称される実力を持つ。また、ノーベル医学賞受賞者のマッカーサー教授や、スターチル教授、チャーリン教授などの世界の名医と共に名を出してきた。いくつもの医学雑誌の表紙を飾ってしまうほどの美人でグラビア女医とも呼ばれている。
オペの腕はオペに立ち会った未知子から「下手くそ」と評されていた。研修医時代は潮に世話になっていた。当時は蛭間と愛人関係にあった。また、アメリカでは村崎と1年、潮と10ヶ月付き合っていた。
しかし、実際は手術は難しいところを自分の自慢の高い顔面偏差値と声質をフル活用して助手に付いた医師に丸投げし手柄を横取りすることで現在の地位を築いた事が判明。村崎曰く、アメリカの病院でも医師達を食い散らかし、誰も助手に付かなくなってしまった為、日本に戻ってきたという。自分のミスを潮に擦り付けようとしたが潮と村崎に激怒され、手術室から出て行かれてしまう。
八村の手術の後、未知子に医師を辞める事を勧められ「八村と結婚するので医師は辞める」と話した。

##### 第9話
九藤勇次〈69歳〉
演 - 宇崎竜童（第8話〈写真〉にも出演）
ロックスター。あだ名は勇チャン。矢沢永吉がモデルとみられる。最初は痔の手術をするはずだったが、会見で倒れ、検査の結果一昨年の未知子と同じ後腹膜肉腫ステージ3である事が判明する。まだ夢の途中では死ねないと考え、未知子から自分も同じ病気だったと告げられると彼女に執刀を頼み、未知子がかつて考案したハイブリッド人工血管を用いた術式で完治し、また痔の方も原の執刀を受けて治した。術後は、会見を開き、チャリティーコンサートでセッションする天才ピアニストの吉行和十を紹介し、また彼が重病にかかっているといった旨を伝えると共に未知子に手術してもらうことを公表する。
九藤今日子
演 - 筒井真理子
九藤の妻。勇二とは別居しているが、旦那の事は大事に思っており、勇次が失踪した際は大泣きしていた。
新津多九也
演 - 川谷絵音
デビュー曲の再生数が9億回を越えるシンガーソングライター。九藤よりも売れている。九藤と同じく痔で入院する。担当医は潮。
吉行和十
演 - 城桧吏（第7話〈写真〉・最終話にも出演）
勇次が記者会見で未知子に手術してほしいと頼む重病患者。丹下の支援を受けジュリアード音楽院に進み天才ピアニストとなった。

##### 最終話
海老名彩〈18歳〉（第6期では名前のみ）
演 - 富田望生
海老名の娘。加地曰く、海老名と顔が瓜二つ。東帝大医学部への入学を考えている。海老名とは違って頭も良く、医者としてのセンスもある。大学入試を控えているため機嫌が悪く、「パパなんて死んでしまえばいい」などと、口論になると口が悪くなる。海老名の座右の銘である、チェンジアンドチャレンジの言葉を裁縫作品に入れている。その後、東帝大医学部へ入学し、「ドクターY～外科医・加地秀樹7」ではスチューデントドクターとして国家試験にむけて勉強を続けている。
人工心肺技士
演 - しゅんしゅんクリニックP

#### ドクターエッグス
- 池田成志
- 黒川智花
- 夏子

#### 第7期（2021年）

##### 第1話
一木蛍
演 - 岡田将生（第7期第1話）
東帝大学病院 外科分院・医局員
つい先日までアフリカの貧困地域を回って医療活動に従事していた呼吸器を専門とする外科医。ドジで空気が読めない部分がある。未知子に「子羊」と呼ばれている。アフリカ滞在時、そして帰国後も猛威を振るう感染症を前に、己の無力さを痛感し、医師として働くことに迷いを感じ始めている。
未知子の検査によってラッサ熱に感染していたことが判明し、体調の異変で倒れ、緊急手術で生還した。その後はナイジェリアに渡航して医療活動に携わり、3ヶ月後に未知子宛に写真付きのハガキを送る。
あかせあかり〈20歳〉
演 - 本人役
一橋が開いた「次世代のSDGsパーティー」に参加し、ライブ配信を敢行したコスプレイヤー。

##### 第2話
二木麻也子
演 - 夏川結衣
蛭間が過去に付き合っていた銀座のママ。昔から蛭間の右腕である海老名とも顔見知りである。また、15年前にまだ外科医をしていた蜂須賀とも顔見知りであり、蛭間が15年前にクラブで蜂須賀のことを「感染バカ」と揶揄したことで蜂須賀が外科医を辞めたことを知っていた。クラブで蛭間たちの前で倒れ、東帝大に救急搬送される。東帝大で検査を受けた結果、「部分血栓化脳動脈瘤による軽度の脳梗塞」と「頸動脈の高度狭窄」を併発していることが判明し、より詳細な検査を受けた方が良いと未知子からアドバイスされるが、彼女がラッサ熱の感染から復帰したばかりでリハビリ中だと蜂須賀から知らされたことで拒否する。
蜂須賀や興梠との会話中に胸を押さえていたことに気付いた未知子が行った精密検査の結果、上記の二つの疾患の他に「右房粘膜腫による急性心不全」も発症していることが判明するが、それを知らずに興梠がオペを行ったことで術中に血圧が低下してしまい、手術室に乱入して後を継いだ未知子の執刀により根治した。術後は蜂須賀の"口止め"もあり、興梠のことを「大恩人」と呼んで感謝した。

##### 第3話
神部八尋
演 - 宮川一朗太（第7期第3話・第8話）
厚生労働事務次官
第3話では、三国とそろって高級レストランから出てきたところを、写真週刊誌に激写され、“科研費をめぐる接待疑惑”として報じられたが、後に記者会見で三国との不倫の事実を公表し、その上で妻と離婚したことや三国と結婚することを発表する。
第8話では、蜂須賀の念願の「感染研究センター」設立プロジェクトを成功させるため、蜂須賀と裏で手を組み、科研費の助成継続を含めて全面的バックアップの約束を取り付ける。その後、がんを患っていることが発覚したが、妻の三国を通じて蜂須賀のケミカルサージェリーではなく、外科手術で治してほしいと蛭間に接近してお願いをし、蛭間から提示された蜂須賀への科研費の協力を打ち切るという条件を呑んだ上で未知子の執刀を受け、無事に完治する。術後は科研費の協力を打ち切ることを蜂須賀に伝えた。
神部久美子
演 - 川上麻衣子
神部八尋の妻。八尋と三国の不倫を疑い、病室に怒鳴り込む。その後、三国との結婚を選んだ八尋と離婚した。

##### 第4話
四季唯花
演 - 凰稀かなめ
人気ミュージカル女優。パンデミックの影響で出演舞台がすべてキャンセルになるという苦境を経て、ようやく世界的大舞台に立てることになるも、公演を目前に甲状腺がんを患っていることが判明し、東帝大に極秘入院する。稽古復帰までに時間がかかることや、首に傷が残ることを恐れて、外科手術を断固拒否し、内科によるケミカルサージェリーを選択するが、治療が始まっても症状の明確な改善が見られないばかりか自身の極秘入院が外部に漏洩し、その上舞台の主役交代の可能性が高くなったことに愕然とする。かつてニューヨークのコロナ病棟でとあるオペラ歌手の歌に勇気付けられた経験のある未知子からオペの申し出を受け、彼女の「失敗しない」という言葉を信じて承諾する。未知子が内科に知らせずに密かに行った検査の結果、甲状腺がんだけでなく肺尖部胸壁浸潤がんを患っていたことが判明し、始めに肺尖部のがん切除を行い、次に唯花の首ではなく鎖骨を切開する小切開MH法を用いて甲状腺がんを根治させるという未知子の執刀により首に傷を残すことなく早期の復帰が実現した。
早水楓
演 - 鷲見玲奈
四季唯花のライバルである女優。世界的大舞台で主演を務めることになっていた唯花の入院を機に、主役の座を奪おうと闘志を燃やし、愛人関係にある衆議院議員の大川を使って蜂須賀を懐柔させようとするなど計画を進めていたが、蜂須賀の裏切りにより大川との不倫を週刊誌にリークされ、事実が世間にバレてしまったことで舞台を降板することとなった。

##### 第5話
那須田灯
演 - 松下奈緒
フリーランスのスーパー看護師。オペでは医師の指示を待つことなく常に的確な器械を差し出すなど看護師としての腕は超一流。約10年前に偶然、彼女と一緒にキューバで急患のオペをしたことのある未知子もその能力を一目置いている。しかし愛想が悪く、患者以外の人間に対しての態度は横柄で冷淡かつ業務上以外の関りや連絡は極限まで避けている。未知子でさえも「人として問題あり」と評するほどの大物で他の医者や目上の人物への当たりが相当強い。一方で担当する患者やその家族への接し方は誠実かつ愛情溢れた行動を常に取る事のできる人物でもある。フリーランスの看護師としてのリスクを理解しきっており、上に就く上司の言う事には物申せない葛藤を抱える反面、オペを担当した執刀医の情報から行った術式や動き、周りの動きを綿密に記憶かつノートに書き記す形で証拠を残すようにする等、リスクマネジメントにも抜かりないプロ意識の塊である。クールな雰囲気を纏うものの、私生活は結構な庶民派で食事には行きつけのうどん屋でよくうどんを食べている。また、自身が納得のいく手術が出来た時はカレーライスを食べたりしている。当初は興梠に物申せず、彼の指示に従ったりと保守的な態度を見せていたものの、五木和男の再手術においていい加減な執刀にしようとする興梠に嫌気が差し、執刀医として未知子を指名した上で彼女をサポートし、手術を成功させた。その後、契約終了と共に東帝大を後にした。また、最初は医者は信用できないと未知子に告げていたが、未知子の為人を目の当たりにしたことで信用できる医者がいることを実感し、東帝大を去る間際には彼女のことを信頼できる医者として認めた。
五木和男
演 - 井上肇
直腸がんを患う記者。興梠が担当医を務める。しかし、オペの翌日に激しい腹痛を訴え、再手術が必要な状態に陥る。温泉が好きなため、人工肛門の設置を断る。その願いも叶い、再手術の際は那須田と未知子の機転により、大網を使ったネッツ方式で肛門付近を固定するという術式で完治した。
五木陽子
演 - 今藤洋子
和男の妻。

##### 第6話
王弥六
演 - 吉田隼
中国のITグループ会長を父に持つ9歳の御曹司。医龍やブラック・ジャックといった医者が主人公の漫画が大好きで、どんな病気でも治せる奇跡の医者がいることを信じている。幼くして母を癌で亡くすという過去を持つ。小児肝腫瘍の手術を受けるために原守と共に来日し、東帝大学病院に入院するが、後に未知子の診断と検査の結果「衝突癌」も患っていたことが判明する。その後未知子を信頼して彼女に執刀をお願いするが、執刀を受けるため中国に戻ろうとしたところで急変し、倒れてしまうも、原と加地、途中から交代した未知子の執刀により完治した。術後は未知子が執刀したことを知らないまま原が執刀したと思い込み、彼を「ドクターX」と評しながら感謝した。

##### 第7話
七宮安江
演 - 根岸季衣
食堂「七みや」の店主。体調に問題があることをたまたま来た未知子に察知され、入院した上で検査を受けた結果、かなり進行した胃がんが見つかるが、環境大臣の榎本の治療を優先した東帝大から手術はできないと断言された上に森本の動画の影響もあって自ら手術を断り、退院する。その後、動画のことで謝罪に訪れた森本の前で吐血して倒れ、蜂須賀の提案により表向きは榎本の手術という体で手術を受けることになり、執刀医として森本を指名するが、結局途中から交代した未知子の執刀により完治する。術後は森本から執刀したのは未知子だと明かされるも、それを受け止めた上で彼の正直さも含めて最後まで寄り添ってくれたことを感謝した。
七宮萌香
演 - 白石糸
安江の娘。安江が以前から具合が悪かったにもかかわらず、我慢して病院に行かなかったのは森本の動画のせいだと食ってかかる。その後、安江の手術が成功した後は森本のファンとなり、「これからも応援してます」と告げた。
向島太一
演 - 高橋洋
榎本環境大臣の秘書。
山本雪乃〈30歳〉
演 - 本人役
安江の定食屋の行きつけの客。

##### 第8話
八神さつき
演 - 瀬戸朝香
博美の高校時代の同級生。いくつもの病院で外科手術は困難だと言われ、自らの命を諦めていたことを博美に告白するが、東帝大の最先端のケミカルサージェリーを受ければ治るかもしれないと最後の望みをかけた一人息子の祐希から再治療を懇願され、入院を決意した。当初は祐希の要望を優先して未知子の執刀を断り、後に博美から「手術を受けてみない」と説得されて未知子の執刀を受ける決意をするが、突如急性心筋梗塞を発症し、博美の蘇生処置の甲斐もなく、また未知子の治療も間に合わないまま急死した。
八神祐希
演 - 元之介
さつきの一人息子。東帝大のケミカルサージェリーを受ければ、さつきの病気が良くなるかもしれないという望みにかけて、さつきに再治療を懇願する。博美に対して「母には自分の生きたいように生きてほしい」と本心を明かす。さつきの死後は博美に「母の最期を看取ってくれてありがとう」と感謝した。
リンゴちゃん
演 - 椎名なぎさ
ガールズバーの店員。
ミカンちゃん
演 - 工藤美桜
ガールズバーの店員。趣味がお話しでテンションが高く、人懐っこい愛嬌のある女性。

##### 第9話
十兵衛
演 - 小堺一機 (第7期第9話・最終話)
鮨屋「十兵衛」の大将。蜂須賀とは昔馴染み。未知子と蜂須賀に自慢の握り寿司を振る舞う。その後、未知子に聞かれ、彼女に蜂須賀が過去に感染症の流行を予見してケニアに大量のマスクと石鹸を送っていたことを明かす。最終話では蜂須賀の言葉を勘違いして来店した未知子に寿司を振る舞おうとしたが、直後に胸をおさえて倒れてしまい、未知子の処置を受ける。
シェルプ
演 - マンスール・ジャーニュ(第7期第9話・最終話)
サフィリスタン王国 感染研究所・所長
WHOにも所属する博士。蜂須賀の感染研究センター設立を支持してきた。
第9話で感染研究センターに早速視察に来るが、自身が新型ウイルスに感染していたことが帰国直後に判明し、東帝大が大混乱に陥るきっかけを作った。最終話では蜂須賀に国際電話をし、彼に付き人のジュリアスの死と新型ウイルスの警告を伝えた。
ジュリアス
演 - Igor T（第7期第9話・最終話）
シェルプの付き人。第9話でシェルプと共に感染研究センターの設備に感心するが、帰国後にシェルプと共に新型ウイルスに感染していたことが明らかになる。最終話で容態の急変により死去。

##### 最終話
兜川正義
演 - くっきー!
建設コンサルタントの社長。院内の全権力を奪還しようと目論む蛭間のため“ある策略”を企てた鍬形と、裏で手を組んで暗躍する。ステーキハウスで蛭間や鍬形と顔を合わせ、虎視眈々と計画を進めるが、後に鍬形と共に贈収賄の疑いで逮捕された。

## スタッフ
- 脚本 - 中園ミホ / 林誠人（第2期 - ）、寺田敏雄（第2期 - 第5期） / 武井彩（第2期） / 香坂隆史（第4期 - ） / 宇田学（第4期）
- 音楽 - 沢田完
- 演出 - 田村直己 / 松田秀知（- 第6期） / 山田勇人（第3期-） / 片山修、高橋貴司（第7期）
- ナレーション - 田口トモロヲ[300]
- 監督補 - 松川嵩史
- 助監督 - 山田勇人 / 渋谷英史、黒川未希、上田迅（第1期）
- 選曲 - 塚田益章（第1期 - 第4期・第6期） / 高木秀和（第5期）/ 木村実玖子（第7期）
- レコーディング・ミキシングエンジニア - 青柳延幸
- 音響効果 - 谷川義春（第1期・第2期） / 高木秀和（第2期 - 第4期） / 木村実玖子（第4期 - 第6期）/ 岩崎晋介（第7期）
- 特殊造形 - 松井祐一 / 相蘇敬介（第3期）
- 医療美術 - 井口浩
- CG - 石原太郎 / 渡辺大輔（第3期・第5期）
- 映像CG - 小林宏嗣（第1期）
- VFX - 古家大悟（第2期） / 山本貴歳（第3期・第5期） / 後藤洋二（第5期）
- 手術映像協力 - グラフィティ
- 映像監修 - 松本英之
- 医療監修 - 森田豊
- 外科監修・指導 - 新村核
- 外科指導 - 本橋英明 / 木村憲幸、関谷武司、湯澤美季（第1期）
- 麻酔科取材協力 - 筒井冨美（第1期）
- 外科協力 - 松尾成吾（第2期 - 第3期）
- 外科指導・外科協力 - 益原大志（第2期・第3期）
- 整形外科協力 - 土屋弘行（第2期・第3期）
- 症例監修 - 加藤友朗[301]（第2期）
- 心臓血管外科協力 - 益原大志、澤芳樹（第3期）
- 手術支援ロボット協力 - 川嶋健嗣、菅野貴皓（第3期）
- 画像協力 - 吉田昭三、茨木保（第3期）
- 看護指導 - 石田喜代美
- ダンス指導 - TETSU、AI（第1期）
- 振付 - あさづきかなみ（第2期） / 熊谷珠美（第3期）
- 麻雀指導 - 七字幸久
- 卓球指導 - 東京テーブルテニスクラブ（第3期）
- ロボット監修 - 高木武彦、金本俊範、中村敦、細谷優介、山本早人（第5期）
- 方言指導 - 塩山誠司（SP）
- ピアノ指導、吹替え - 斎藤めぐみ（第6期）
- 企画協力 - 古賀誠一（オスカープロモーション）
- エグゼクティブプロデューサー - 内山聖子[注 59]
- 制作協力 - ザ・ワークス
- 制作著作 - テレビ朝日

## 主題歌
第1期、スペシャル
Superfly「Force」（ワーナーミュージック・ジャパン）
作詞 - 越智志帆 / 作曲 - 多保孝一 / 編曲 - 蔦谷好位置
第2期
Superfly「Bi-Li-Li Emotion」（ワーナーミュージック・ジャパン）
作詞 - 越智志帆 / 作曲 - 多保孝一 / 編曲 - 蔦谷好位置
第3期
Superfly「愛をからだに吹き込んで」（ワーナーミュージック・ジャパン）
作詞 - いしわたり淳治 / 作曲 - Tomoya.S、越智志帆 / 編曲 - 蔦谷好位置
第4期
Superfly「99」（ワーナーミュージック・ジャパン）
作詞 - jam / 作曲 - Tomoya.S / 編曲 - 蔦谷好位置
第5期
Superfly「Force -Orchestra Ver.-」（ワーナーミュージック・ジャパン）
作詞 - 越智志帆 / 作曲 - 多保孝一 / 編曲 - 蔦谷好位置
Superfly「ユニゾン」（ワーナーミュージック・ジャパン）
作詞 - いしわたり淳治 / 作曲 - Tomoya.S / 編曲 - 蔦谷好位置
第6期
P!NK「ソー・ホワット」（ソニー・ミュージックジャパンインターナショナル）
第7期
Ado「阿修羅ちゃん」（ユニバーサルミュージック）
作詞・作曲・編曲 - Neru

## 放送日程

### 第1期
- 2012年10月18日 - 12月13日、全8話。
- 初回・最終回は15分拡大（21時 - 22時9分）。

| 各話                                                                         | 放送日         | サブタイトル                                                                          | 脚本     | 演出     | 視聴率 |
| ---------------------------------------------------------------------------- | -------------- | ------------------------------------------------------------------------------------- | -------- | -------- | ------ |
| ope.I                                                                        | 2012年10月18日 | その手袋で触るな!全員、ホールドアップ!                                                | 中園ミホ | 田村直己 | 18.6%  |
| ope.II                                                                       | 10月25日       | 死なせません。私、失敗しないので                                                      | 中園ミホ | 松田秀知 | 17.6%  |
| ope.III                                                                      | 11月08日       | いりません。ネーミングがヘンだし、まずいので                                          | 中園ミホ | 田村直己 | 17.4%  |
| ope.IV                                                                       | 11月15日       | 私にとって手術は、プライスレスのライフワークです                                      | 中園ミホ | 松田秀知 | 17.1%  |
| ope.V                                                                        | 11月22日       | あなたの手術、失敗したんじゃないですか?                                               | 中園ミホ | 松田秀知 | 17.7%  |
| ope.VI                                                                       | 11月29日       | 私は切って助ける!                                                                     | 中園ミホ | 田村直己 | 18.6%  |
| ope.VII                                                                      | 12月06日       | 本当のことを教えてあげるのが医者の義務じゃないんですか?                               | 中園ミホ | 松田秀知 | 20.1%  |
| ope.VIII （最終回）                                                          | 12月13日       | 手術場には、馴れ合いも、助け合いも、御意もいらない。 助けなきゃいけない病人がいるだけ | 中園ミホ | 田村直己 | 24.4%  |
| 平均視聴率 19.1%（視聴率はビデオリサーチ調べ、関東地区・世帯・リアルタイム） |                |                                                                                       |          |          |        |

- 初回視聴率は18.6%で、米倉が同枠で主演したドラマの初回視聴率としては当時自己最高となり、瞬間最高視聴率は24.6%を記録した（ビデオリサーチ調べ、関東地区・世帯・リアルタイム）[305]。
- 11月1日は『コナミ日本シリーズ2012・第5戦 日本ハム×巨人』中継のため休止。
- 最終回視聴率は2012年の民放ドラマでは最高の24.4%で、瞬間最高視聴率は29.8%を記録した（ビデオリサーチ調べ、関東地区・世帯・リアルタイム）。また、同枠で『熟年離婚』の最終回の記録（21.4%〈ビデオリサーチ調べ、関東地区・世帯・リアルタイム〉）を抜いて歴代最高となった[306]。なおこの最終回は、2012年12月31日放送の『お願い!ランキング』年またぎスペシャル（21:00 - 2013年1月1日1:30）でも放送、番組内では大門と毒島院長がCGアニメキャラ（声は米倉と伊東がそれぞれ担当）になって登場し、解説を行った。
- 台湾でも好評を博し、2012年に台湾で放送された日本のドラマ作品45タイトルのうち、平均視聴率・最高視聴率ともに第1位を獲得[307]。

### 第2期
- 2013年10月17日 - 12月19日、全9話。
- 初回は15分拡大（21時 - 22時9分）。
- 最終回は30分拡大（21時 - 22時24分）の上、前座番組『ドクターX最終回直前特別編』（20時51分 - 21時。テレビ朝日他一部地域を除き、20:54飛び乗り）も別途放送。

| 各話                                                                         | 放送日         | サブタイトル                                                                        | 脚本     | 演出     | 視聴率 |
| ---------------------------------------------------------------------------- | -------------- | ----------------------------------------------------------------------------------- | -------- | -------- | ------ |
| ope.I                                                                        | 2013年10月17日 | このまま閉じたら、三ヶ月以内に命落としますよ                                        | 中園ミホ | 田村直己 | 22.8%  |
| ope.II                                                                       | 10月24日       | 私なら切れます。死なせません。絶対に失敗しないので                                  | 中園ミホ | 松田秀知 | 23.1%  |
| ope.III                                                                      | 10月31日       | 生体腎小腸交換移植、私ならできます!                                                 | 武井彩   | 松田秀知 | 18.4%  |
| ope.IV                                                                       | 11月07日       | 成功したら、あなたに手帖をあげる。 蛭間の秘密がぎっしり詰まったあの手帖…            | 林誠人   | 田村直己 | 21.3%  |
| ope.V                                                                        | 11月14日       | 失敗しない医者なんて、いるわけない。私以外                                          | 林誠人   | 松田秀知 | 23.7%  |
| ope.VI                                                                       | 11月21日       | いらない臓器なんてない! 体の中にいらないものなんてない!                             | 寺田敏雄 | 田村直己 | 22.1%  |
| ope.VII                                                                      | 11月28日       | 選挙のために手術を利用した… 患者を道具にして。手術を舐めるな!                       | 林誠人   | 松田秀知 | 23.9%  |
| ope.VIII                                                                     | 12月12日       | この世に失敗が許される医者なんていていいの? 私は失敗したくないから、自分で切る      | 寺田敏雄 | 田村直己 | 22.5%  |
| Last ope （最終回）                                                          | 12月19日       | 患者さんにとって、オペは最後のチャンス。 だからそれに勝ち続けること。それが私の夢。 | 寺田敏雄 | 田村直己 | 26.9%  |
| 平均視聴率 23.0%（視聴率はビデオリサーチ調べ、関東地区・世帯・リアルタイム） |                |                                                                                     |          |          |        |

- 初回視聴率は22.8%で、2013年に放送された連続ドラマの初回としてはガリレオ 第2シリーズを抜いて最高視聴率となった（ビデオリサーチ調べ、関東地区・世帯・リアルタイム）[309]。また同枠の初回視聴率でも史上最高となった[310]。
- 2013年12月5日は『フィギュアスケートグランプリファイナル』中継のため、休止。
- 最終回視聴率は26.9%で、瞬間最高視聴率は31.4%を記録し、2012年の民放連続ドラマで獲得した前作の最終回の記録の24.4%を抜いて歴代最高となった。平均視聴率は23.0%で前作での19.1%をも上回った（ビデオリサーチ調べ、関東地区・世帯・リアルタイム）[311]。

### 第3期
- 2014年10月9日 - 12月18日、全11話。
- 初回・第2話は15分拡大（21時 - 22時9分）。最終回は30分拡大（21時 - 22時24分）。

| 各話                                                                         | 放送日         | サブタイトル                                                              | 脚本     | 演出     | 視聴率 |
| ---------------------------------------------------------------------------- | -------------- | ------------------------------------------------------------------------- | -------- | -------- | ------ |
| ope.I                                                                        | 2014年10月09日 | 命は自分のために使ってよ                                                  | 林誠人   | 田村直己 | 21.3%  |
| ope.II                                                                       | 10月16日       | ロボットより私の手の方が、完璧で確実なので                                | 林誠人   | 松田秀知 | 20.9%  |
| ope.III                                                                      | 10月23日       | 命を前に根回しもへったくれもない                                          | 林誠人   | 田村直己 | 20.8%  |
| ope.IV                                                                       | 10月30日       | 切りましょうか、私が。私なら完璧に治せますよ                              | 林誠人   | 松田秀知 | 23.7%  |
| ope.V                                                                        | 11月06日       | 医者の勝ち負けなんてどうでもいいんだって。 患者が勝たなきゃ意味ないじゃん | 林誠人   | 田村直己 | 22.2%  |
| ope.VI                                                                       | 11月13日       | これ以上は切れない                                                        | 林誠人   | 山田勇人 | 23.6%  |
| ope.VII                                                                      | 11月20日       | 私、勝負してないので                                                      | 林誠人   | 松田秀知 | 22.8%  |
| ope.VIII                                                                     | 11月27日       | …待つ                                                                     | 寺田敏雄 | 松田秀知 | 21.8%  |
| ope.IX                                                                       | 12月04日       | 患者にとって医者は一人。あんたもプロでしょ!                               | 林誠人   | 田村直己 | 21.6%  |
| ope.X                                                                        | 12月11日       | 汚い手術はしたくない                                                      | 中園ミホ | 松田秀知 | 24.8%  |
| Last ope （最終回）                                                          | 12月18日       | 私はたった一人の大好きな人のオペがしたいんだよ!                           | 中園ミホ | 田村直己 | 27.4%  |
| 平均視聴率 22.9%（視聴率はビデオリサーチ調べ、関東地区・世帯・リアルタイム） |                |                                                                           |          |          |        |

- 最終回視聴率は2014年の民放ドラマでは最高の27.4%で、瞬間最高視聴率は31.3%を記録した（いずれもビデオリサーチ調べ、関東地区・世帯・リアルタイム）[312]。同枠の視聴率で史上最高となった[313]。
- 平均視聴率も同じ中園ミホが脚本を担当したNHK連続テレビ小説『花子とアン』の期間平均22.6%を上回り、2014年に放送された全ドラマで第1位を獲得[312]。

### スペシャル
- 2016年7月3日に日曜21:00 - 23:10（『日曜エンタ』枠）で放送。このスペシャルは同枠における歴代最高視聴率（ビデオリサーチ調べ、関東地区・世帯・リアルタイム）を記録した回でもある。『ドクターX』（4シリーズとも）をはじめテレビ朝日版『木曜ドラマ』の遅れネット局である、日本テレビ系列とのクロスネット局福井放送では本来の系列の番組の同時ネット優先により、『日曜エンタ』が非ネットであることから、放送されない。
- 2018年9月30日に日曜21:00 - 23:14（『日曜プライム』枠）で復刻版が放送。復刻版では初放送時にカットされたシーンがごく一部追加された。
- 2024年12月6日 20:00 - 21:54 で『劇場版公開記念!「ドクターX　〜外科医・大門未知子〜　スペシャル」特別編』として放送された。

| 放送日                                                       | サブタイトル                                                                                              | 脚本     | 演出     | 視聴率 |
| ------------------------------------------------------------ | --- | -------- | -------- | ------ |
| 2016年7月3日                                                 | 復活!!!! 失敗しないハケンの女！黒い巨塔に現れた最強の敵…!? 金沢〜能登…4回転半メダリストの緊急オペ3000万!! | 中園ミホ | 田村直己 | 22.0%  |
| 2018年9月30日                                                | 復活!!!! 失敗しないハケンの女！黒い巨塔に現れた最強の敵…!? 金沢〜能登…4回転半メダリストの緊急オペ3000万!! | 中園ミホ | 田村直己 | 16.7%  |
| 2024年12月6日                                                | 復活!!!! 失敗しないハケンの女！黒い巨塔に現れた最強の敵…!? 金沢〜能登…4回転半メダリストの緊急オペ3000万!! | 中園ミホ | 田村直己 | 14.2%  |
| （視聴率はビデオリサーチ調べ、関東地区・世帯・リアルタイム） | |          |          |        |

### 第4期
- 2016年10月13日 - 12月22日、全11話。
- 初回・第2話・最終回は15分拡大（21時 - 22時9分）。
- 第3話は『SMBC日本シリーズ2016・第5戦』中継（18時3分 - 21時50分。53分延長）のため[注 60]、50分繰り下げ（21時50分 - 22時44分）。

| 各話                                                                         | 放送日         | サブタイトル                                             | 脚本     | 演出     | 視聴率 |
| ---------------------------------------------------------------------------- | -------------- | -------------------------------------------------------- | -------- | -------- | ------ |
| ope.I                                                                        | 2016年10月13日 | 復活!!!! 失敗しないハケンの女 生中継オペ1000万!!         | 中園ミホ | 田村直己 | 20.4%  |
| ope.II                                                                       | 10月20日       | 貧乏村長VSセコい国会議員オペ…Wで失敗しないので           | 林誠人   | 田村直己 | 19.7%  |
| ope.III                                                                      | 10月27日       | 20年前の医療ミス!? 不倫相手のお腹の秘密                  | 寺田敏雄 | 松田秀知 | 24.3%  |
| ope.IV                                                                       | 11月03日       | 美人姉妹同時刻オペ!! 太る病気の秘密!?                    | 香坂隆史 | 松田秀知 | 21.3%  |
| ope.V                                                                        | 11月10日       | 派閥争い パワハラ手術も失敗しないので!!                  | 林誠人   | 田村直己 | 20.4%  |
| ope.VI                                                                       | 11月17日       | 御意男のクーデター!! メスなき心臓手術!?                  | 林誠人   | 松田秀知 | 21.5%  |
| ope.VII                                                                      | 11月24日       | 音をなくしたピアニストの命とプライド                     | 寺田敏雄 | 田村直己 | 22.2%  |
| ope.VIII                                                                     | 12月01日       | ウイルス感染…! 手術不可能な密室!?                        | 宇田学   | 松田秀知 | 20.7%  |
| ope.IX                                                                       | 12月08日       | 教授婦人会のドンが送り込んだ患者の罠!?                   | 香坂隆史 | 田村直己 | 22.6%  |
| ope.X                                                                        | 12月15日       | 母子同時オペ!? わずか25センチの命                        | 中園ミホ | 松田秀知 | 20.5%  |
| Last ope （最終回）                                                          | 12月22日       | さらば大門未知子!! さらば友よ…聖夜のオペも失敗しないので | 中園ミホ | 田村直己 | 22.8%  |
| 平均視聴率 21.5%（視聴率はビデオリサーチ調べ、関東地区・世帯・リアルタイム） |                |                                                          |          |          |        |

- 初回視聴率の20.4%、第3話に記録した最高視聴率の24.3%、平均視聴率の21.5%は、2016年に放送された民放連続ドラマにおいて、それぞれ最高を記録した（いずれもビデオリサーチ調べ、関東地区・世帯・リアルタイム）。

### 第5期
- 2017年10月12日 - 12月14日、全10話。
- 初回・第2話・第9話は15分拡大（21時 - 22時9分）。
- 最終回は20分拡大（21時 - 22時14分）。

| 各話                                                                         | 放送日         | サブタイトル                                                      | 脚本     | 演出     | 視聴率 |
| ---------------------------------------------------------------------------- | -------------- | ----------------------------------------------------------------- | -------- | -------- | ------ |
| ope.I                                                                        | 2017年10月12日 | 復活!!!! 失敗しないハケンの女 世界横断オペ2000万                  | 林誠人   | 田村直己 | 20.9%  |
| ope.II                                                                       | 10月19日       | VSゆとり院内盗撮!? 過保護な患者の秘密                             | 寺田敏雄 | 松田秀知 | 19.6%  |
| ope.III                                                                      | 10月26日       | VSキレる教授!? セカンドオピニオン失敗しないので                   | 林誠人   | 田村直己 | 19.0%  |
| ope.IV                                                                       | 11月02日       | 外科医を育てる超VIP患者の秘密!?                                   | 香坂隆史 | 松田秀知 | 19.1%  |
| ope.V                                                                        | 11月09日       | 診断1秒人工知能VS失敗しない野生の勘!?                             | 林誠人   | 田村直己 | 20.8%  |
| ope.VI                                                                       | 11月16日       | おしどり夫婦の緊急Wオペ!? 私麻酔もできるので                      | 香坂隆史 | 松田秀知 | 20.7%  |
| ope.VII                                                                      | 11月23日       | 日米女医対決!! オペ室の中心で愛を叫ぶ                             | 香坂隆史 | 山田勇人 | 20.1%  |
| ope.VIII                                                                     | 11月30日       | 命懸けの内部告発!? 最強黒幕の秘密…                                | 林誠人   | 田村直己 | 20.6%  |
| ope.IX                                                                       | 12月07日       | 最終章〜失敗しないハケンの女倒れる…!?                             | 寺田敏雄 | 松田秀知 | 21.2%  |
| Last ope （最終回）                                                          | 12月14日       | さらば大門未知子!!!! 衝撃のラストオペは…35億!? 絶対失敗しないので | 林誠人   | 田村直己 | 25.3%  |
| 平均視聴率 20.9%（視聴率はビデオリサーチ調べ、関東地区・世帯・リアルタイム） |                |                                                                   |          |          |        |

- 初回視聴率の20.9%、最終回で記録した最高視聴率の25.3%、平均視聴率の20.9%は、2017年に放送された民放連続ドラマにおいて、それぞれ最高を記録した（いずれもビデオリサーチ調べ、関東地区、世帯、リアルタイム）。

### 第6期
- 2019年10月17日 - 12月19日、全10話。
- 初回・第2話は15分拡大（21時 - 22時9分）。
- 最終回は20分拡大（21時 - 22時14分）。

| 各話                                                                         | 放送日         | サブタイトル                                                     | 脚本     | 演出     | 視聴率 |
| ---------------------------------------------------------------------------- | -------------- | ---------------------------------------------------------------- | -------- | -------- | ------ |
| ope.I                                                                        | 2019年10月17日 | 復活!!!! 失敗しないハケンの女 VS300億のAIオペ                    | 中園ミホ | 田村直己 | 20.3%  |
| ope.II                                                                       | 10月24日       | 貧乏患者VS5000億の命!? ドミノも失敗しないので                    | 中園ミホ | 松田秀知 | 19.0%  |
| ope.III                                                                      | 10月31日       | 失言大臣の舌を切る!? 私失敗も失言もしないので!!                  | 林誠人   | 田村直己 | 18.1%  |
| ope.IV                                                                       | 11月07日       | 85%認知症の緊急オペ!? AIより失敗しない診断!                      | 林誠人   | 松田秀知 | 17.8%  |
| ope.V                                                                        | 11月14日       | 看護師のドン!! 深夜密室のオペ 女の秘密は守るので                 | 中園ミホ | 田村直己 | 15.9%  |
| ope.VI                                                                       | 11月21日       | 1000億の売名オペ!? 輸血不足でも失敗しないので!!                  | 香坂隆史 | 山田勇人 | 19.3%  |
| ope.VII                                                                      | 11月28日       | 植毛患者アレルギーの秘密…!? 禁断のオペ5億ドル                    | 中園ミホ | 松田秀知 | 18.6%  |
| ope.VIII                                                                     | 12月05日       | 修羅場のオペ室…!? 失敗しない呪文のトリック                       | 林誠人   | 田村直己 | 17.4%  |
| ope.IX                                                                       | 12月12日       | 死ぬのは誰でも怖い…だからこそ私失敗しないので                    | 中園ミホ | 山田勇人 | 18.2%  |
| Last ope （最終回）                                                          | 12月19日       | さらば大門未知子!! さらば東帝大…ラストオペも絶対失敗しないので!! | 林誠人   | 田村直己 | 19.3%  |
| 平均視聴率 18.5%（視聴率はビデオリサーチ調べ、関東地区・世帯・リアルタイム） |                |                                                                  |          |          |        |

- 初回視聴率（最高視聴率としても）の20.3%、平均視聴率の18.5%は、2019年に放送された民放連続ドラマにおいて、それぞれ最高を記録した（いずれもビデオリサーチ調べ、関東地区、世帯、リアルタイム）。

### 第7期
- 2021年10月14日 - 12月16日、全10話。
- 初回は15分拡大（21時 - 22時9分）。
- 第2話・最終回は10分拡大（21時 - 22時4分）。
- 第9話は6分拡大（21時 - 22時）。

| 各話                                                                         | 放送日         | サブタイトル                                           | 脚本     | 演出     | 視聴率 |
| ---------------------------------------------------------------------------- | -------------- | ------------------------------------------------------ | -------- | -------- | ------ |
| ope.I                                                                        | 2021年10月14日 | 復活!!!! 失敗しないハケンの女 感染緊急オペ1000万       | 中園ミホ | 田村直己 | 19.0%  |
| ope.II                                                                       | 10月21日       | 100%の刺客の秘密!? 私逃げも失敗もしないので!!          | 中園ミホ | 田村直己 | 15.9%  |
| ope.III                                                                      | 10月28日       | たこつぼ心筋症…スキャンダル隠蔽オペ1000万!!            | 林誠人   | 片山修   | 16.6%  |
| ope.IV                                                                       | 11月04日       | 手術拒否の歌姫…クビを賭けた大逆転オペ2000万!           | 香坂隆史 | 山田勇人 | 15.2%  |
| ope.V                                                                        | 11月11日       | 謎の看護師ナースX!? ハケンでも失敗しないので           | 中園ミホ | 田村直己 | 16.7%  |
| ope.VI                                                                       | 11月18日       | 大富豪の命の値段!? 師匠との大喧嘩…秘密の理由           | 香坂隆史 | 片山修   | 15.7%  |
| ope.VII                                                                      | 11月25日       | 帰ってきた新米! 患者替え玉オペ配信!?                   | 小峯裕之 | 高橋貴司 | 14.9%  |
| ope.VIII                                                                     | 12月02日       | さよなら友よ〜外科医の宿命                             | 林誠人   | 田村直己 | 15.5%  |
| ope.IX                                                                       | 12月09日       | バベルの塔!野望か命か…!? 大門未知子、最後の患者        | 中園ミホ | 山田勇人 | 16.8%  |
| Last ope （最終回）                                                          | 12月16日       | さらば大門未知子! 生と死の緊急事態でも失敗しないので!! | 中園ミホ | 田村直己 | 17.7%  |
| 平均視聴率 16.5%（視聴率はビデオリサーチ調べ、関東地区・世帯・リアルタイム） |                |                                                        |          |          |        |

- 初回視聴率の19.0％、平均視聴率の16.5％は、2021年に放送された民放連続ドラマにおいて、それぞれ最高を記録した（いずれもビデオリサーチ調べ、関東地区、世帯、リアルタイム）。

エピソード医療バサミの独特の受け取り方、オペ後に患者の肩に手を置くのは、米倉の発案。また、オペの後にコップ1杯分のガムシロップを一気に飲むのも、米倉が、オペの後は甘いものが欲しくなるというドクターの話を参考に考えたものである。
- 実際のオペでは、電気メスなどを使用すると煙が出るので、リアリティーを追求するため、実際に豚肉や鶏肉を焼いているという撮影秘話を米倉が明かしている[320]。
- オペシーンの手元は、専門家が吹き替えるのが一般的だが、このドラマでは米倉が演じている[320]。
- 内山聖子ゼネラルプロデューサーは、「ドラマはフィクションですが、ファンタジーには絶対にしない」と述べている。また、医療監修を務める森田豊は、「ドラマなので完全にリアルである必要はありませんが、絶対にありえないことが起こってはいけない。現実的にありうる病例や治療法、術式などについて論文や台本を徹底的に検討します。」と述べている[321]。
- 麻雀シーンで使用されている雀卓は、第1期のみ手打ち卓。2013年10月17日放送の第2期第1話で神原が全自動麻雀卓を導入し、以後の麻雀シーンはこの全自動卓で行われている。
- 2019年11月9日放送の『クレヨンしんちゃん』では、当番組とのコラボレーションで、サブタイトルが「私、失敗しないので。－大門末知子おねえさんがアニメで登場！「Doctor-Xだゾ」」となっており、番組最後にアニメ描写で大門が園長先生と話し、園長先生が園児達に親しまれる顔に手術してと依頼し、大門が「私に任せて。私、失敗しないので」というセリフがある。また、スポンサークレジット表記時に大門未知子がしんちゃんと一緒に登場した[322][323]。
- 2019年11月14日放送の第6期第5話では、クレヨンしんちゃんとのコラボレーションとして患者の曾孫の少年の名がしんのすけ、彼の犬がシロとなっている。このとき大門としんのすけに交流は無い。またクレヨンしんちゃんにおいてはしんのすけが大原ななこに恋していることにあやかり、患者の孫である三原奈々子からしんのすけが産まれたという設定にもなっている。三原しんのすけは第3期で大門末知子がオペ中に凍結保存した卵子から産まれたと推定される[324]。
- 第7期は、米倉がイメージキャラクターを務めているスマートフォン事業者・楽天モバイルが番組協賛しており、番組放送中のコマーシャル枠において当作品とのコラボレーション企画のインフォマーシャルを提供している[325]。
- 第7期第5話では、主題歌を担当するAdoが蜂須賀の総回診のアナウンスと提供読みを担当した[326]。

## 制作
第2シリーズの際に、内山はインタビューでこの人気ドラマの第3期続編や映画化について問われ、「いたしません。でも、私も上から命令されたら『御意』と言わざるを得ない」と答えた。
しかし、後に第3シリーズが放送決定となり、それについて米倉は「自分が出演するドラマであまりシリーズを重ねるのが苦手なこともあり、『ドクターX』も本当は去年の第2シリーズで終わりにするつもりでした」「有難いことに、“もう一度やってほしい”というお声をたくさん頂いたのです」と発言し、「“今回（第3シリーズ）は未知子にとって最終決戦。第4シリーズはいたしません”というつもりで、全力を出し切って臨みます」と語った。
2017年10月から第5シリーズを放送。今回放送される第5シリーズと過去に放送された全4シリーズが、日本を除く世界の約200以上の国と地域で配信されることも発表された。また、9月（最新作は10月中旬以降）より配信を開始した。
第5シリーズ放送から2年経った2019年6月に、テレビ朝日開局60周年記念番組として10月より第6シリーズの放送が発表された。
第6シリーズ放送から2年経った2021年5月19日に、10月からの第7シリーズの放送が発表された。新シリーズではパンデミックに揺れる大学病院が舞台となり、コロナ禍の現代が反映されるような設定となる。

## 受賞歴
- 第1期（2012年）
  - 東京ドラマアウォード2013
    - 作品賞（優秀賞、連続ドラマ部門）[330]

  - 第31回向田邦子賞（中園ミホ）[331]
  - 第37回エランドール賞
    - プロデューサー奨励賞（テレビ部門）（内山聖子）

  - 第75回ザテレビジョンドラマアカデミー賞[332]
    - 主演女優賞（米倉涼子）
- 第2期（2013年）
  - 第79回ザテレビジョンドラマアカデミー賞[333]
    - 主演女優賞（米倉涼子）

## 関連商品

### DVD、ブルーレイ
- 「ドクターX〜外科医・大門未知子〜」 DVD-BOX、2013年3月20日発売。
- 「ドクターX〜外科医・大門未知子〜 2」 DVD-BOX、2014年3月19日発売。
- 「ドクターX〜外科医・大門未知子〜 3」 DVD-BOX、2015年3月18日発売。
- 「ドクターX〜外科医・大門未知子〜 スペシャル」 DVD、2016年9月28日発売。
- 「ドクターX〜外科医・大門未知子〜 スペシャル」 Blu-ray、2016年9月28日発売。
- 「ドクターX〜外科医・大門未知子〜 4」 DVD-BOX、2017年3月15日発売。

※ 「ドクターY〜外科医・加地秀樹〜完全版」配信された全6話をすべて収録。
- 「ドクターX〜外科医・大門未知子〜 5」 DVD-BOX、2018年3月7日発売。

※ 「ドクターY〜外科医・加地秀樹 第2弾」配信された全6話をすべて収録。
- 「ドクターX〜外科医・大門未知子〜 5」 Blu-ray-BOX、2018年3月7日発売。

※ 「ドクターY〜外科医・加地秀樹 第2弾」配信された全6話をすべて収録。
- 「ドクターX〜外科医・大門未知子〜 6」Blu-ray-BOX、DVD-BOX、2020年4月22日発売。

※ 「ドクターY〜外科医・加地秀樹 第3弾」配信された全6話をすべて収録。
※ 「ドクターY〜外科医・加地秀樹 第4弾」を収録。
- 「ドクターX〜外科医・大門未知子〜 7」Blu-ray-BOX、DVD-BOX、2022年4月13日発売。

※ 「ドクターY〜外科医・加地秀樹 第5弾」を収録。
※ 「ドクターY〜外科医・加地秀樹 第6弾」を収録。

- 『テレビ朝日系木曜ドラマ Doctor-X〜外科医・大門未知子 オリジナルサウンドトラック』

レーベル：日本コロムビア、発売：2014年3月19日
- 曲目

1. ドクターＸのテーマ
2. 帝都医科大学附属病院
3. Holiday Worker
4. 御意
5. Emergency Call
6. ICU
7. 予測不能
8. 私、失敗しないので
9. Countdown To Heaven
10. 序章
11. マスクメロン
12. キューバでの出来事
13. Power Game
14. X線写真
15. カンファレンス
16. Open The Way
17. 罠
18. ノクターンOp.2口短調
19. This Is Home
20. パンドラの箱
21. Out Of Time
22. Morning Glow
23. 最後の選択
24. ドクターＸの子守唄

- 『ドクターX〜外科医・大門未知子〜Original Soundtrack 2』

レーベル：日本コロムビア、発売：2016年12月21日
1. NEW RULES
2. 陰謀
3. 白木看護師長のテーマ
4. The Beast
5. 手負いのオオカミ
6. 噂話
7. 危険な罠
8. Fair Game
9. 大門未知子In NY
10. The Accident
11. 危険なオペ
12. ドクターＸのテーマ(リマスタリング収録)
13. 私、失敗しないので(リマスタリング収録)

## 映画
『劇場版ドクターX FINAL』（げきじょうばんドクターX ファイナル）のタイトルで2024年12月6日に公開された。
シリーズ初の映画化にして完結編となり、未知子の誕生の秘密や半生が描かれる。
公開前の10月17日に死去した西田敏行の遺作の映画となり、エンドクレジットには「In memory of Toshiyuki Nishida. We miss you.」のテロップが表示される。

### キャスト（映画）
大門未知子
演 - 米倉涼子 / 八木莉可子（医学生時代） / 山田詩子（小学生時代）
森本光
演 - 田中圭
東帝大学病院の医師、神津兄弟の先輩に当たる。本作では未知子の過去について探っている。
城之内博美
演 - 内田有紀
大間正子
演 - 今田美桜
加地秀樹
演 - 勝村政信
原守
演 - 鈴木浩介
神原晶
演 - 岸部一徳
かつてドクターXと呼ばれた外科医のひとりである。劇場版では未知子が行った某国の大統領の極秘手術の報酬を受け取って帰ろうとした際に、未知子が神原に気付き呼びかけたのだが、聞こえなかったのか無視して行ってしまった事で、未知子と大喧嘩になってしまった。
神津比呂人（こうづ ひろと）
演 - 染谷将太
東帝大学病院の新院長。「エビデンス・ベースド・メディスン」の権威でもある天才外科医。
病院の立て直しを図るため外科医局の医師たちに対し、1日あたり15時間の手術シフトを強制、また50代以上の教授陣を「ゴミ」と言い放ち辞職を迫るなど、行き過ぎた効率主義で蛭間らに「サイコパス」と非難される一面を持っている。
森本の伝でスカウトした未知子にも、契約条件として月200件の手術ノルマを課すなど、病床・手術室の稼働率向上に一切の妥協を許さない。
「ドクターX」と呼ばれるいわくつきの医師たちを憎んでおり、神原とも過去になんらかの因縁がある。
神津多可人（こうづ たかと）
演 - 染谷将太（二役）
医療機器メーカー「神津メディカルイノベイティブ」のCEO。比呂人の双子の弟。車椅子で生活しているが、実際は過去の病気が深刻な状態であり、車椅子に乗れる状態ではなかったため、兄である比呂人が成り代わっていた。
東村練（ひがしむら れん）
演 - 西畑大吾
研修医。「御意」の意味が分からず、医局のしきたりに馴染めずにいる。
氷室淳
演 - 馬場徹
比呂人の右腕で事務長。
赤川
演 - 六角精児
多可人の取引先社長。
音戸サトル
演 - 神保悟志
未知子の故郷である呉市で妻と時計屋を営む店主。
進藤悠介
演 - 田口トモロヲ
千葉の銚子にあるホスピタルの医師で、神津多可人の主治医。
毒島隆之介
演 - 伊東四朗
第3期時点で既に医療従事者を引退しており、現在は隠居の身。
今作では釣り堀で暇を潰していたところで森本と再会し、未知子の過去や神原との関係について彼に話す。
河野明彦（こうの あきひこ）
演 - 綾野剛
内科医。未知子の医大生時代の同期。今は開業医として地元の呉で診療所を営む。
海老名敬
演 - 遠藤憲一
蛭間重勝
演 - 西田敏行
その他
- 雀野義人 - 西沢仁太
- 戸田結衣 - 浅田光
- 与野華子 - ふるかわいずみ
- 那須賢一 - 西口泰央
- 竹山久雄 - 川合智己
- 浅利真蔵 - 卯ノ原圭吾
- 音戸サトルの妻 - 中島ひろ子
- 蛭間の秘書 - 立石晴香
- 海老名の秘書 - 小林万里子
- ウニカ共和国政府高官 - フェルナンデス直行
- 大門未知子（小学生時代）の担任 - 南圭介
- 海鮮食堂の店主 - 石井正則
- 原田なつき - 藤本静
- 瀬戸美穂 - 横内亜弓
- ベンケーシー - ケーシー（湘南動物プロダクション）
- ギャノン - えいじ（湘南動物プロダクション）
- ニコラス・丹下 - 市村正親（写真出演）
- 志村まどか - 大地真央（写真出演）
- 久保茂 - 竜雷太（写真出演）

### スタッフ（映画）
- 監督 - 田村直己
- 脚本 - 中園ミホ
- 音楽 - 沢田完
- 主題歌 - Ado「Episode X」（作詞・作曲：Ayase）[343]
- 製作総指揮 - 早河洋
- 製作 - 西新、米倉涼子、市川南、岩田潤、西村裕明、清水伸司、寺内達郎、小野瀬雅久、能田剛志、森君夫
- エグゼクティブプロデューサー - 内山聖子
- ゼネラルプロデューサー - 大江達樹
- プロデューサー - 峰島あゆみ、齋藤梨枝、霜田一寿、山田勇人、大垣一穂、多湖亮太
- 共同プロデューサー - 古草昌実、遠藤英明
- 撮影 - 五木田智
- 照明 - 花岡正光
- 録音 - 福部博国
- 映像 - 服部正邦
- 編集 - 河村信二
- 選曲 - 藤村義孝
- 音響効果 - 木村美玖子
- スクリプター - 岩井茂美
- VFXスーパーバイザー - 道木伸隆
- 美術プロデューサー - 木村正宏
- デザイン - 山本修身
- 美術進行 - 近藤新太郎
- 装飾 - 佐竹諭
- スタイリスト - 栗田泰臣（米倉涼子）
- 衣装 - 斧木妙恵
- ヘアメイク - 佐藤郁江（米倉涼子）、若林幸子
- 宣伝プロデューサー - 小倉良介、川野悌
- 助監督 - 高橋貴司
- 制作担当 - 町田虎睦
- 医療監修 - 森田豊
- 外科監修 - 新村核
- ポスプロスーパーバイザー - 田中敏雄
- 配給 - 東宝
- 制作プロダクション - ザ・ワークス
- 製作幹事 - テレビ朝日
- 製作 - 「劇場版ドクターX」製作委員会（テレビ朝日、Desafío、東宝、朝日放送テレビ、BS朝日、メ〜テレ、北海道テレビ放送、静岡朝日テレビ、北陸朝日放送、九州朝日放送）

### 参照話数
1. 1 2 3 4  第7期 第2話
2. 1 2 3  第2期第1話。
3. ↑  第5期第6話。
4. ↑  第1期第1話。
5. 1 2  第2期最終話。
6. 1 2  第2期第8話。
7. ↑  第2期第7話エピソードより。
8. ↑  第2期第1・6話エピソードより。
9. ↑  第2期第7話。
10. ↑  第2期第7話エピソードより。
11. ↑  第2期第6話・第7話エピソードより。
12. ↑  第3期第1話。
13. ↑  第3期第3話エピソードより。
14. ↑  第3期第2話エピソードより。
15. ↑  第3期第5話エピソードより。
16. ↑  第3期第10話エピソードより。